# Friedhöfe in Schöneiche bei Berlin
Die Gemeinde Schöneiche bei Berlin besitzt fünf aktuelle und ehemalige Friedhöfe und betreut ein Sowjetisches Ehrenmal, das zum Teil auf dem Gebiet der Gemeinde, zum Teil auf dem Gebiet des angrenzenden Berlin liegt. Drei der Friedhöfe werden noch benutzt, die anderen beiden sind mittlerweile ungenutzt beziehungsweise aufgelassen.

## Friedhof an der Dorfkirche Kleinschönebeck

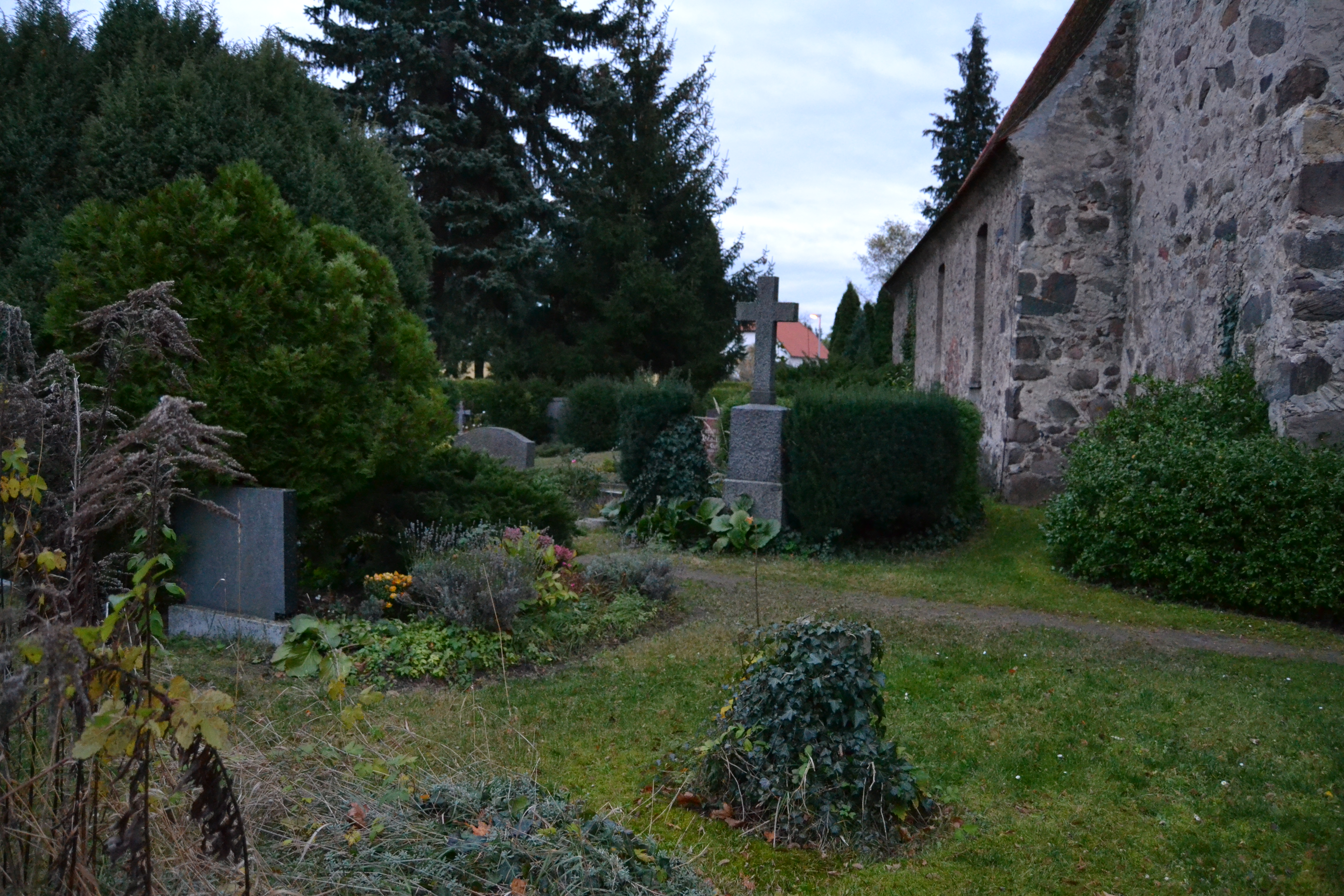
Blick auf den Kirchfriedhof

Der Friedhof an der Dorfkirche Kleinschönebeck ist eine der beiden ältesten Begräbnisstätten der heutigen Gemeinde. Er muss spätestens mit der Errichtung der Kirche im 15. Jahrhundert angelegt worden sein, Gräber sind aus so früher Zeit allerdings nicht erhalten. Die Anlage befindet sich rund um die Kirche und ist somit ein Kirchhof. Mitsamt der Kirche wurde der Friedhof am östlichen Rand des früheren Angerdorfes und nicht, wie in der Region zumeist üblich, auf dem Anger, angelegt. Er ist mit alten Laubbäumen und Koniferen bewachsen und passt sich damit in den grünen, natürlichen Charakter der Umgebung ein. Der kleine 2999 m² große Dorffriedhof untersteht der evangelischen Kirchengemeinde von Schöneiche und gehört damit seit 2017 zum evangelischen Friedhofsverband Berlin-Südost.
Auf dem Friedhof, der nur eine begrenzte Kapazität hat, sind vor allem die alteingesessenen Bauernfamilien des früheren Dorfes Kleinschönebeck bestattet: Grätz, Huhn, Unterlauf, Wittstock und die früheren Besitzer der Wassermühle, die Dahmes. Über den Ort hinaus bekannte Personen sind hier kaum beigesetzt, sie wurden meist auf dem Waldfriedhof beerdigt. Auffallend ist auch das am Rande liegende Grab einer aus Bosnien stammenden Muslima, deren Begräbnisstätte anders als die übrigen Gräber ausgerichtet ist, damit sie den muslimischem Gepflogenheiten entsprechend mit den Füßen nach Osten ausgerichtet liegen konnte. Weiterhin augenfällig ist das Ensemble aus einem toten Baumstamm und einer Steinsäule, die für einen nicht mehr namentlich bekannten Mann errichtet wurde. Am Rand sind einige alte, historisch und künstlerisch bedeutsame Grabsteine aufgerichtet, die vom aufgelassenen Gutsfriedhof in den 1970er Jahren hierher umgesetzt wurden, darunter die der früheren Besitzer des Schöneicher Guts, Friedrich Wilhelm Constantin sowie Ernst Friedrich Heinrich Freiherr zu Knobelsdorff.

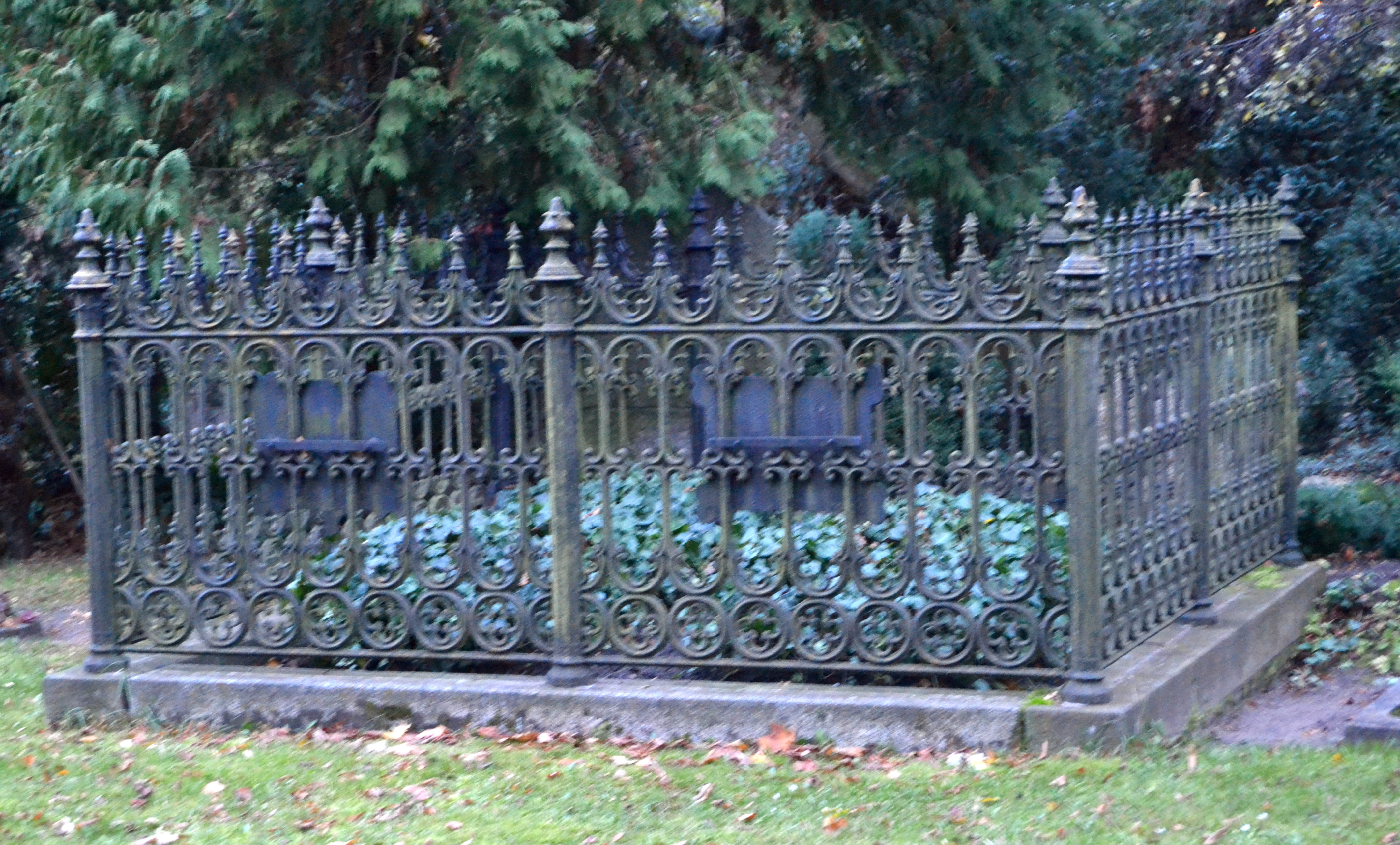
Eines der Grätz’schen Familiengräber
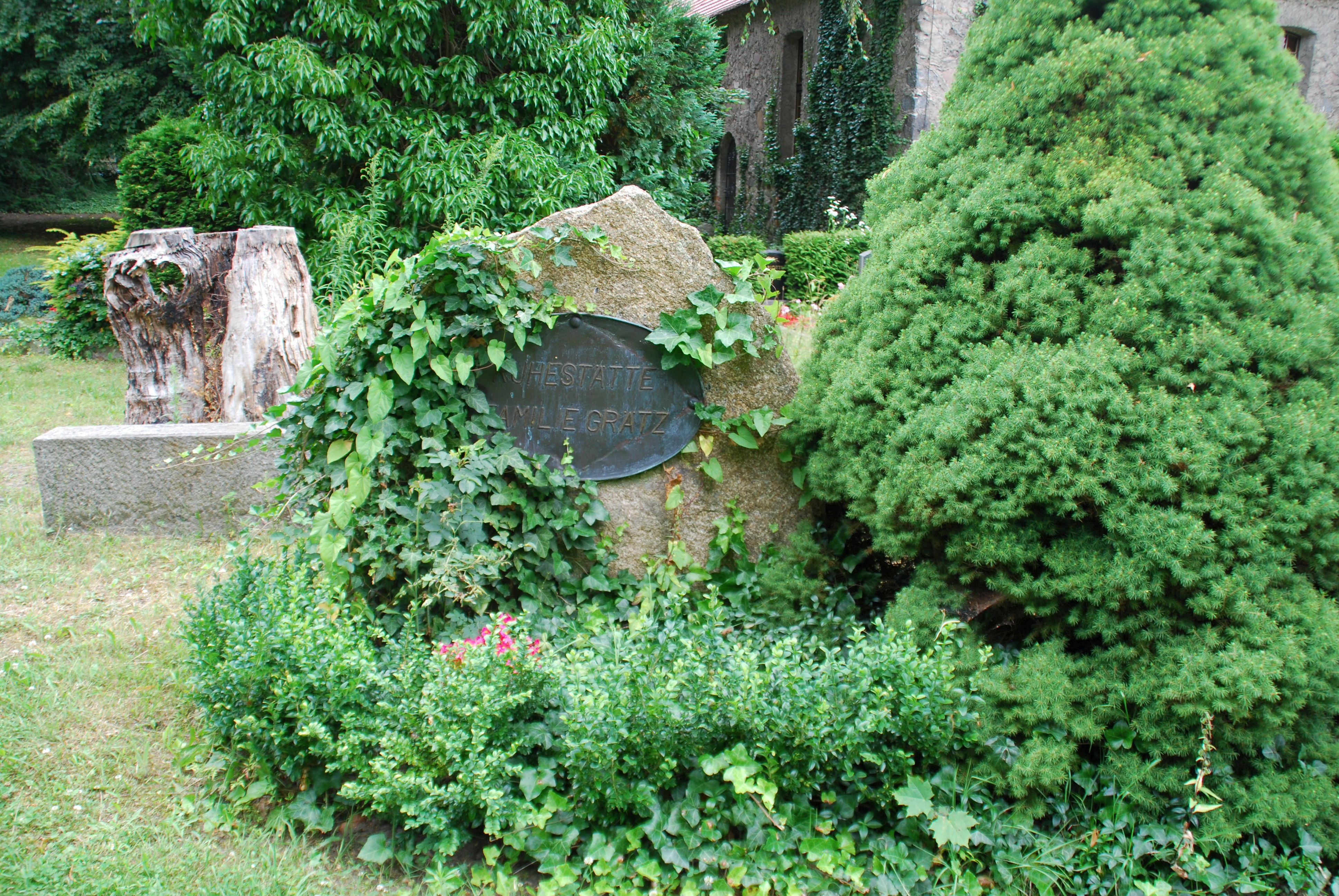
Weiteres der Grätz’schen Familiengräber
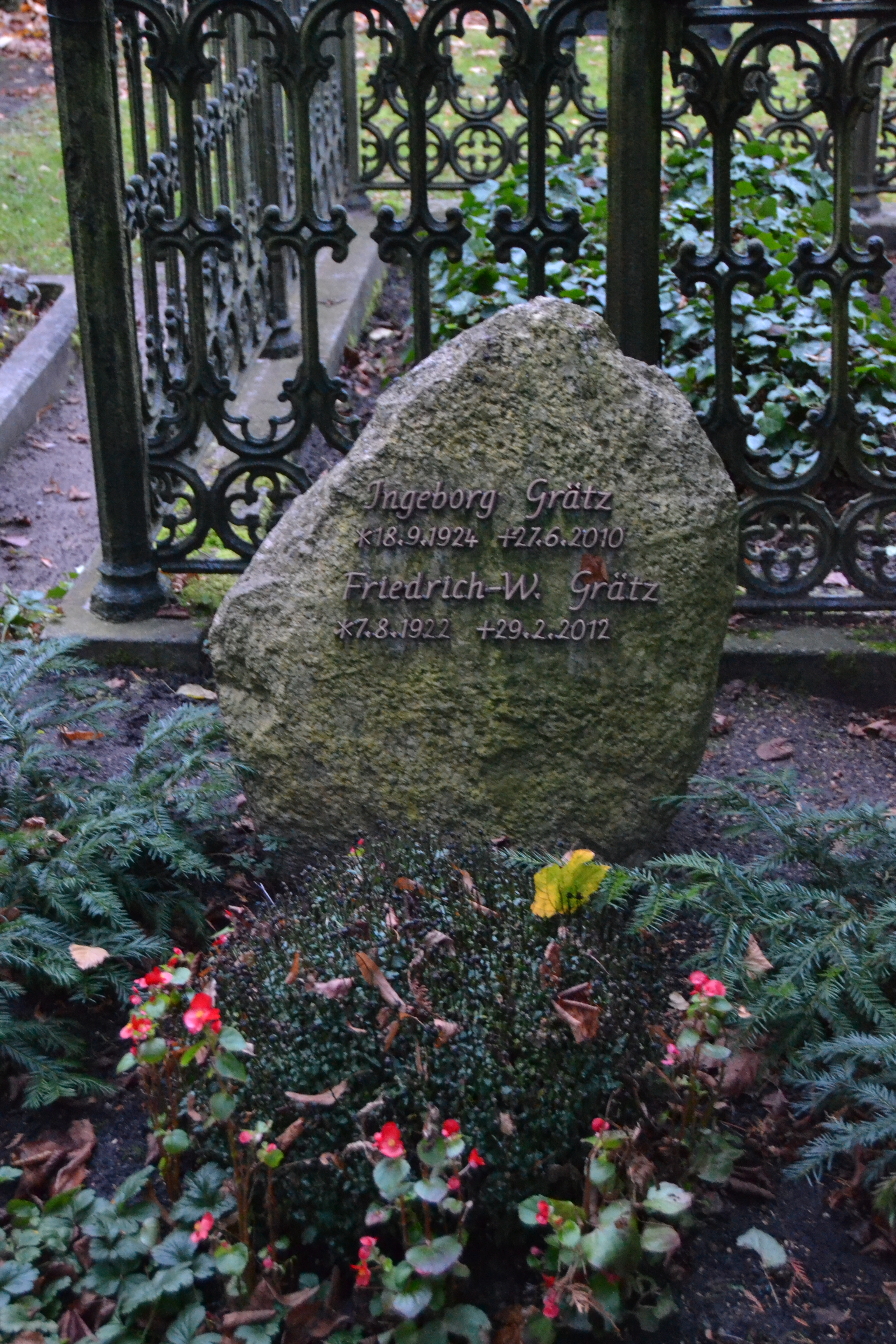
Weiteres der Grätz’schen Familiengräber
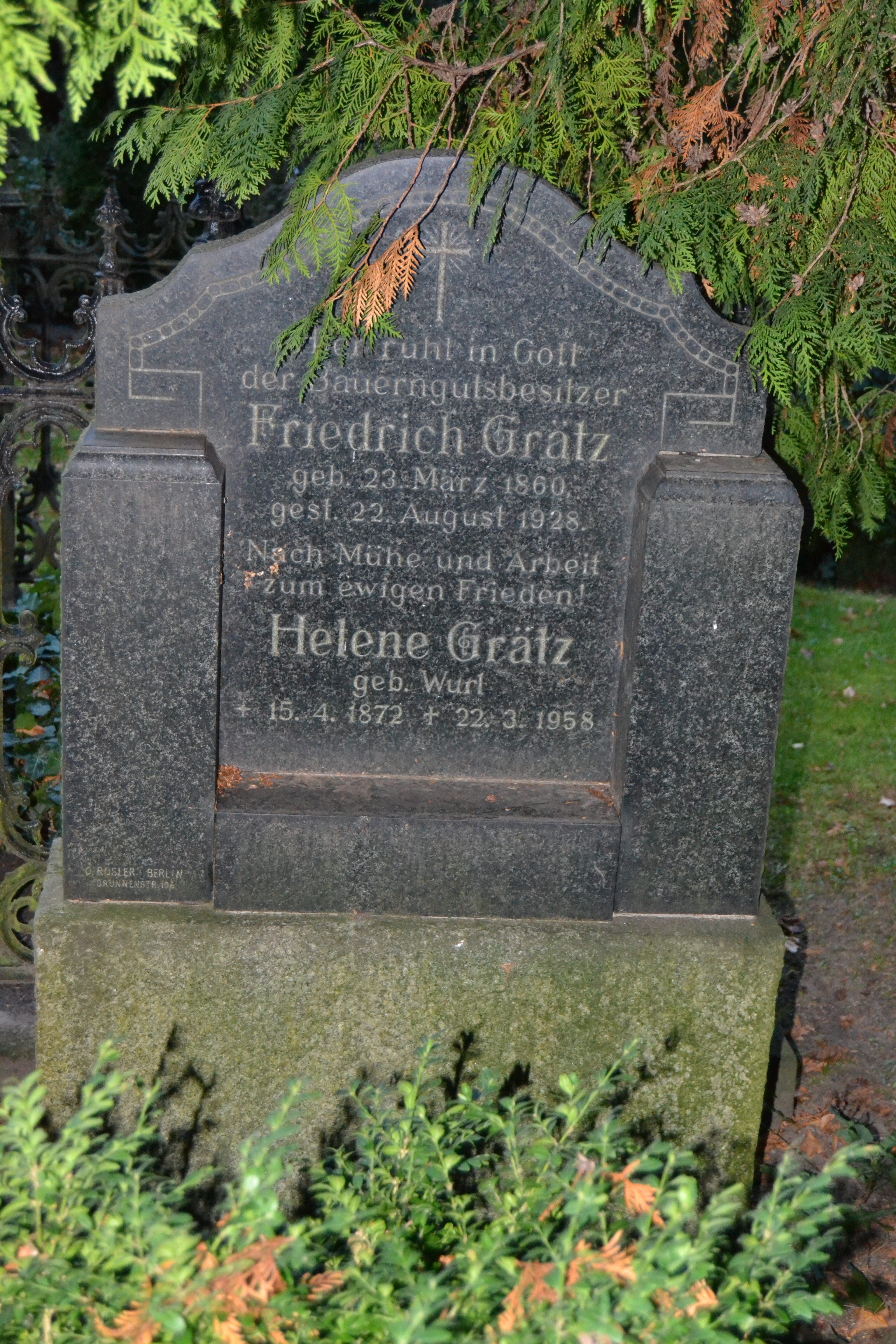
Weiteres der Grätz’schen Familiengräber
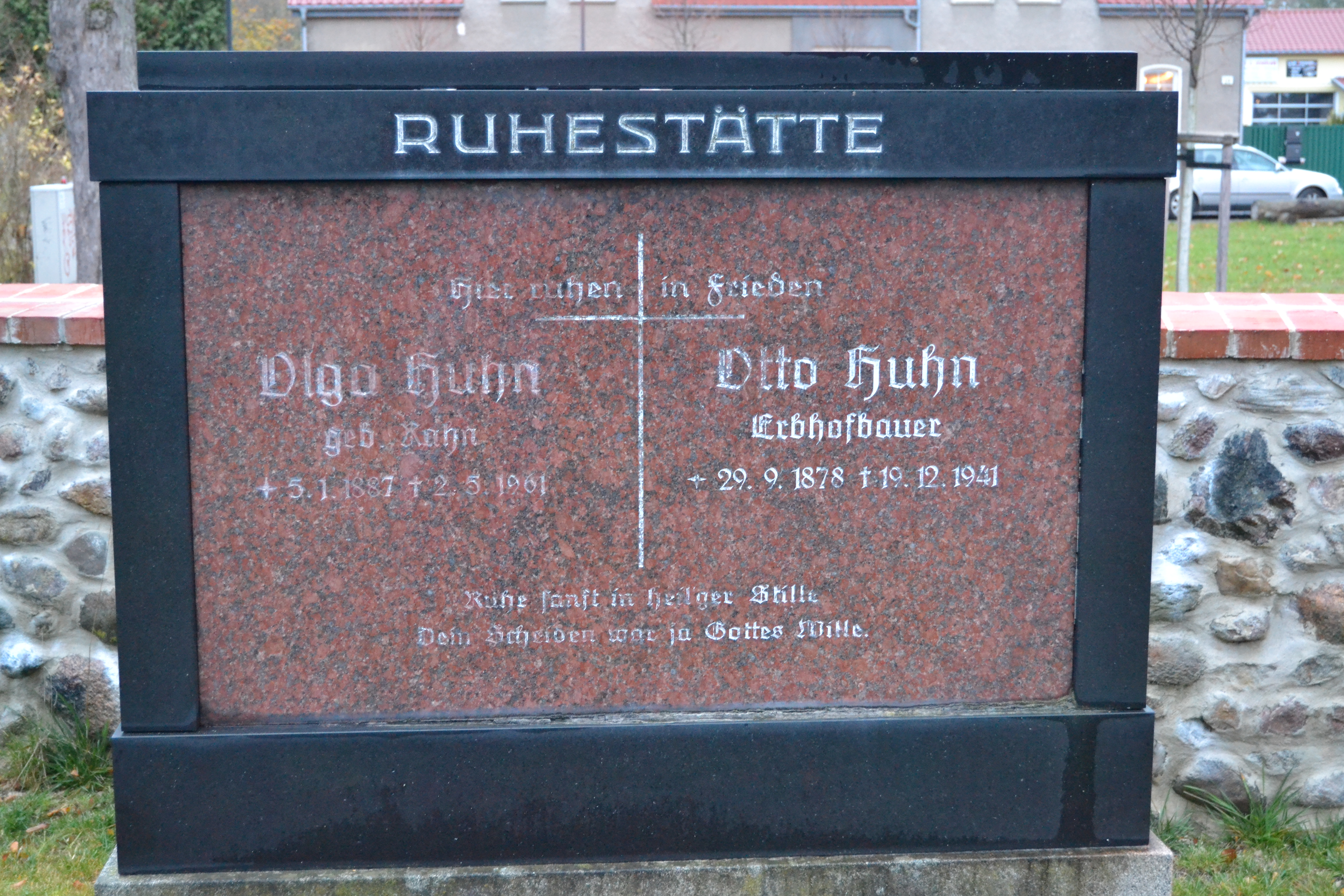
Familiengrab Huhn
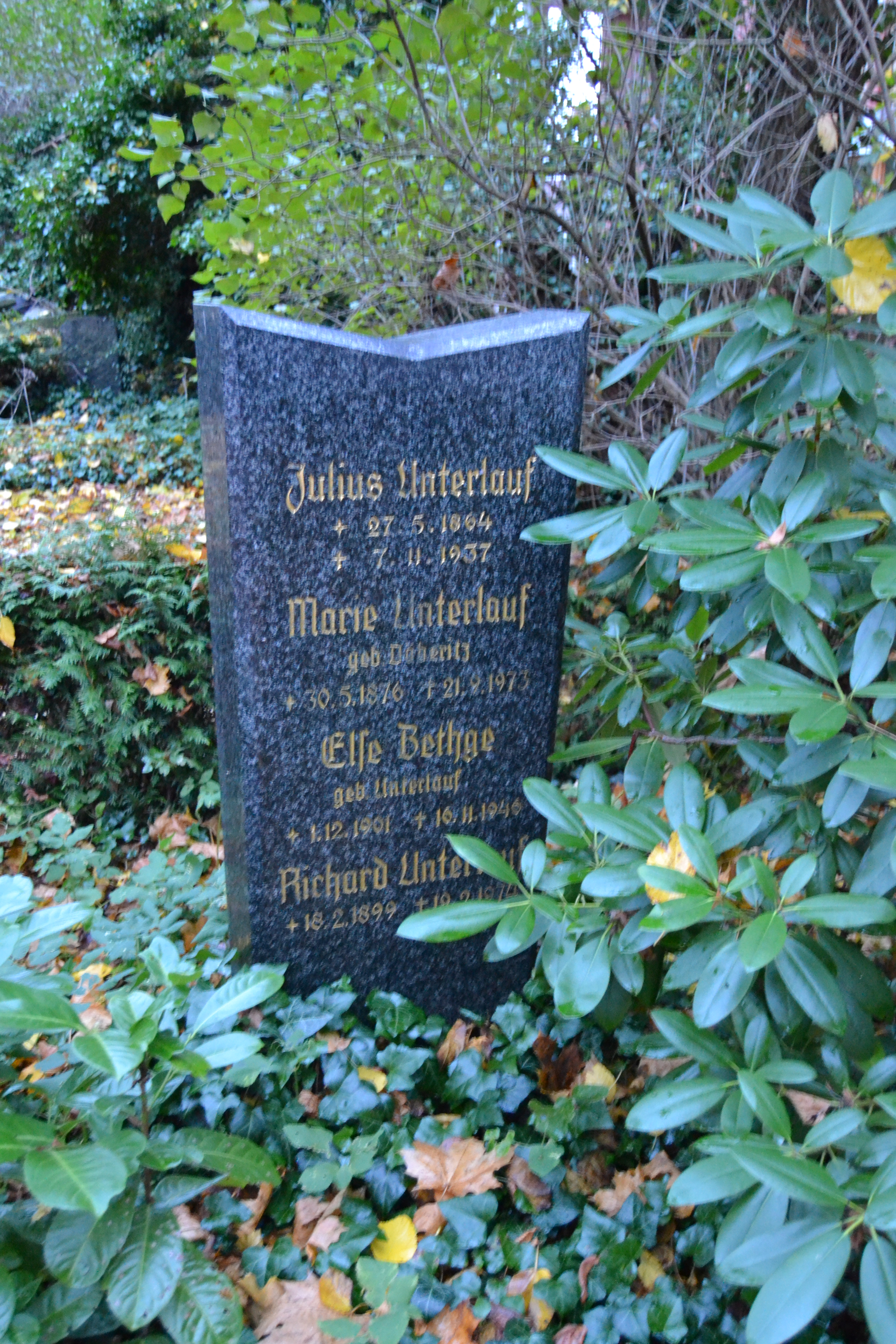
Familiengrab Unterlauf
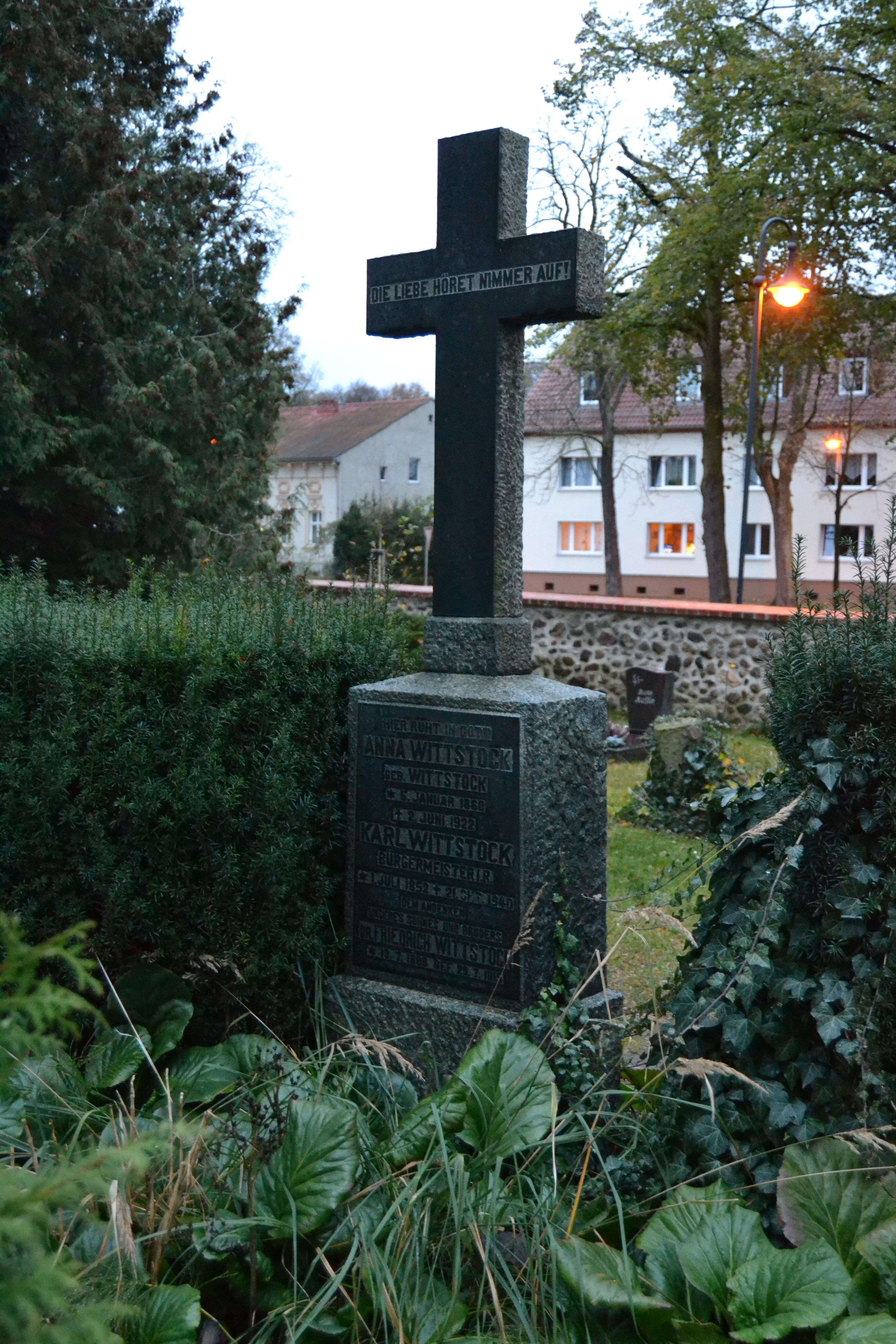
Familiengrab Wittstock
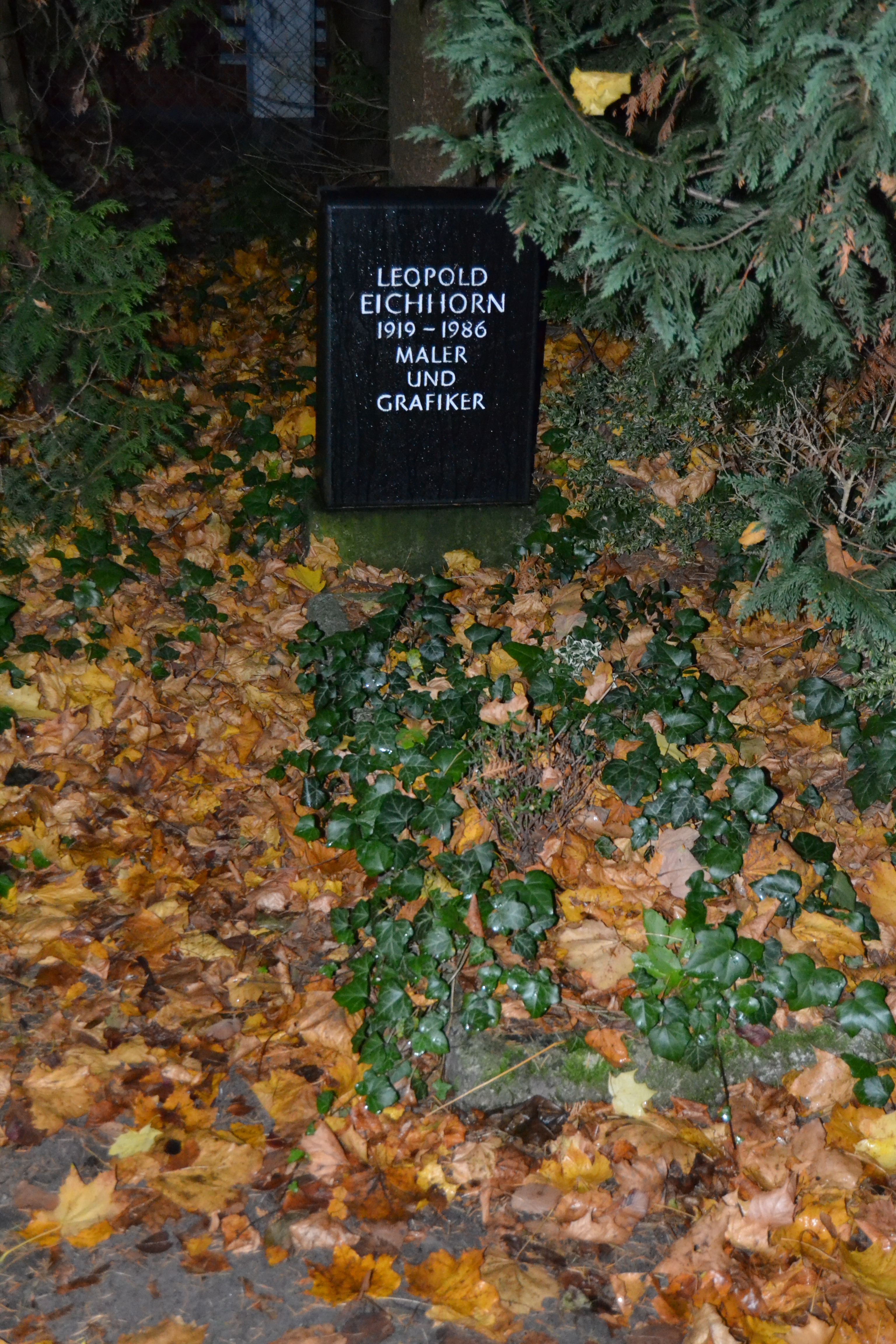
Grab des Malers und Grafikers Leopold Eichhorn
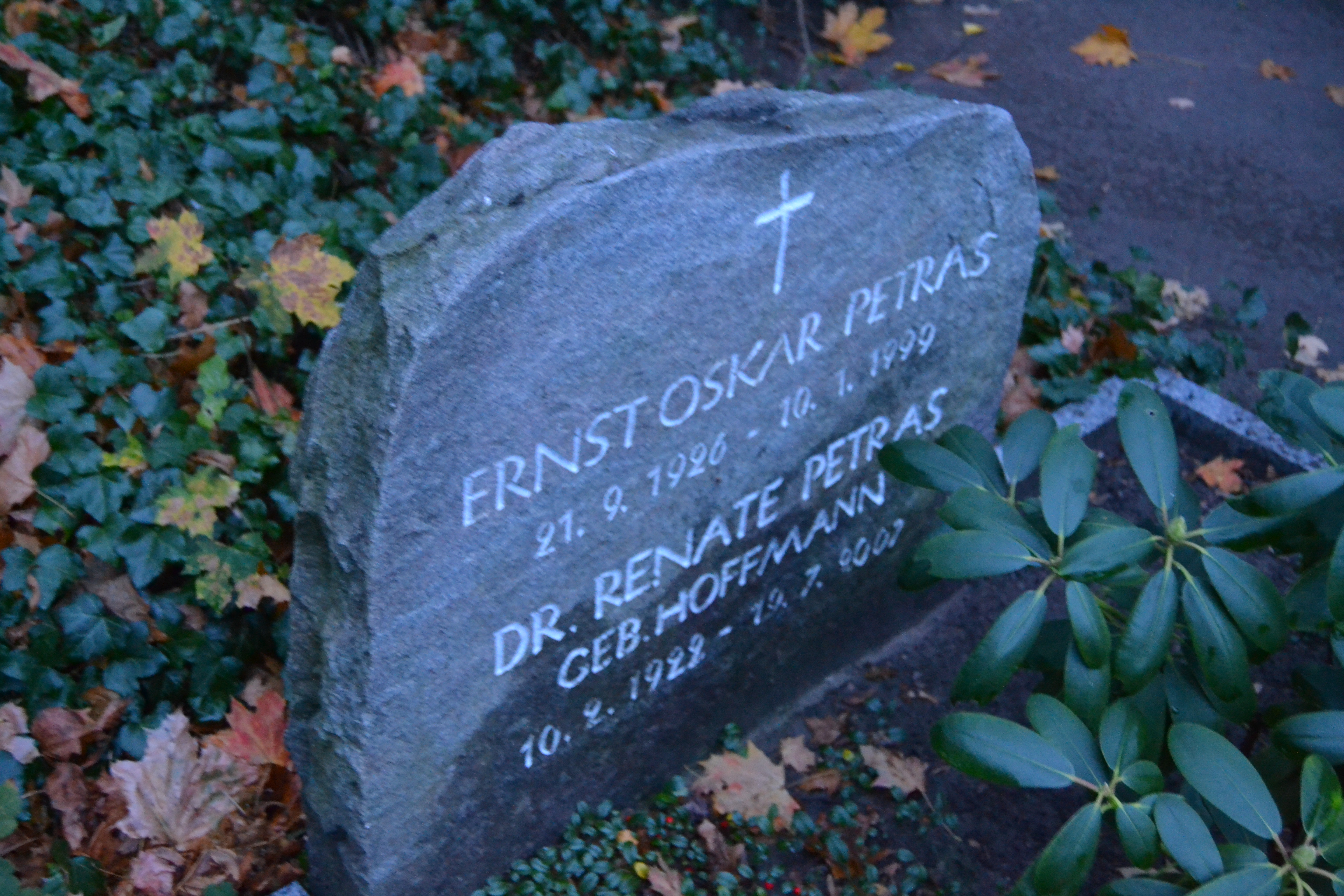
Grab der Kunsthistorikerin Renate Petras
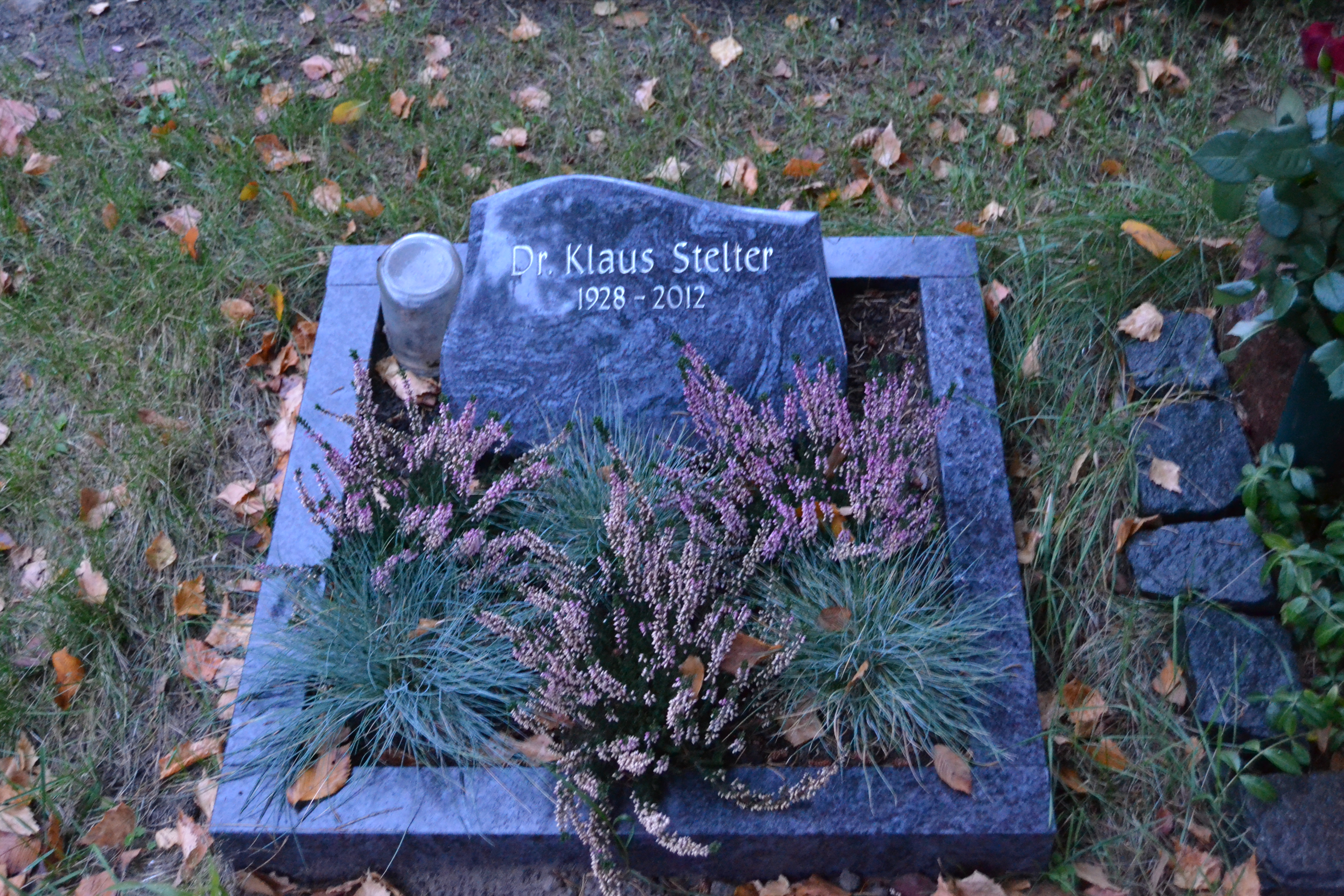
Grab des Juristen Klaus Stelter
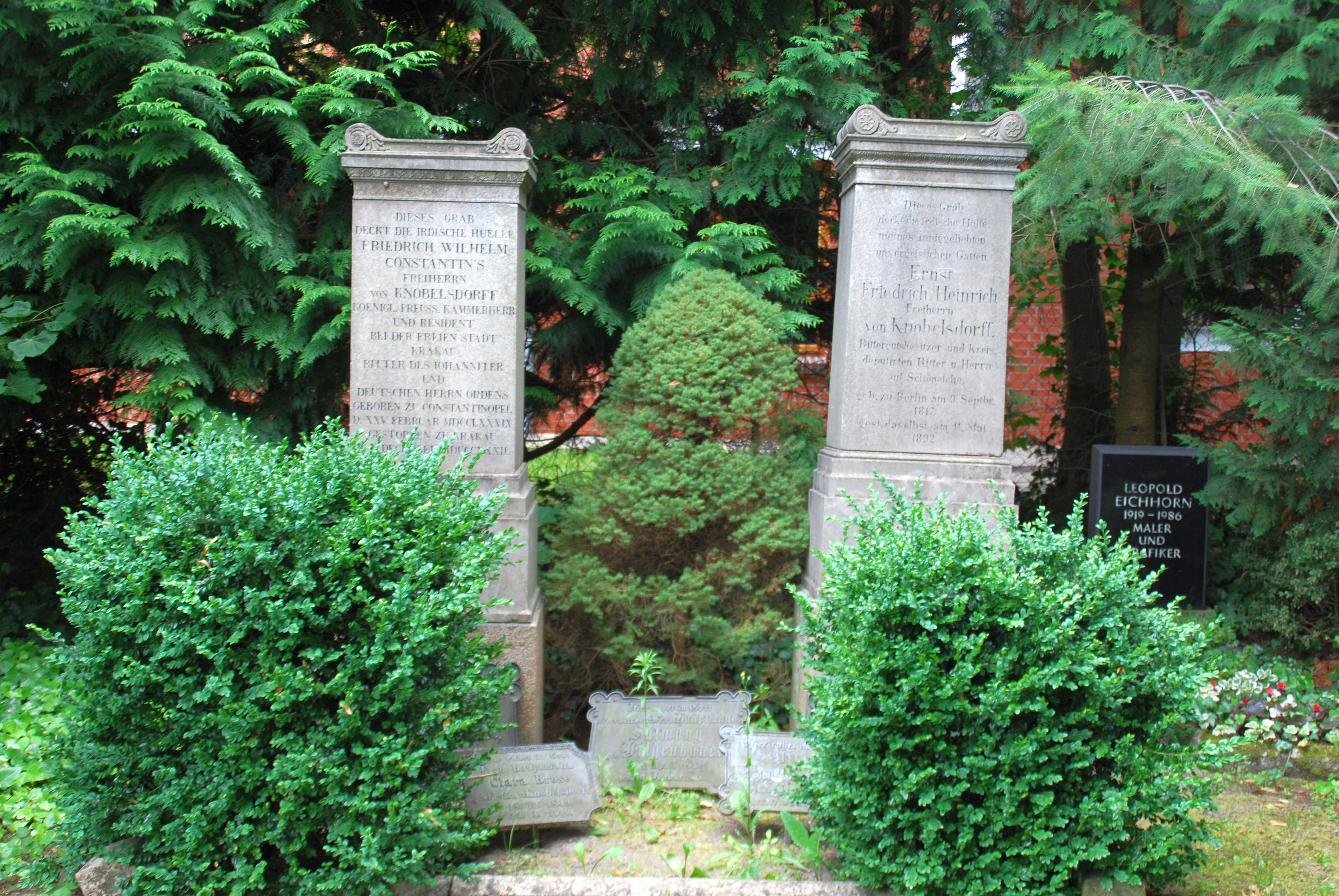
Hierher umgesetzte Grabmonumente der Knobelsdorff
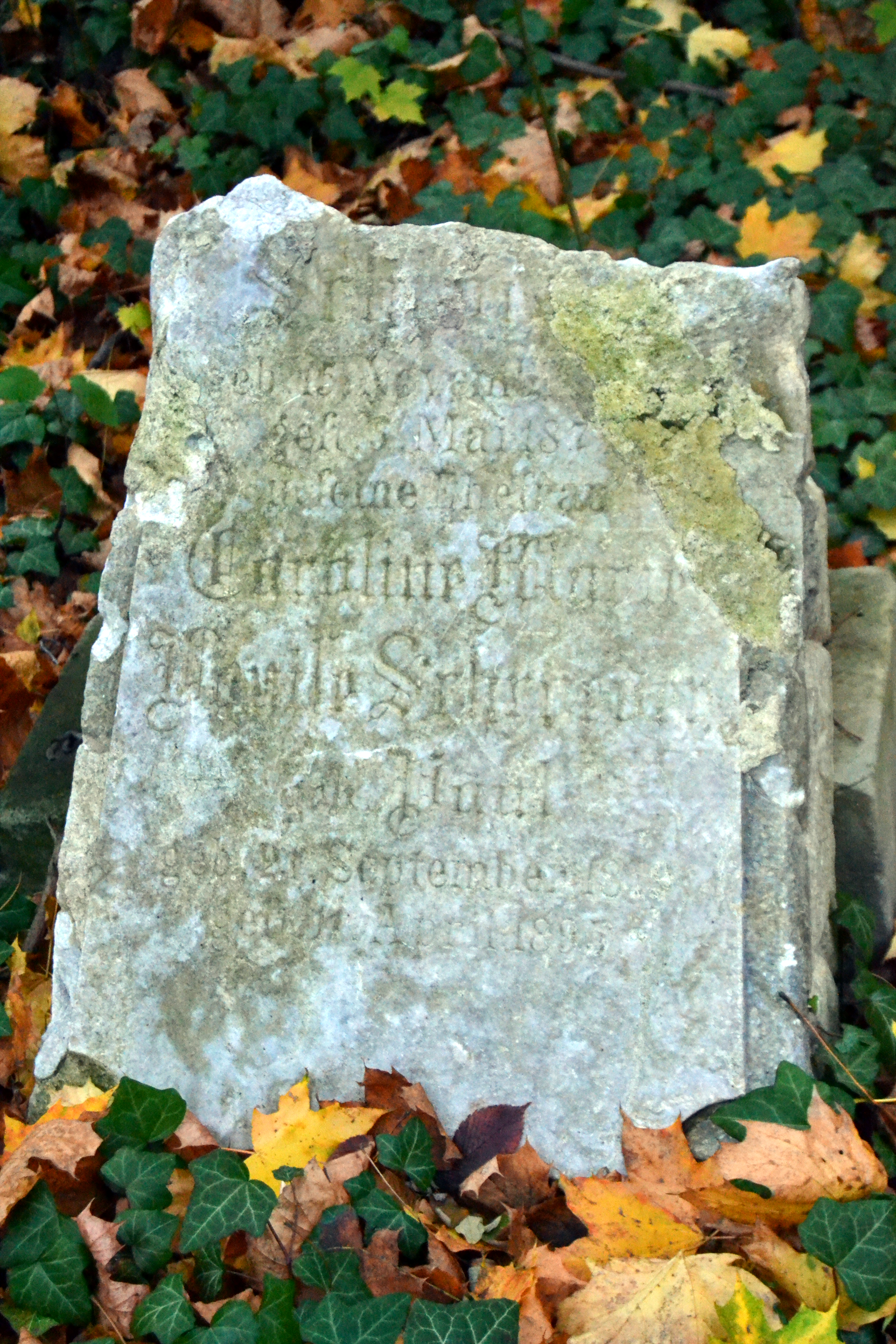
Grabstein aus dem 19. Jahrhundert vom alten Gutsfriedhof
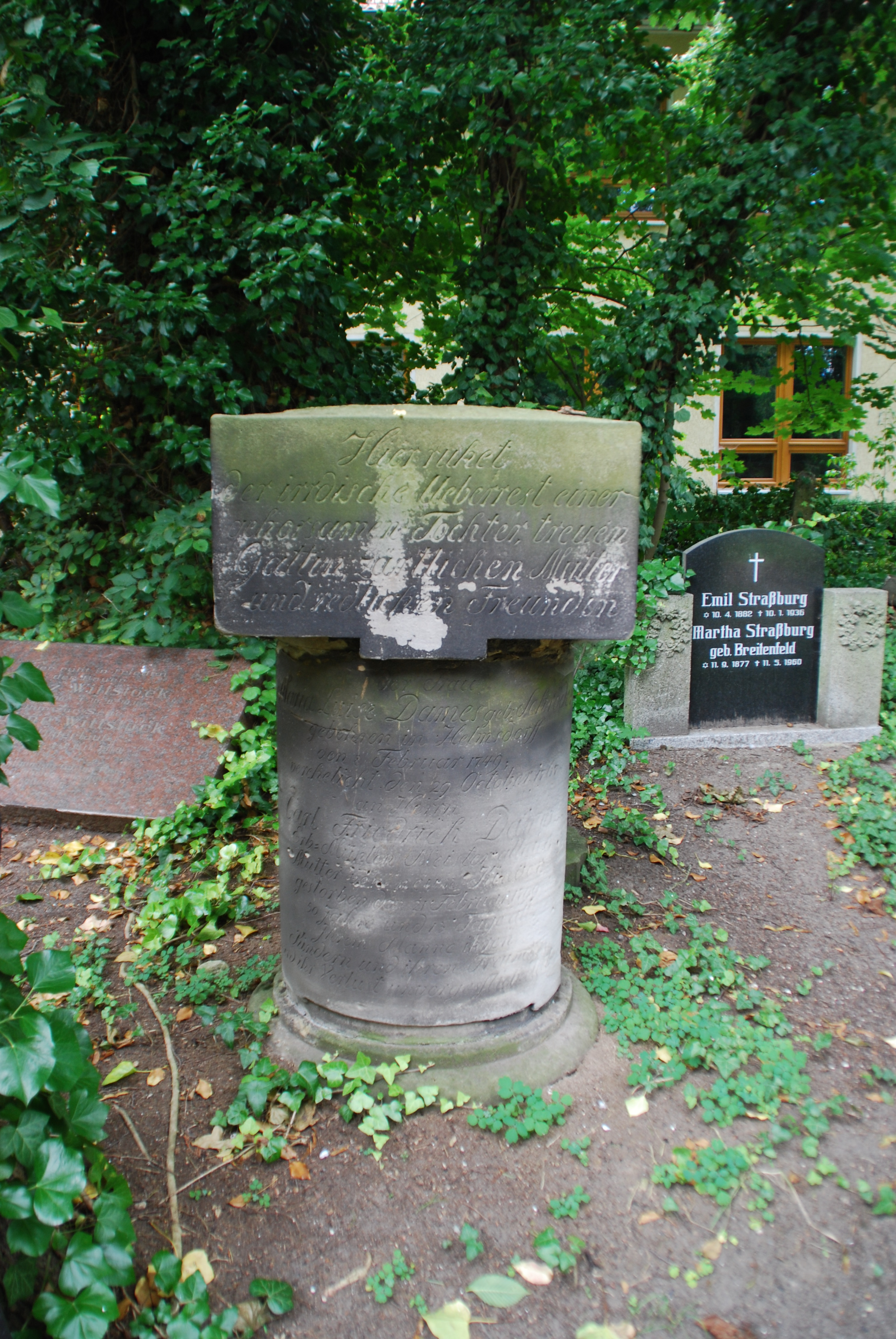
Familiengrabmal der Dahmes aus dem 18. Jahrhundert vom alten Gutsfriedhof
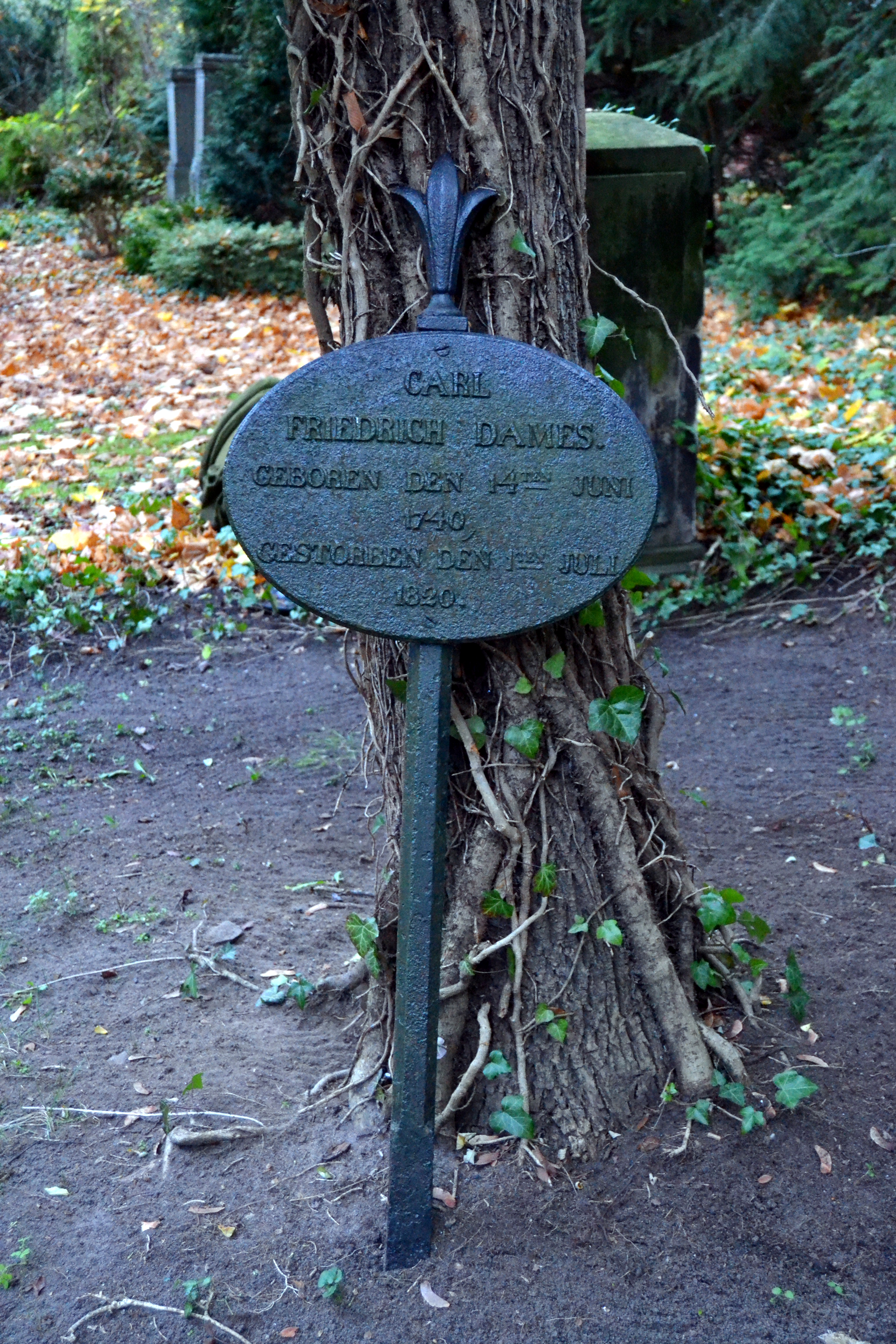
Weiterer Grabmarker der Familie Dames vom alten Gutsfriedhof
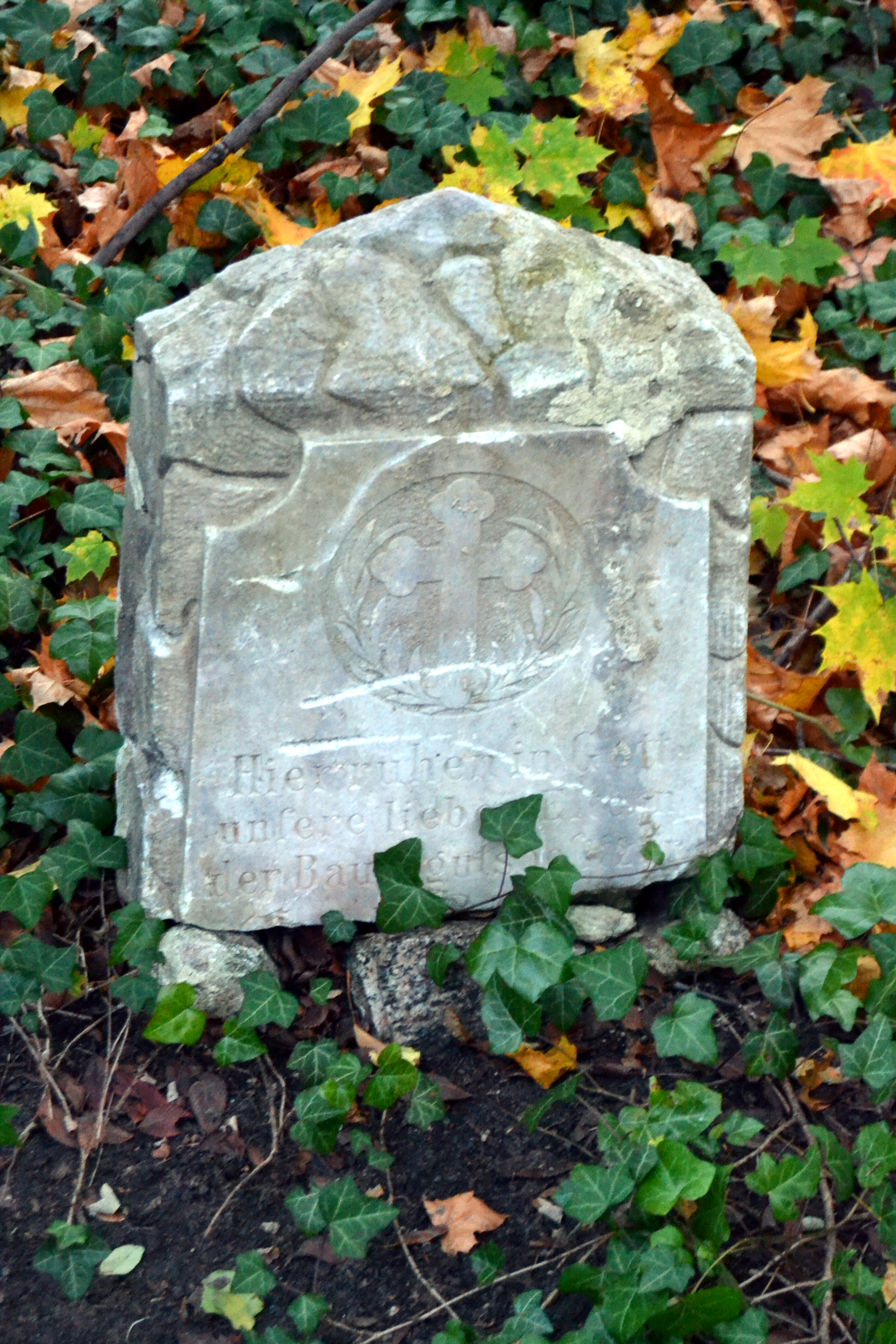
Bruchstück eines Grabsteins vom alten Gutsfriedhof
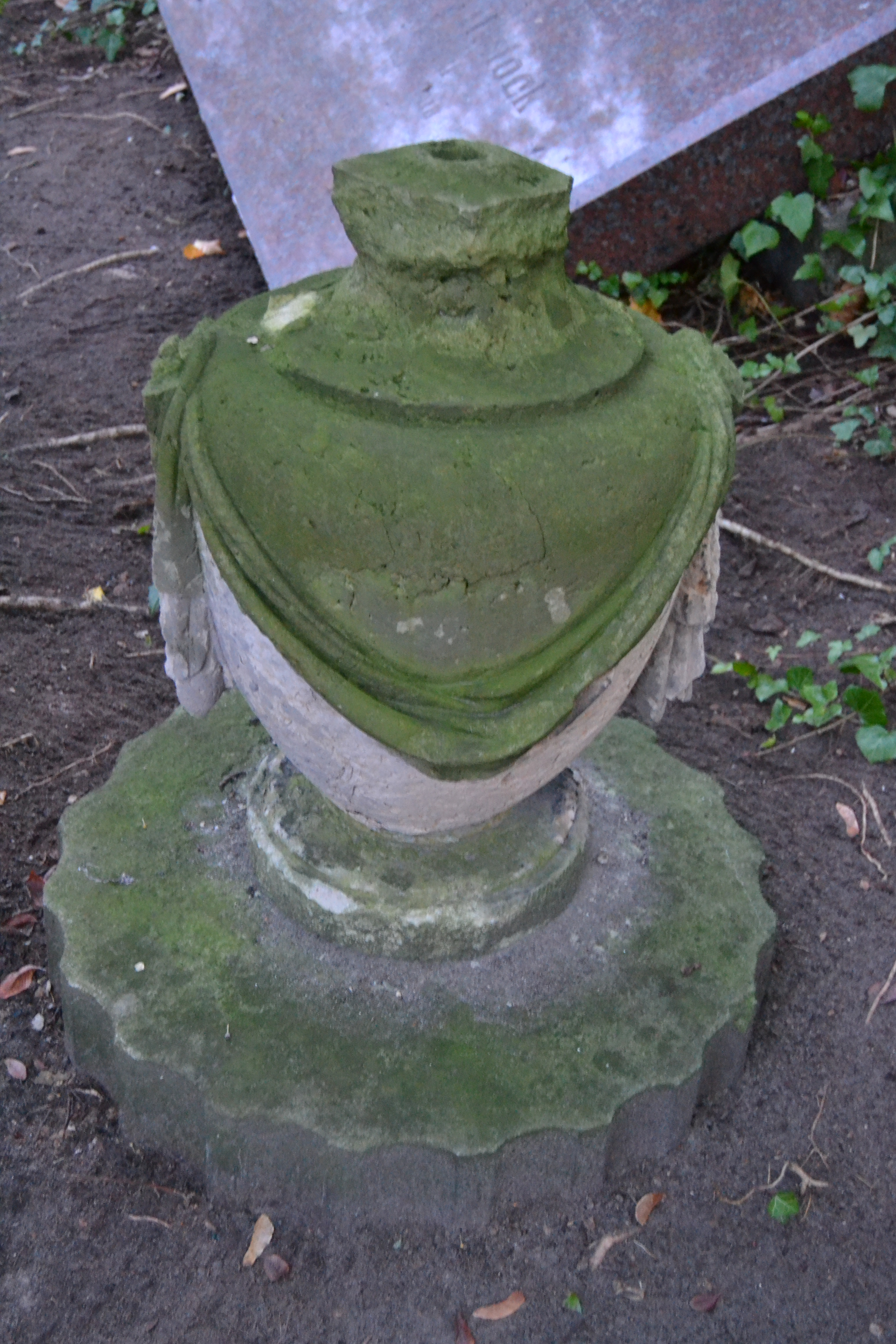
Grabvase vom alten Gutsfriedhof
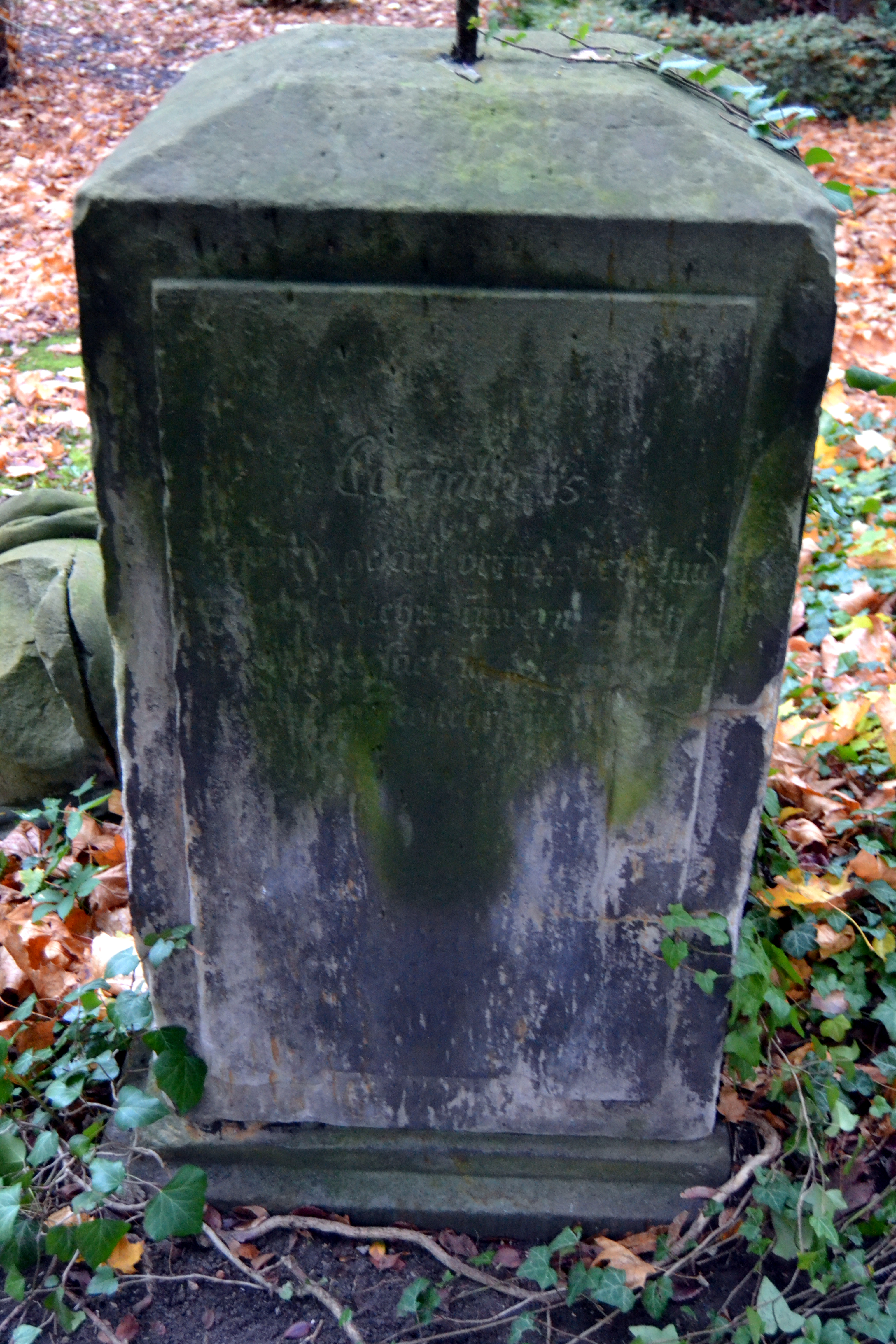
Unterteil eines Grabmals vom alten Gutsfriedhof

## Gutsfriedhof Schöneiche

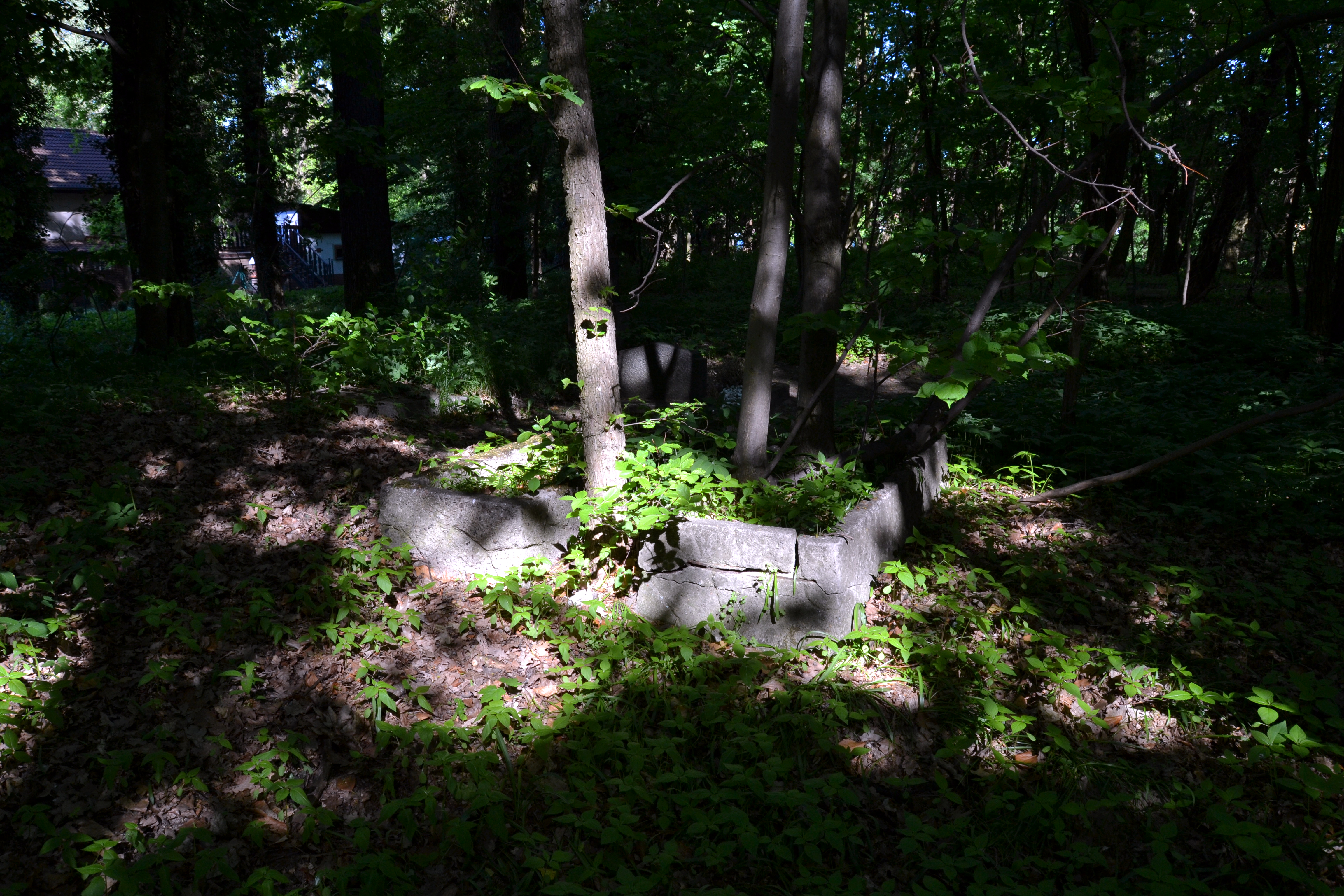
Bäume wachsen auf einem früheren Grab

Der Gutsfriedhof wurde nach der Umwandlung der vormaligen Dorfkirche von Schöneiche in die barocke Schlosskirche auf ein gesondertes, damals etwas abgelegenes Areal am Dorfrand in die Nähe des Fredersdorfer Mühlenfließ verlegt. Nach Gründung des Waldfriedhofs und später der Friedensaue wurde der Friedhof nach und nach weniger genutzt, zuletzt nur noch Familiengräber mit später verstorbenen Mitgliedern. Seit den 1970er Jahren ist der Friedhof aufgelassen, neue Bestattungen finden nicht statt, doch werden bis heute noch Gräber von Angehörigen gepflegt. Diese sind unverkennbar, da der dicht von Bäumen bewachsene Friedhof von Efeu überwuchert ist. Die nicht mehr gepflegten Gräber sind wie die kleine Kapelle dem Verfall preisgegeben. Kunsthistorisch und historisch wertvolle Grabdenkmale wurden nach der Auflassung in den 1970er Jahren auf den Friedhof an der Dorfkirche Kleinschönebeck umgesetzt, darunter die Steine der Freiherren zu Knobelsdorff und der früheren Mühlenbesitzer Dahmes. Heute ist der Friedhof mitten im Ort gelegen, zwischen Fließ und Straßenbahn sowie zwei Grundstücken, doch ist er von der Straße nicht einsehbar und nur aufzufinden, wenn man gezielt nach ihm sucht.

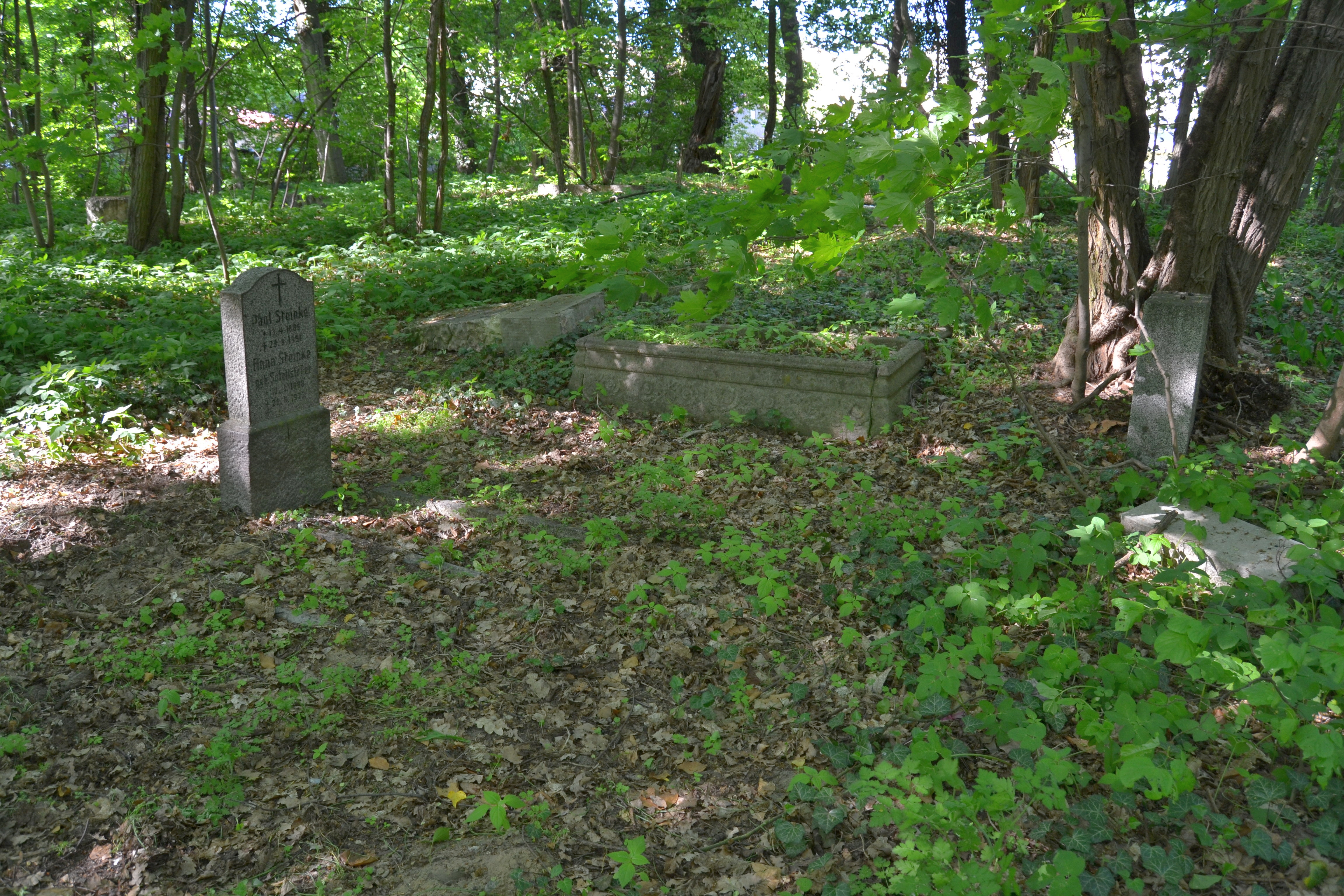
Blick auf die Gräber
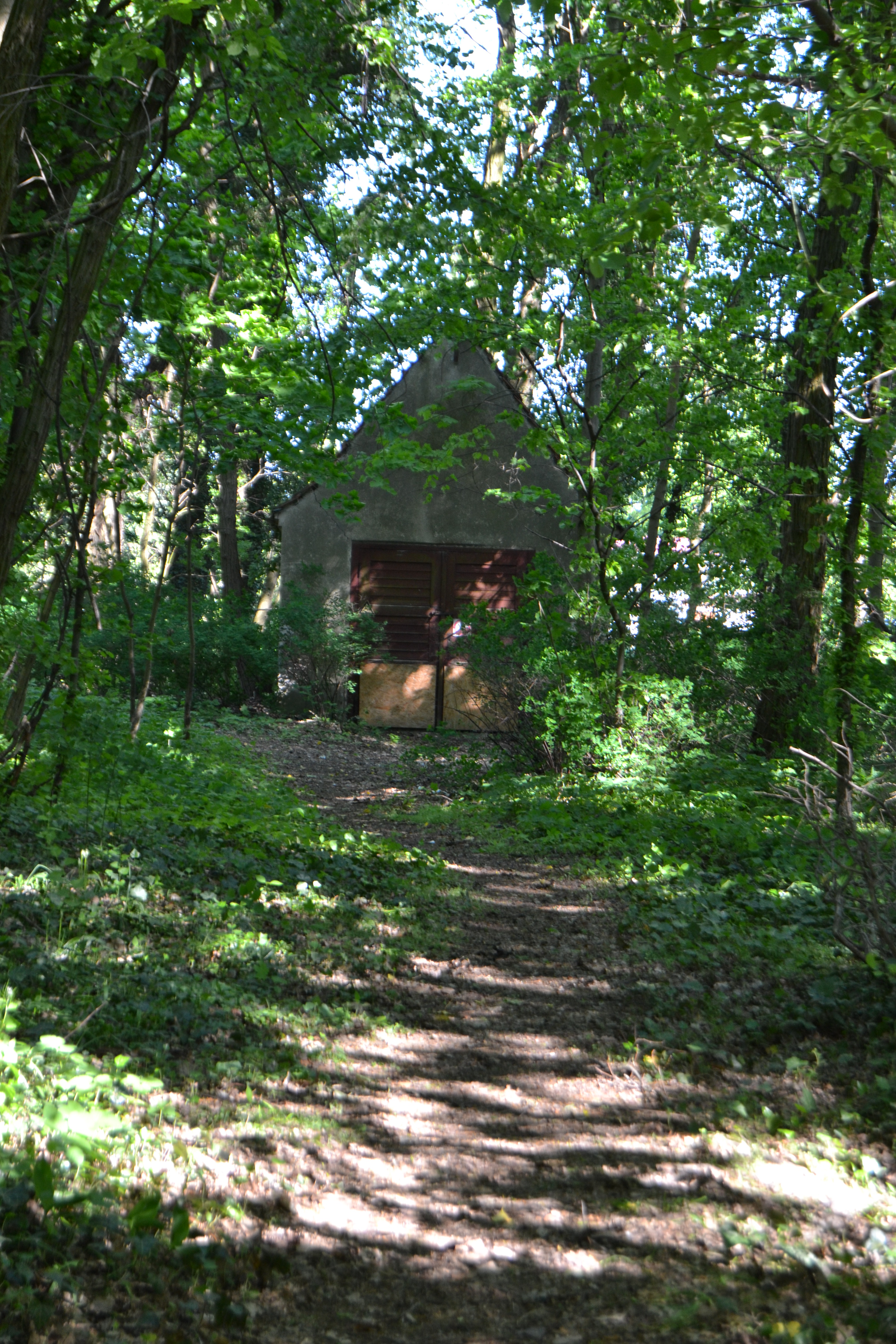
Grabkapelle
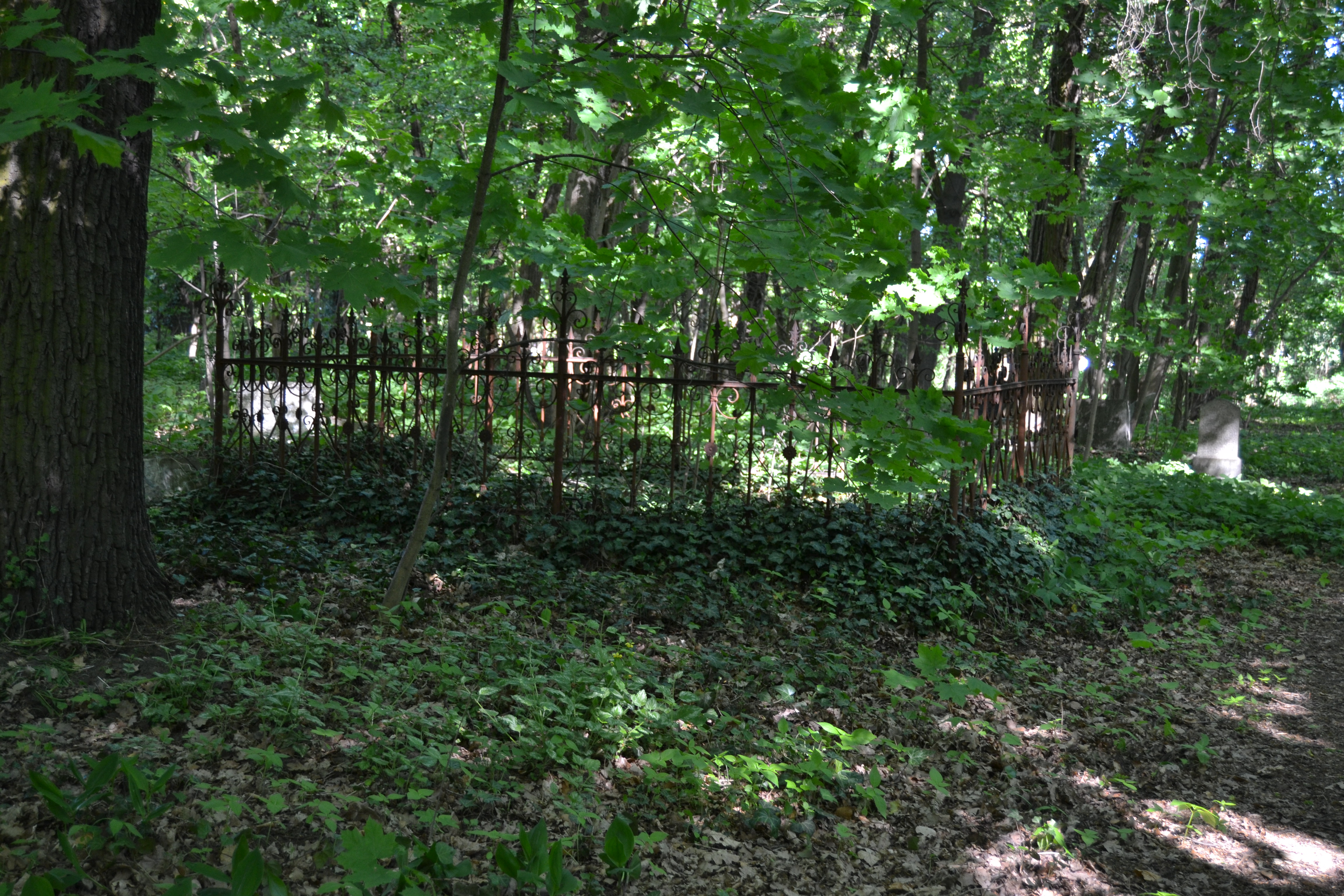
Eingefriedete Grabanlage
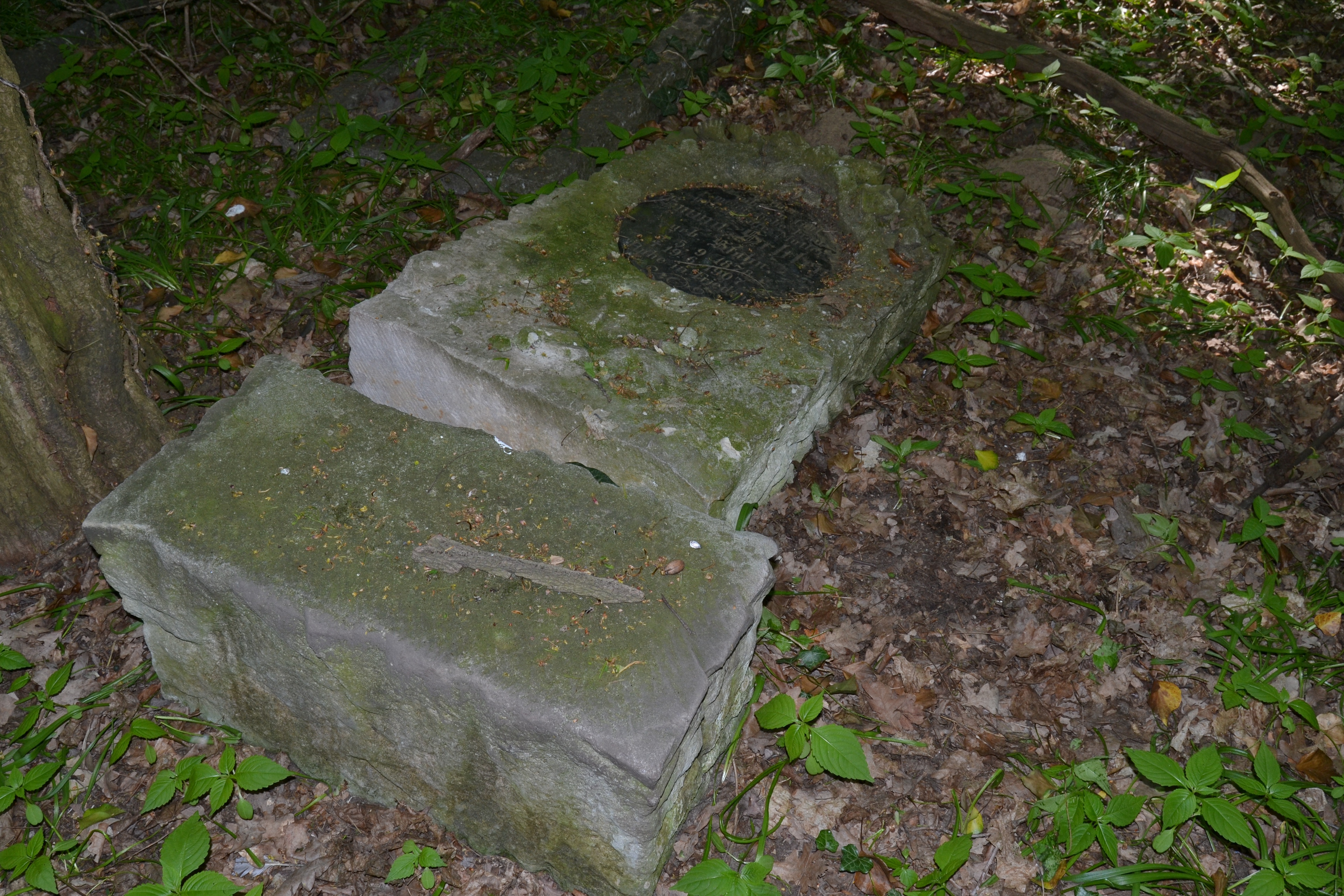
Grab aus dem frühen 20. Jahrhundert
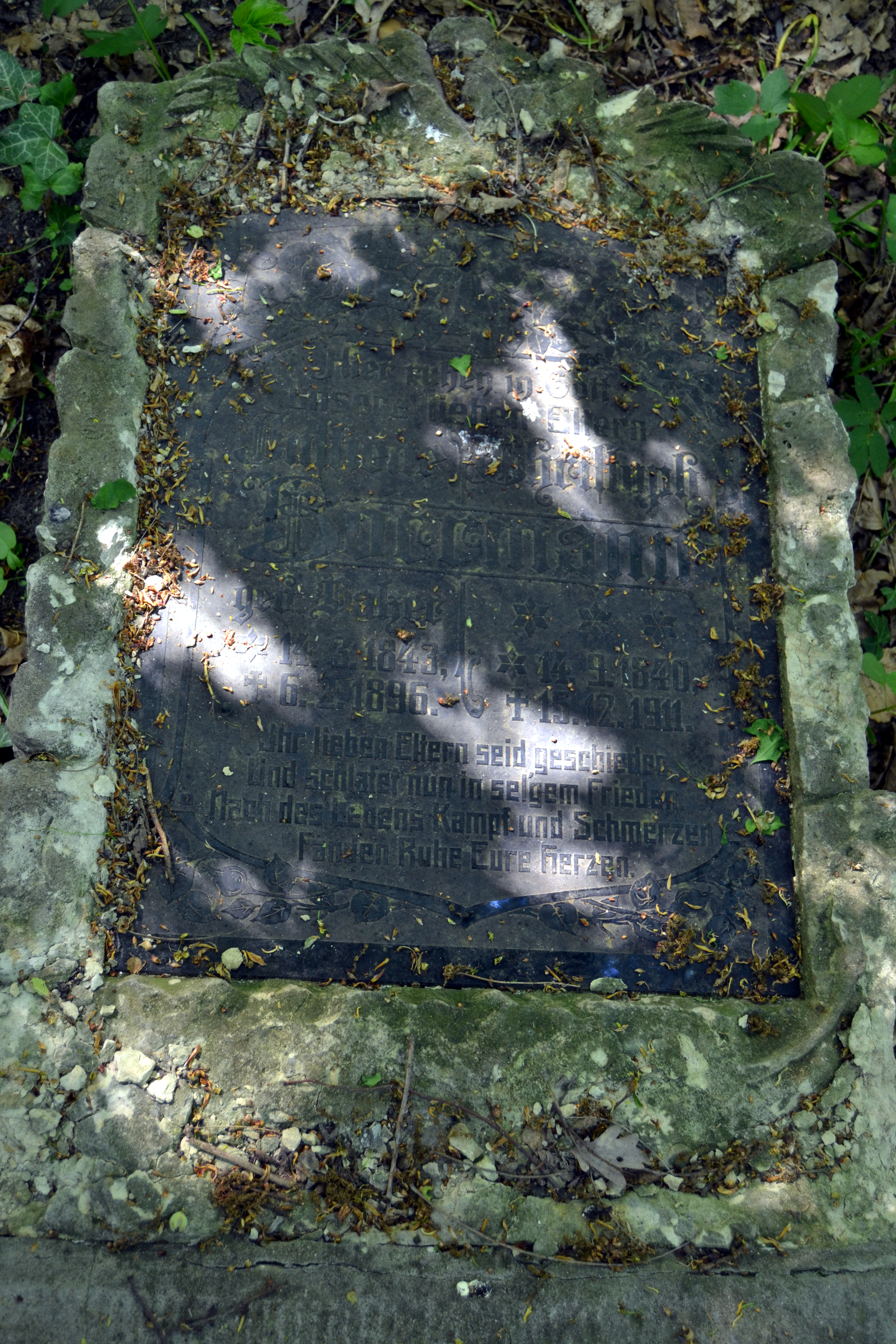
Grabstein des Ehepaars Bachmann vom Ende des 19. Jahrhunderts

## Waldfriedhof Schöneiche

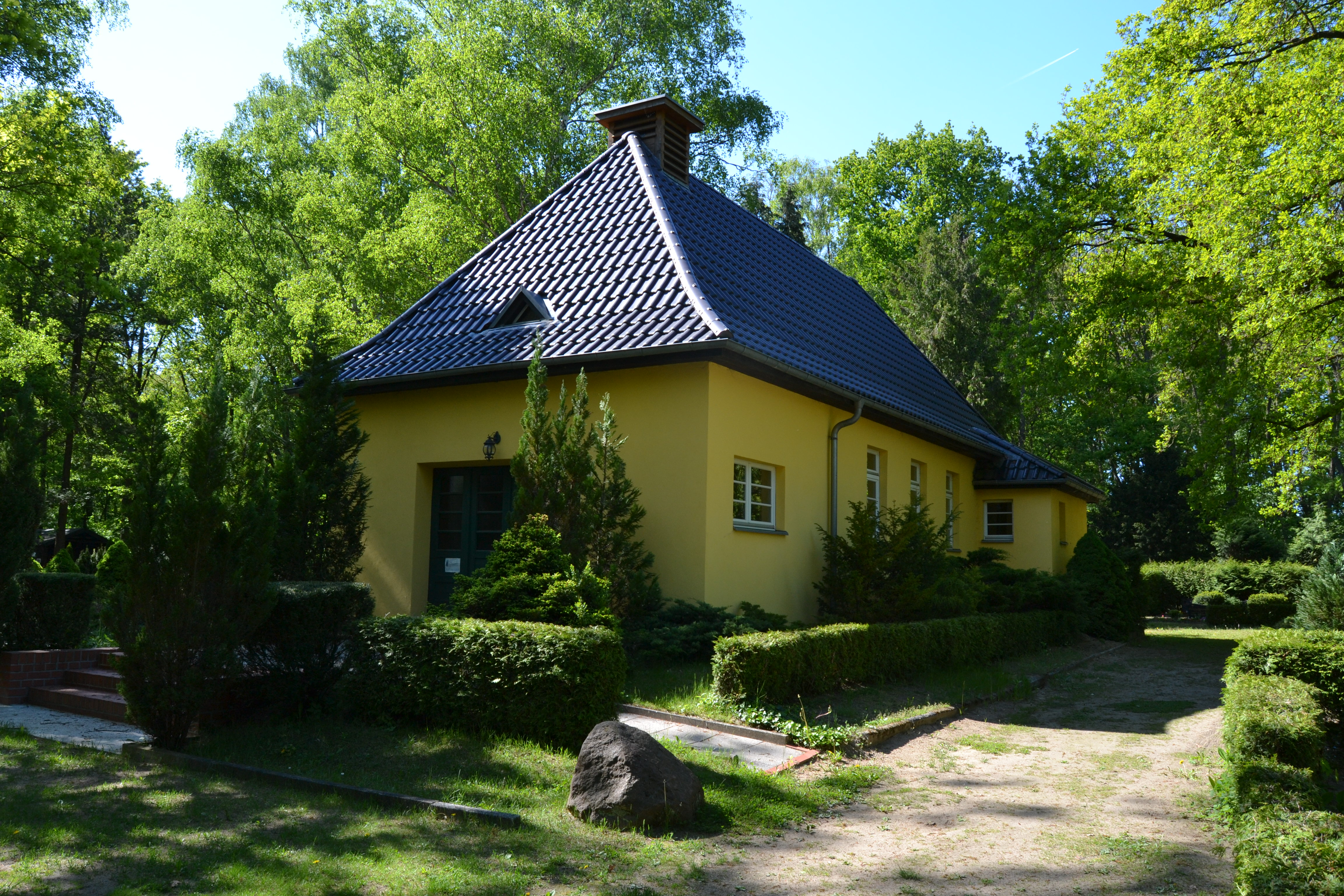
Kapelle

Der Waldfriedhof liegt am westlichen Rand von Schöneiche und grenzt direkt an den Berliner Stadtwald. Er untersteht der evangelischen Kirchengemeinde von Schöneiche und gehört damit auch zum evangelischen Friedhofsverband Berlin-Südost. Der etwa 6940 m² große und um 1900 gegründete Friedhof erlangt seinen Waldcharakter durch die vielen Bäume auf dem Gelände, vor allem Kastanienbäume. Um den besonderen Charakter des Ortes zu bewahren, gibt die Friedhofsordnung für einige Bereiche genaue Regeln vor.
Der Friedhof, der nicht zuletzt die Ruhestätte vieler bekannter Bewohner von Schöneiche ist, hat einige sehr auffällige Grabanlagen beziehungsweise Grabdenkmale. Die größeren Grabanlagen befinden sich vor allem am nördlichen Rand der Anlage, vereinzelt auch innerhalb der Reihengräber, die die Anlage dominieren. Aufgrund der kirchlichen Trägerschaft werden unter anderem auf diesem Friedhof zum Teil die Pfarrer des Ortes bestattet, zudem die Nonnen des örtlichen Pflegeheimes. Auf dem Friedhof sind außerdem viele Mediziner, Wissenschaftler, Literaten, Künstler und Kunsthandwerker beigesetzt. Daneben gibt es wie auf nahezu allen Friedhöfen in der Gegend um Berlin Gräber mit Opfern des Zweiten Weltkrieges, vor allem, aber nicht nur aus den letzten Kriegstagen 1945. Dabei kann es sich um militärische wie auch zivile Opfer handeln. Auf dem Gelände befinden sich zudem eine schlichte Kapelle und eine Begräbnisstätte für anonyme Beisetzungen. Gräber bekannter Personen beziehungsweise auffallende Grabanlagen sind unter anderem:

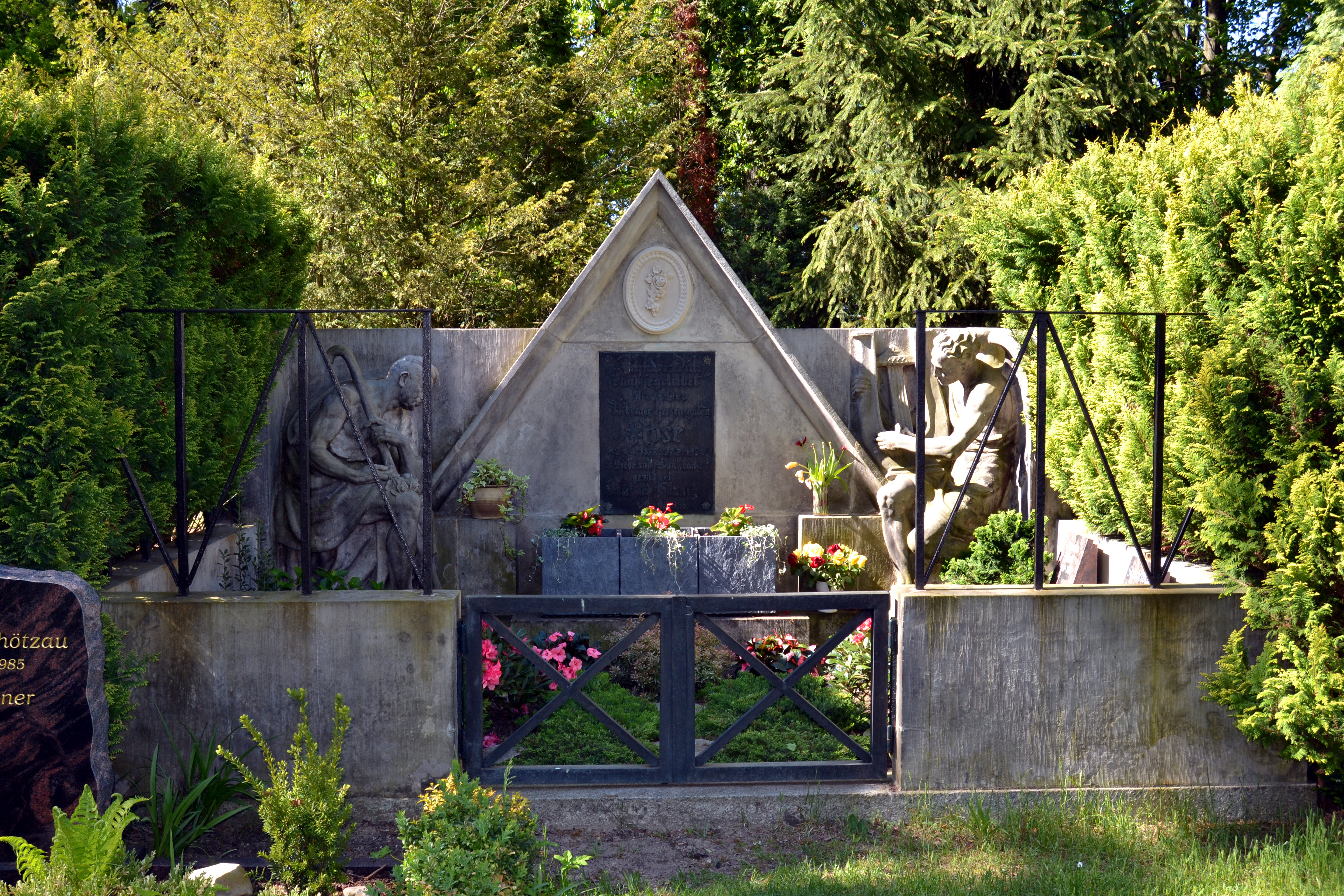
Grab Rose Hennig: klassizistische Grabanlage, die ein Witwer für seine Frau anlegte, die er zuvor während ihrer Krankheit aufopfernd gepflegt hatte
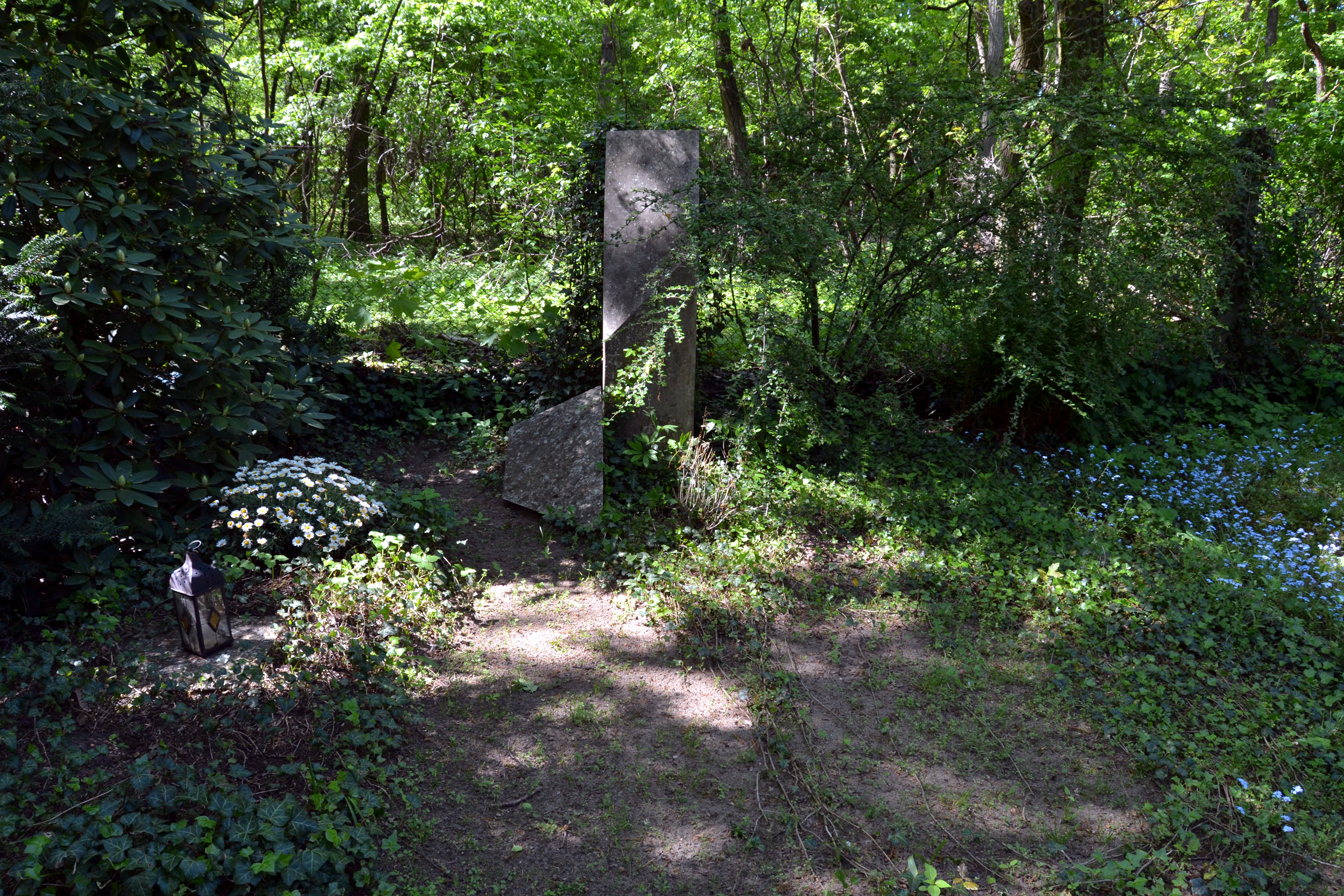
Grab von Lutz Carsten Junge: das Grab des jung verstorbenen Sohns wurde vom Vater, dem Gebrauchsgrafiker Professor Günt(h)er Junge, gestaltet
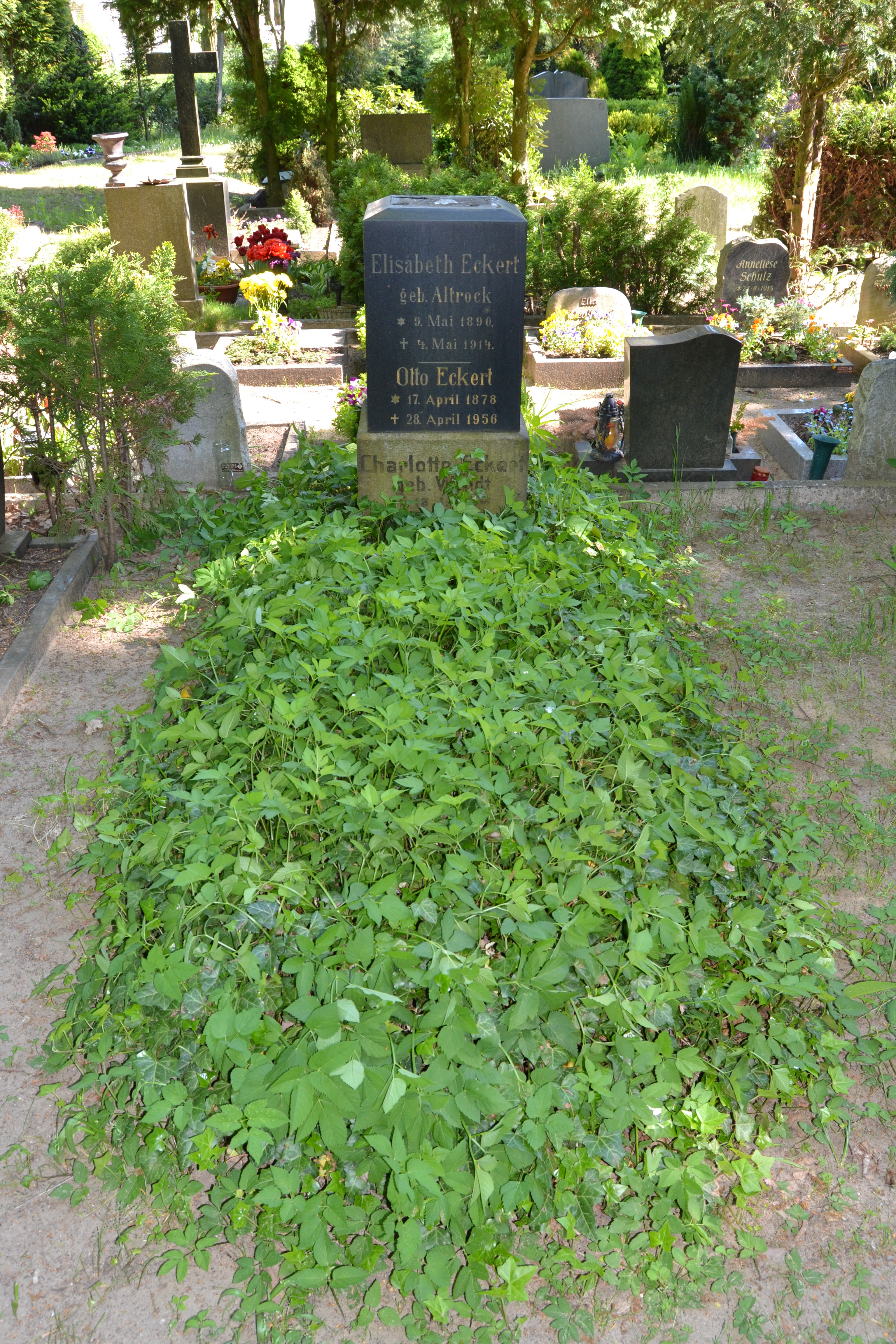
Grab Eckert: als Grabschmuck dient die Galvanoplastik-Statue eines segnenden Engels der Firma WMF vom Anfang des 20. Jahrhunderts, die vom Französischen Friedhof in Berlin hierher umgesetzt wurde und 2021 nach mehreren Jahren der Restaurierung an der HTW wieder an die alte Stelle auf den Waldfriedhof gebracht wurde
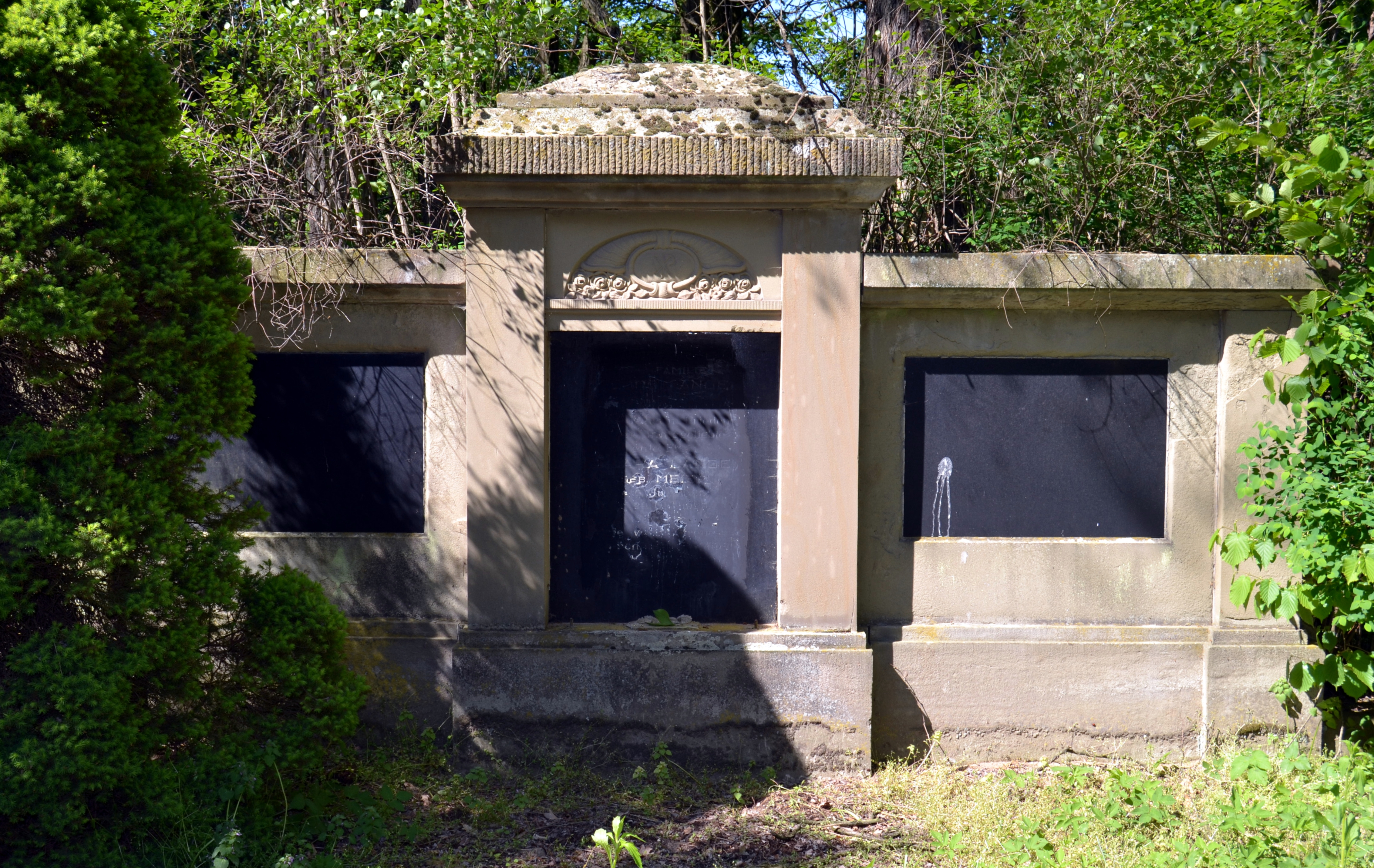
Familiengrab Lange
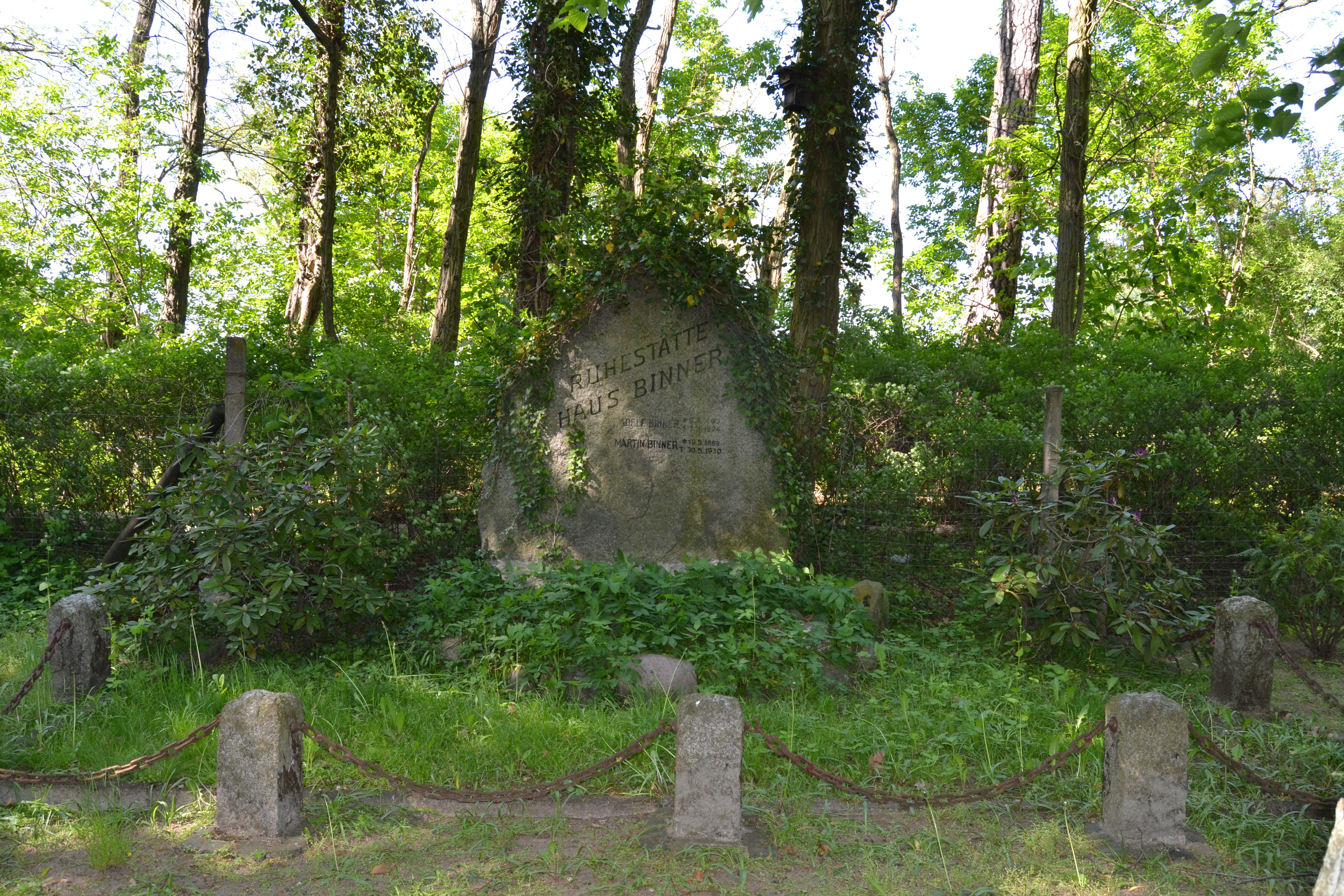
Familiengrab von Adele und Martin Binner, den Stiftern und Erbauern des (nicht mehr existenten) Martin-Binner-Heimes für Mütter und Familien
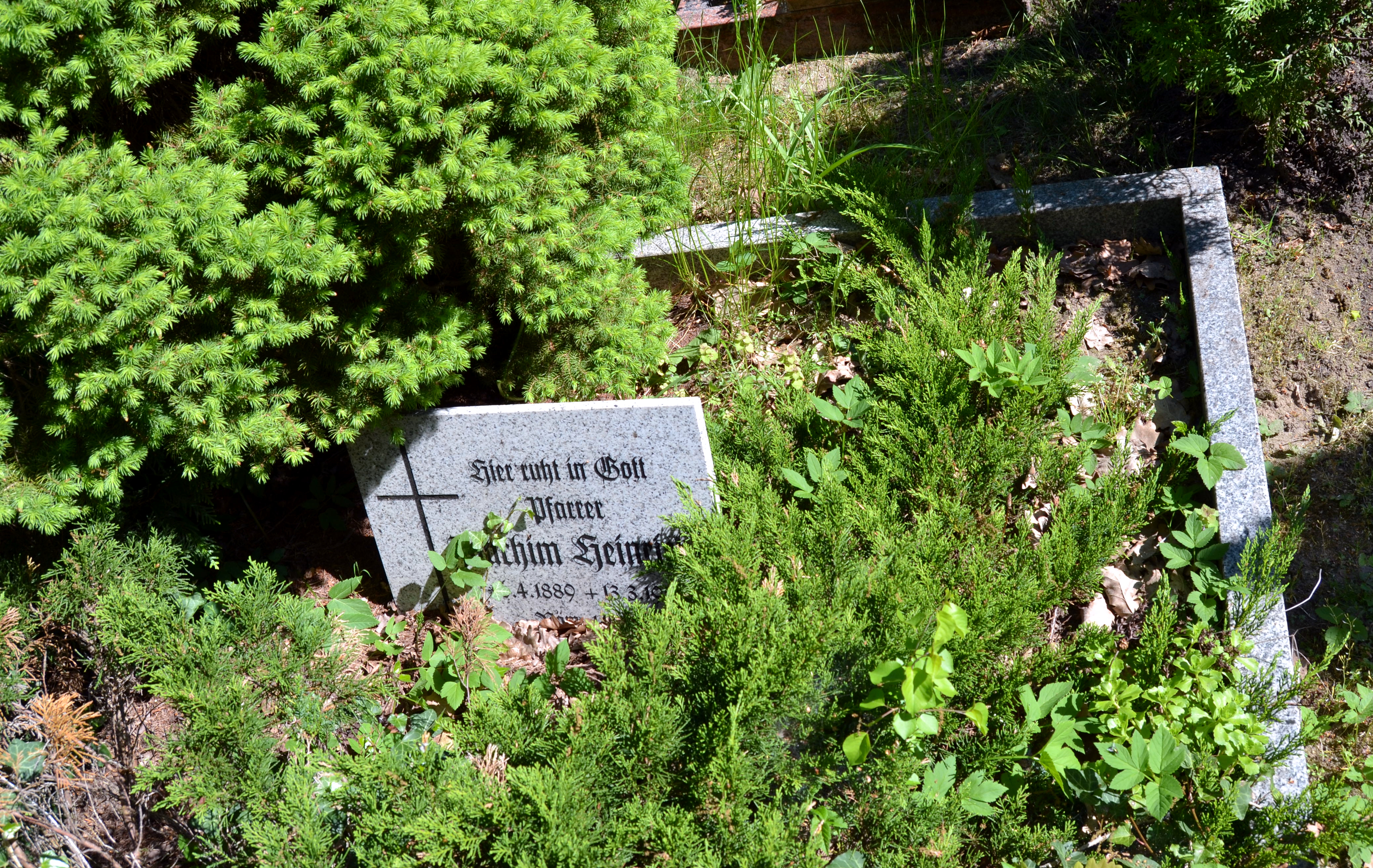
Grab des Pfarrers Joachim Heinrichs; Ortspfarrer 1930 bis 1955, Mitglied der Bekennenden Kirche
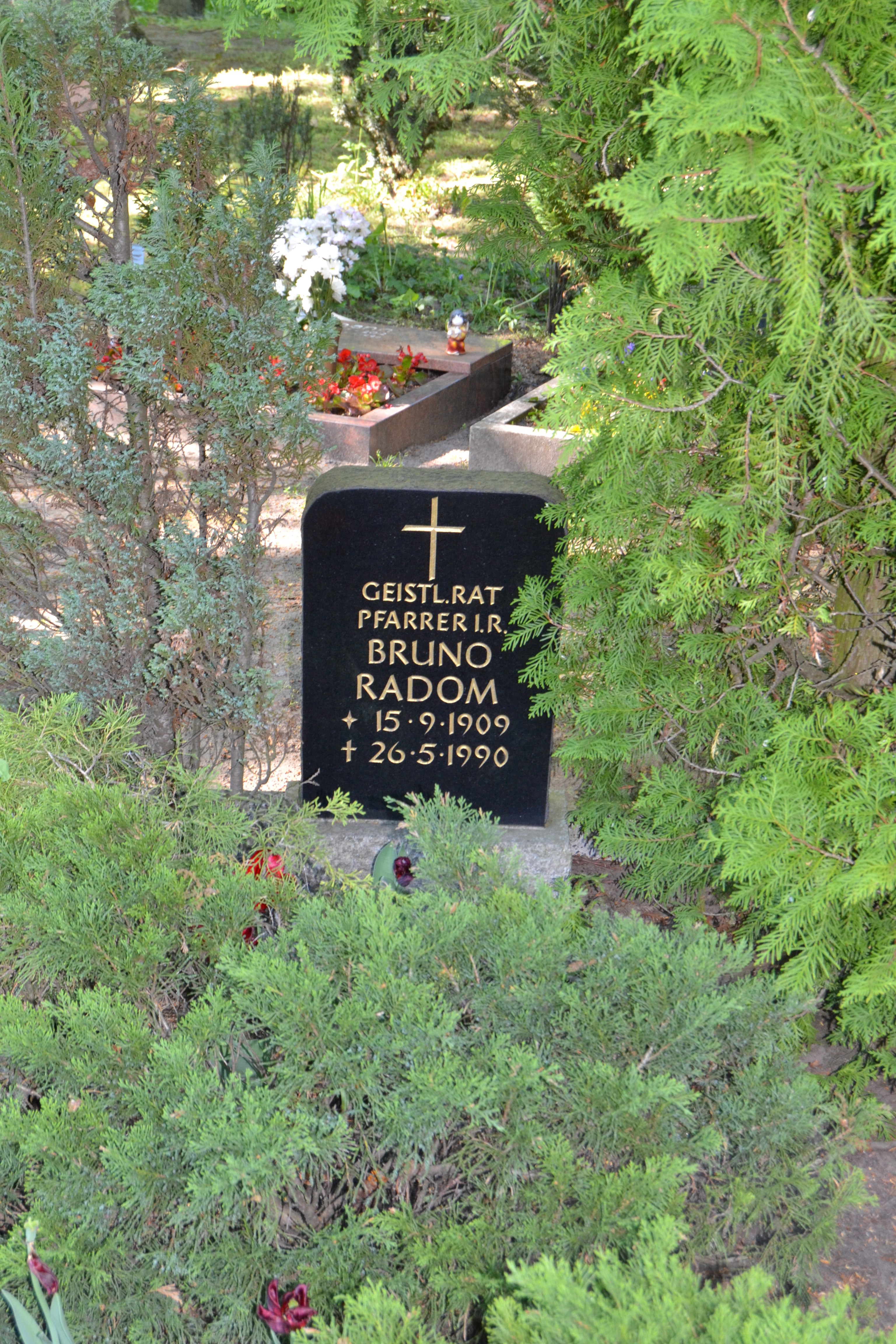
Grab des Pfarrers Bruno Radom
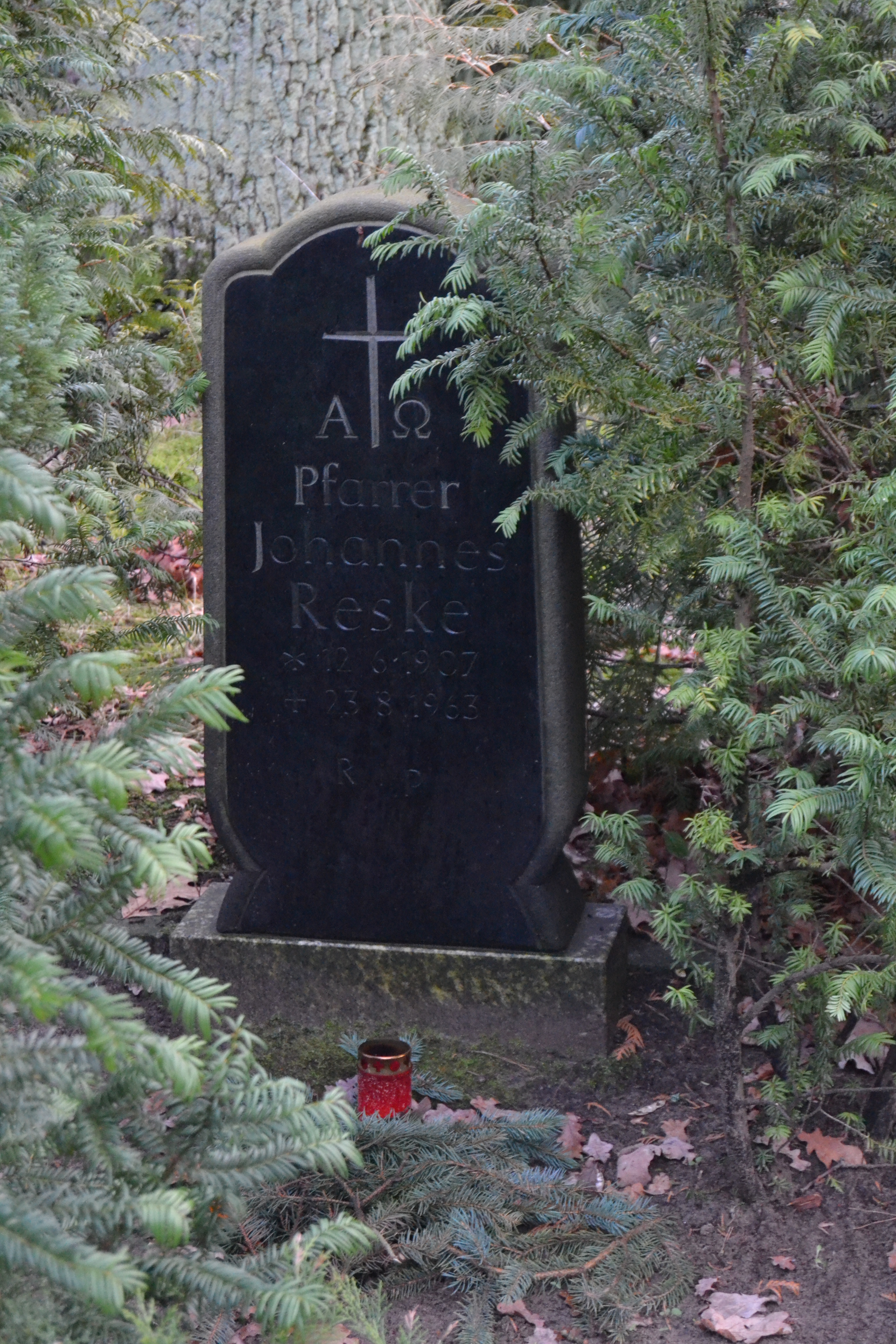
Grab des Pfarrers Johannes Reske
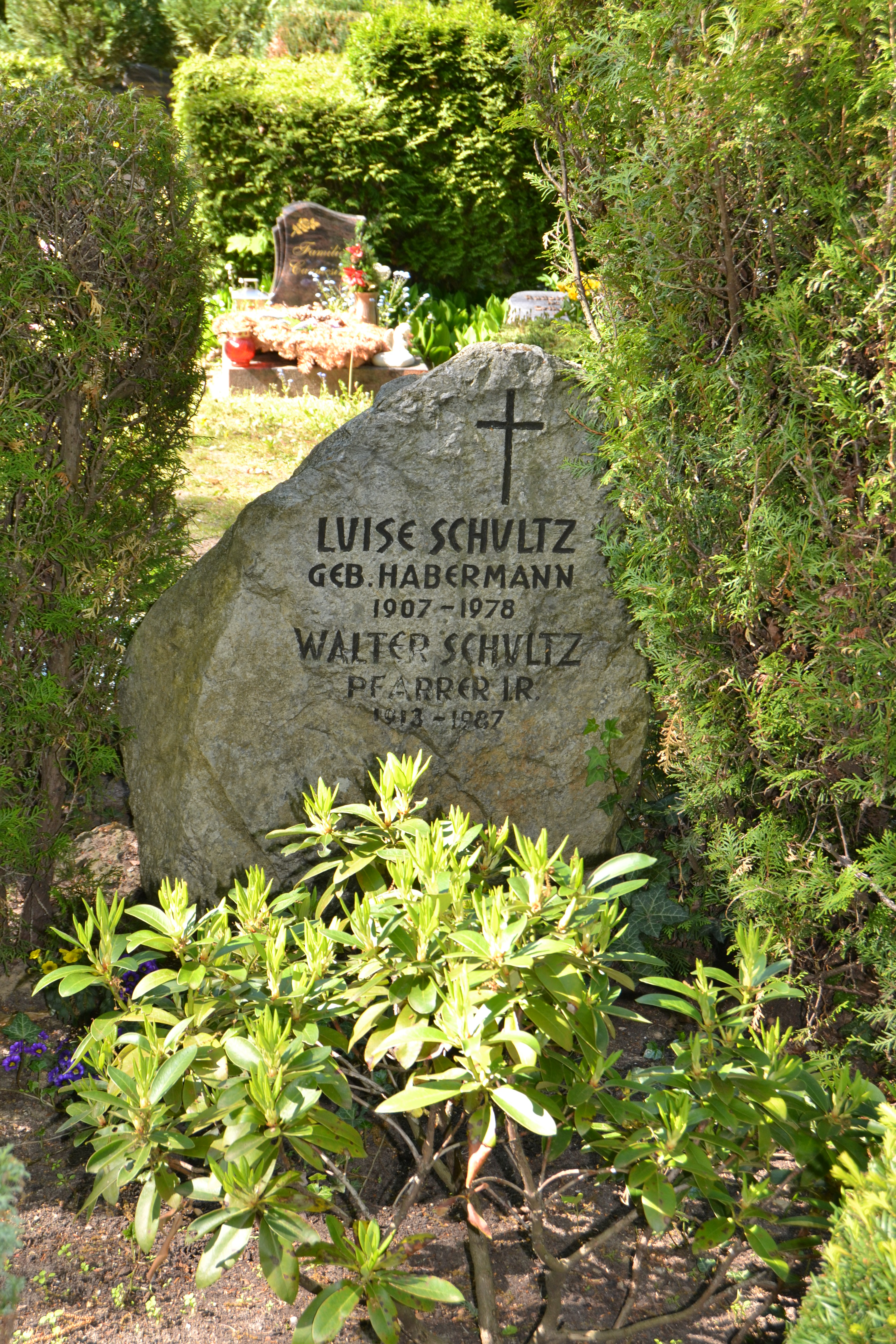
Grab des Pfarrers Walter Schultz
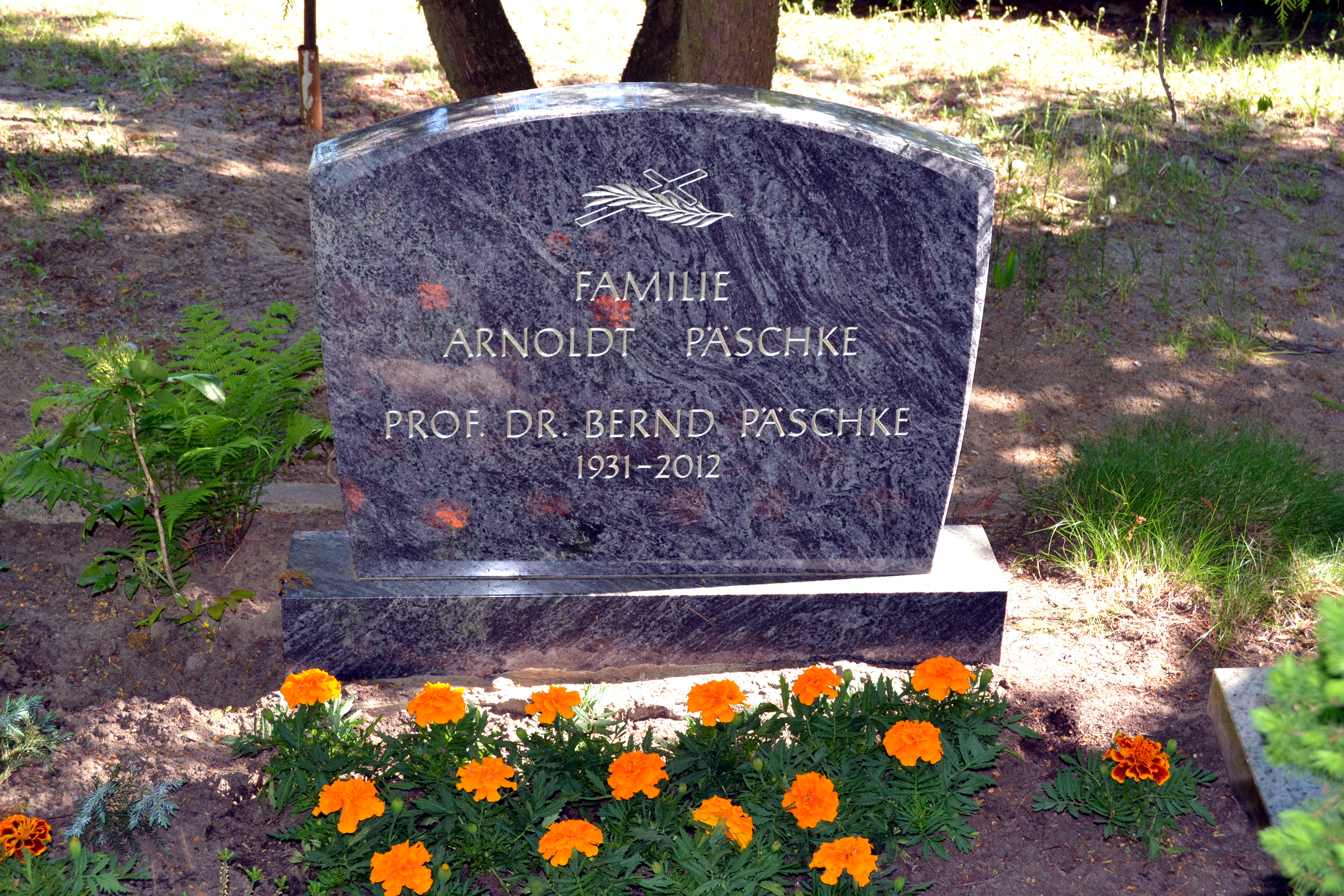
Grab des Theologen Bernd Päschke
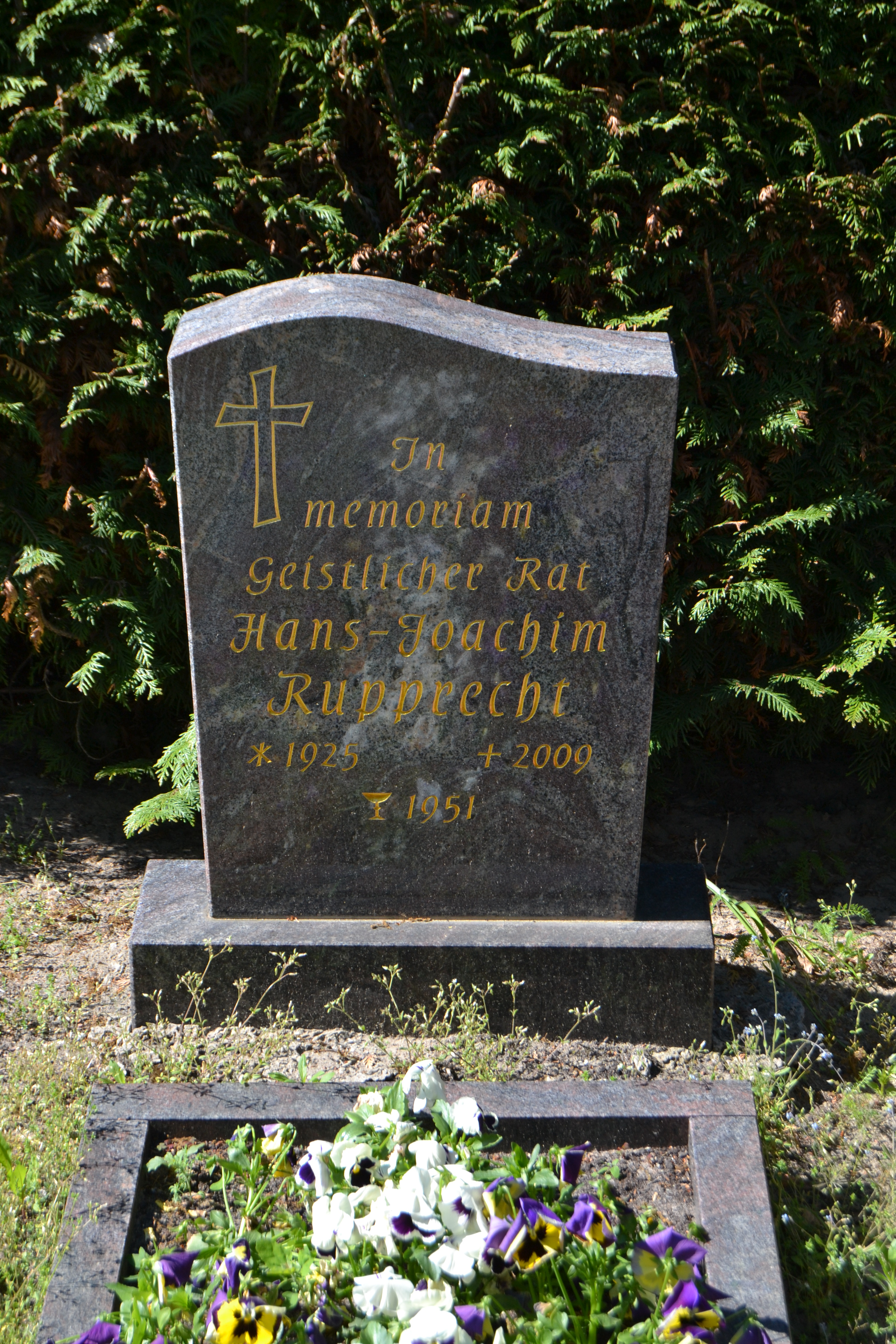
Grab des Geistlichen Rates Hans-Joachim Rupprecht
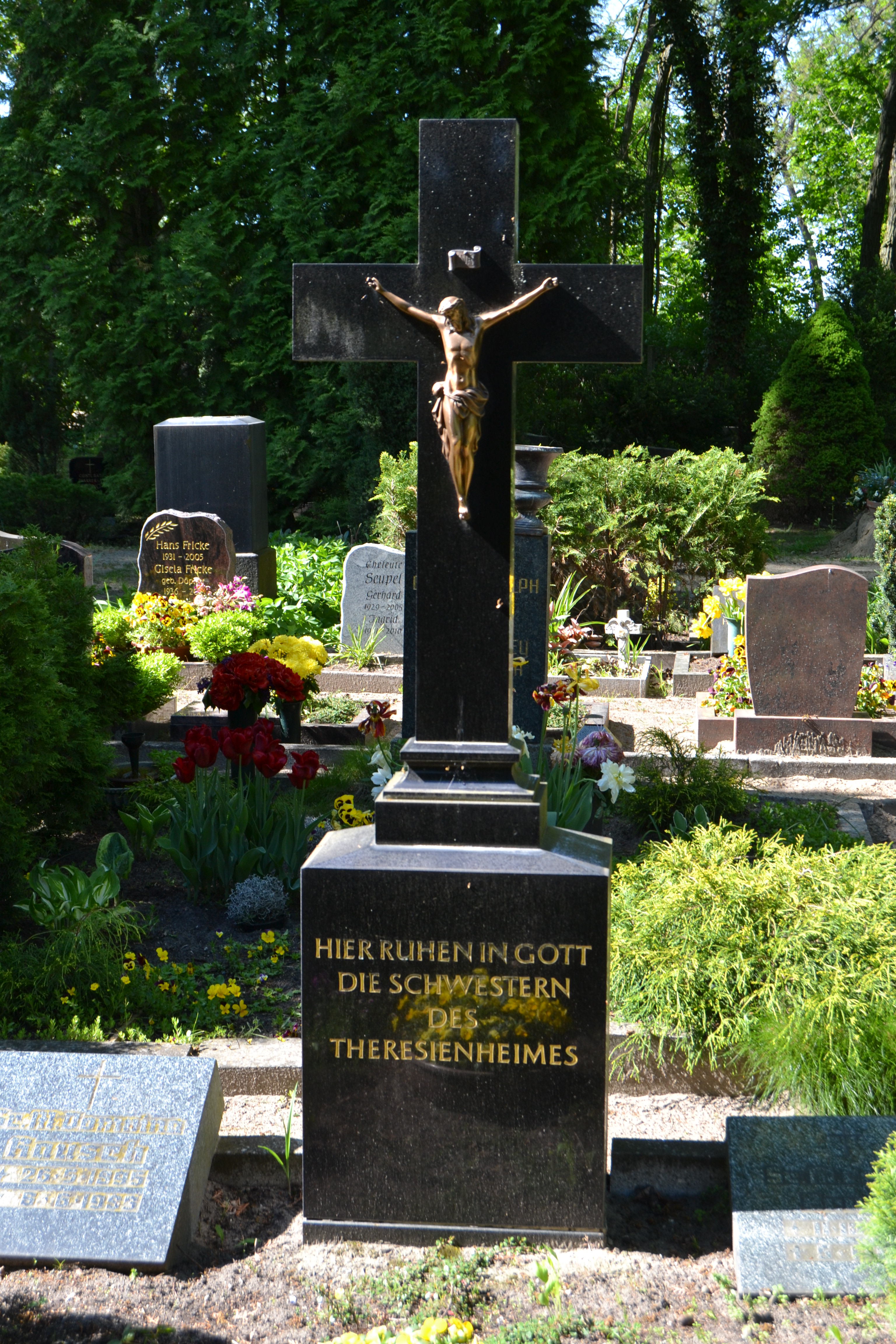
Gemeinschaftsgrabstätte der Nonnen des Theresien-Heims (Alten- und Pflegeheim)
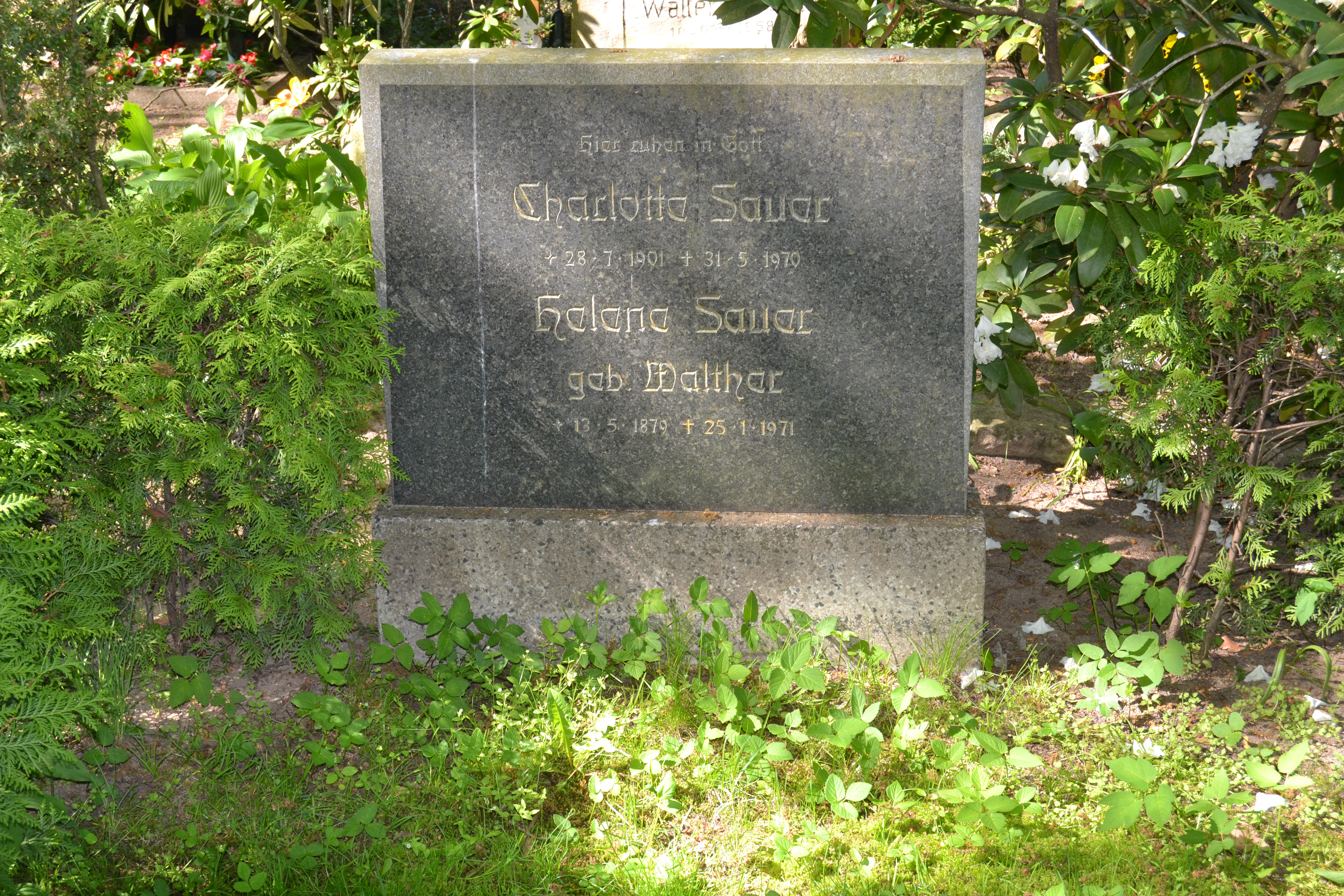
Grab der Schriftstellerin Charlotte Sauer, Verfasserin von Romanen und Erzählungen mit oft christlichen Themen
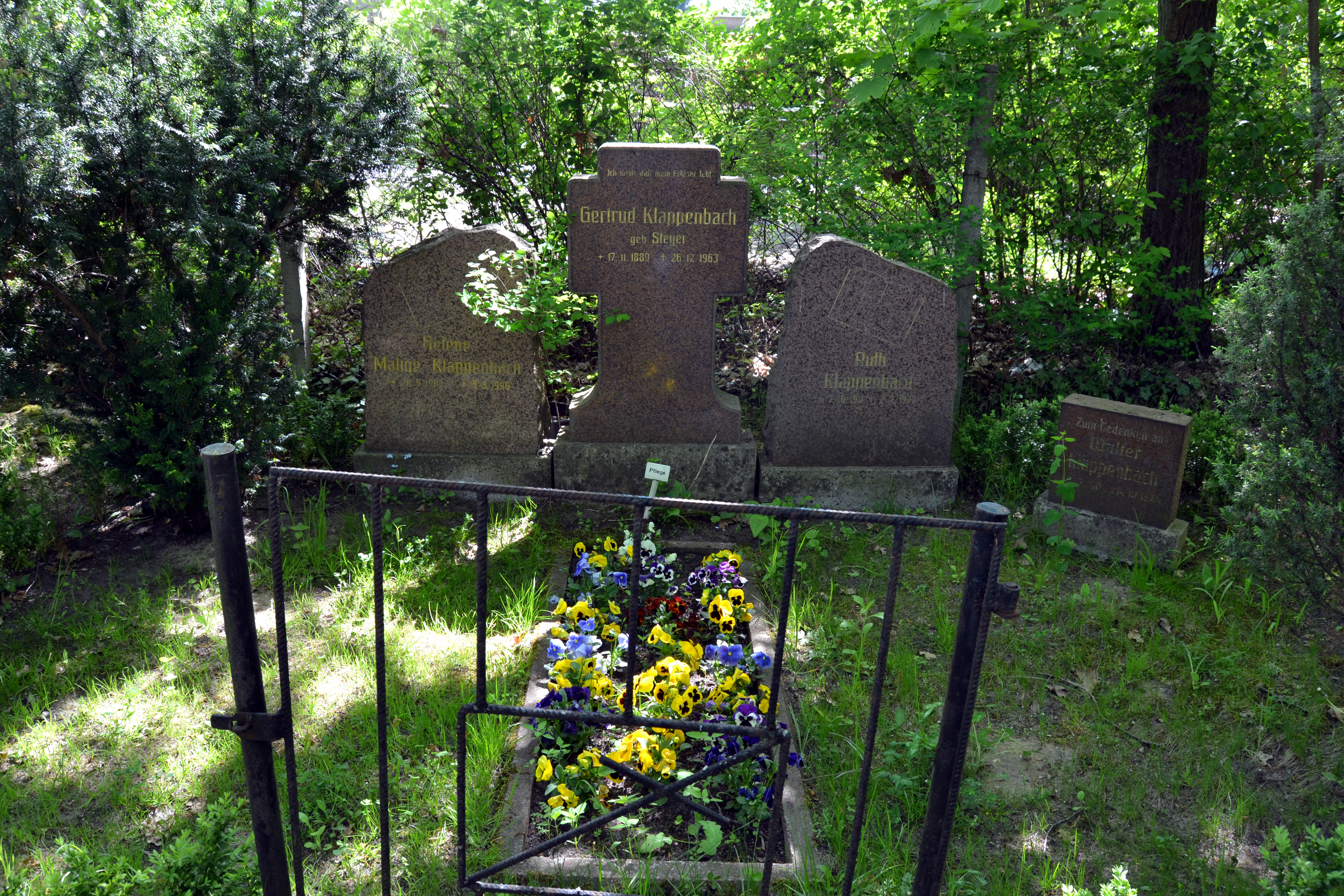
Grabanlage Klappenbach mit Gräbern der Germanistinnen Ruth Klappenbach und Helene Malige-Klappenbach, Mitarbeiterinnen unter anderem am Wörterbuch der deutschen Gegenwartssprache
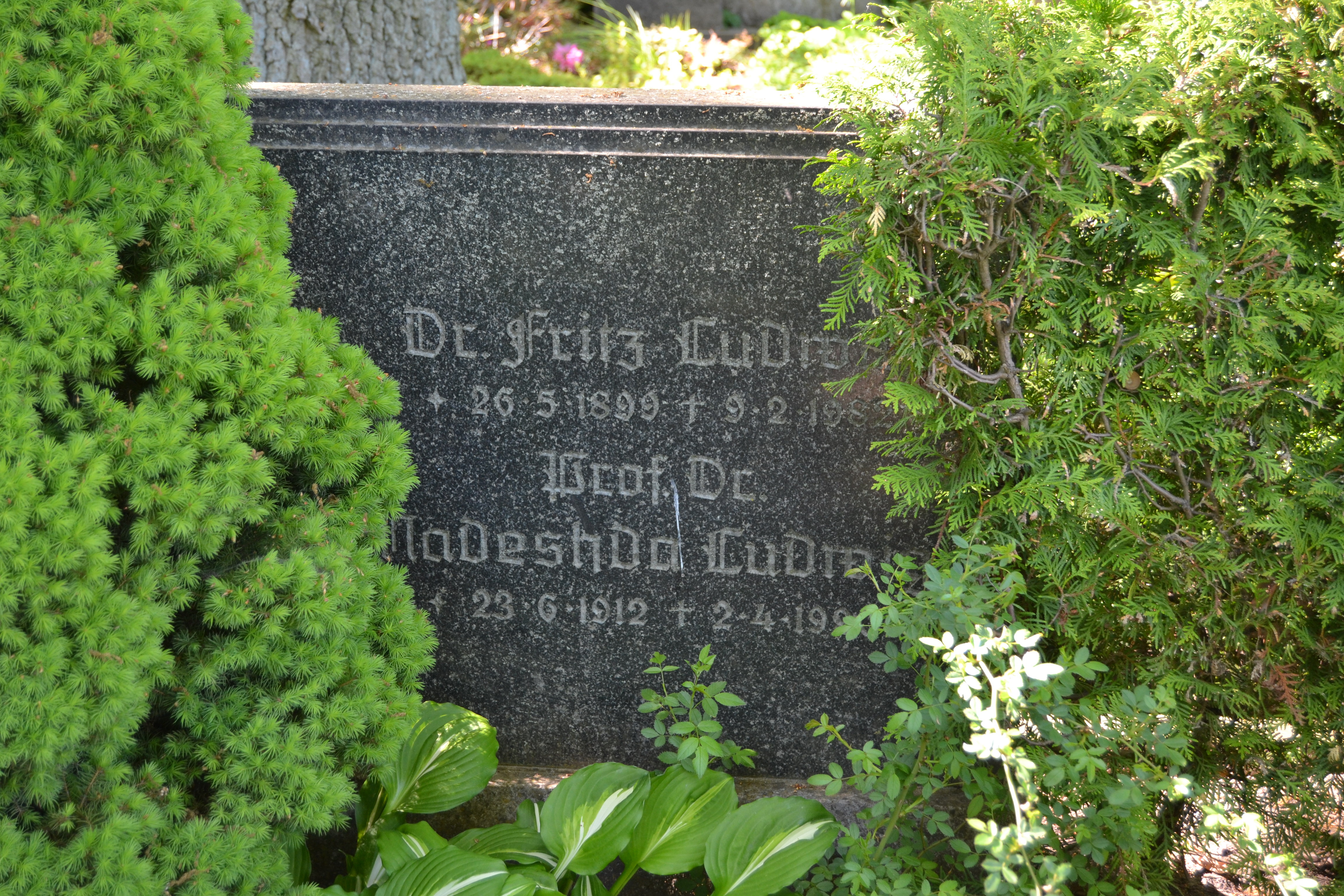
Grab der Slawistin und Übersetzerin Professor Nadeshda Ludwig (VDN) und Dr. Fritz Ludwig
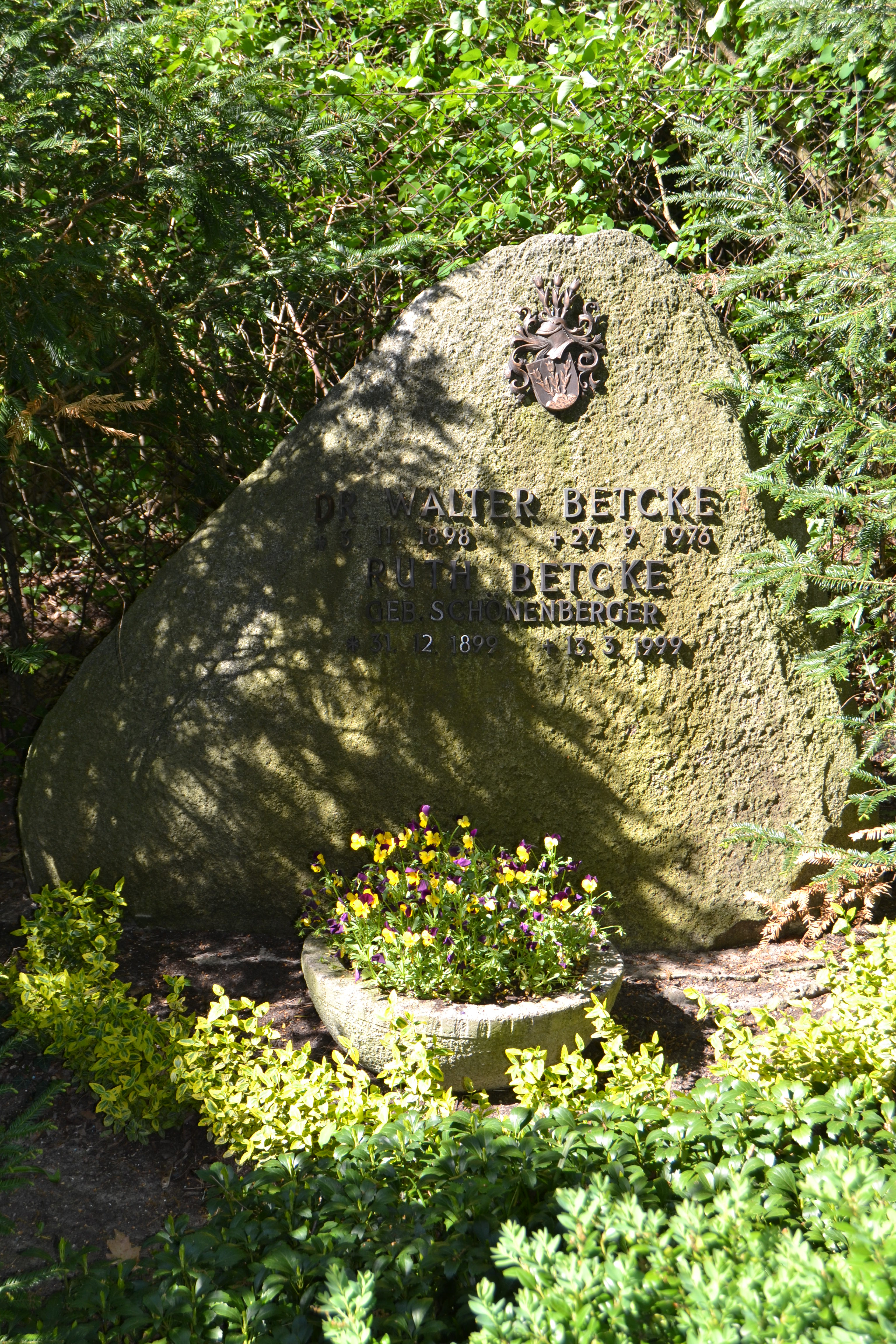
Grab Dr. Walter Betckes, Präsident der Deutschen Grammophon und der International Federation of Phonographic Industry (IFPI)
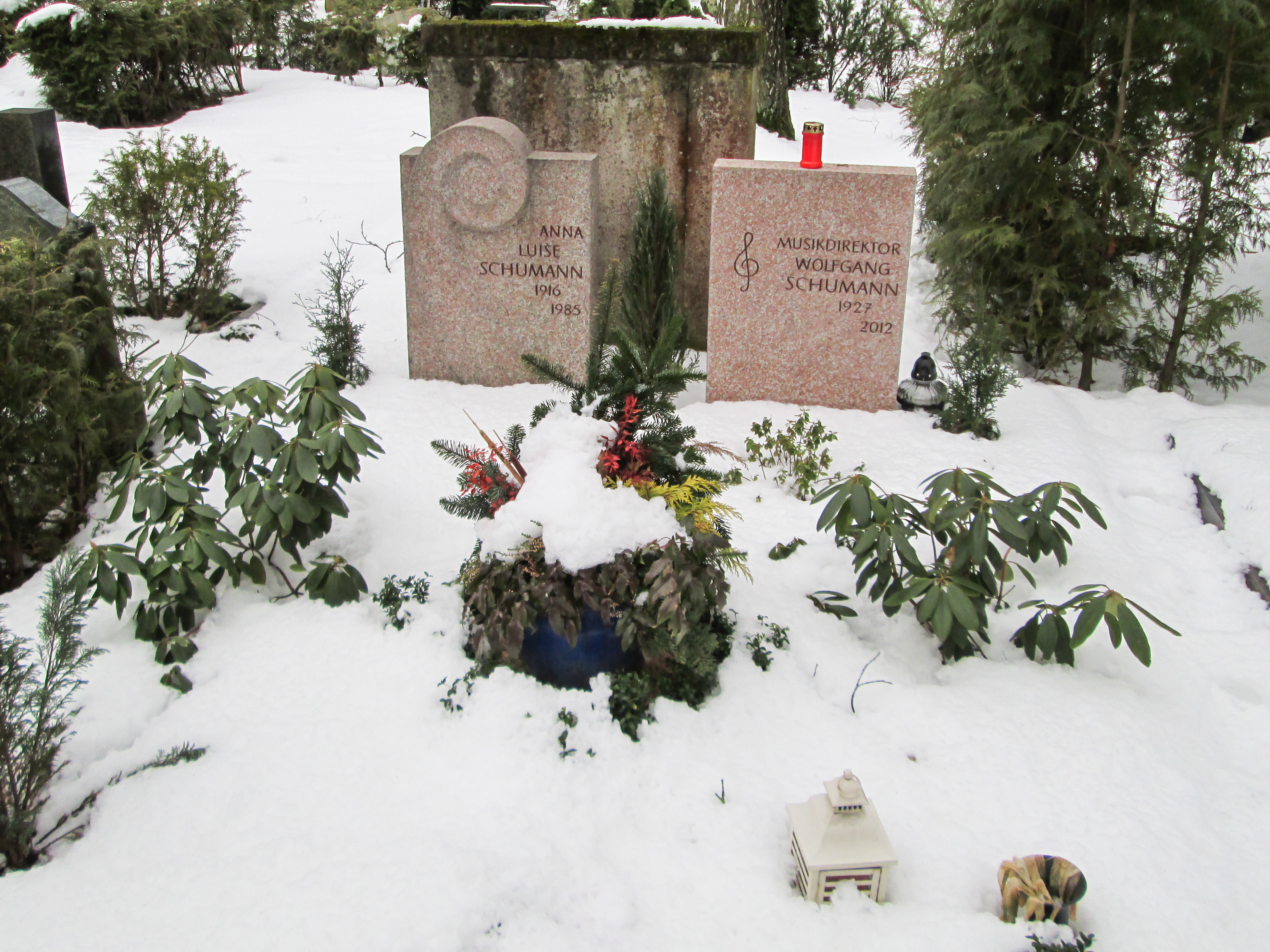
Grab des Komponisten und Musikdirektors Wolfgang Schumann
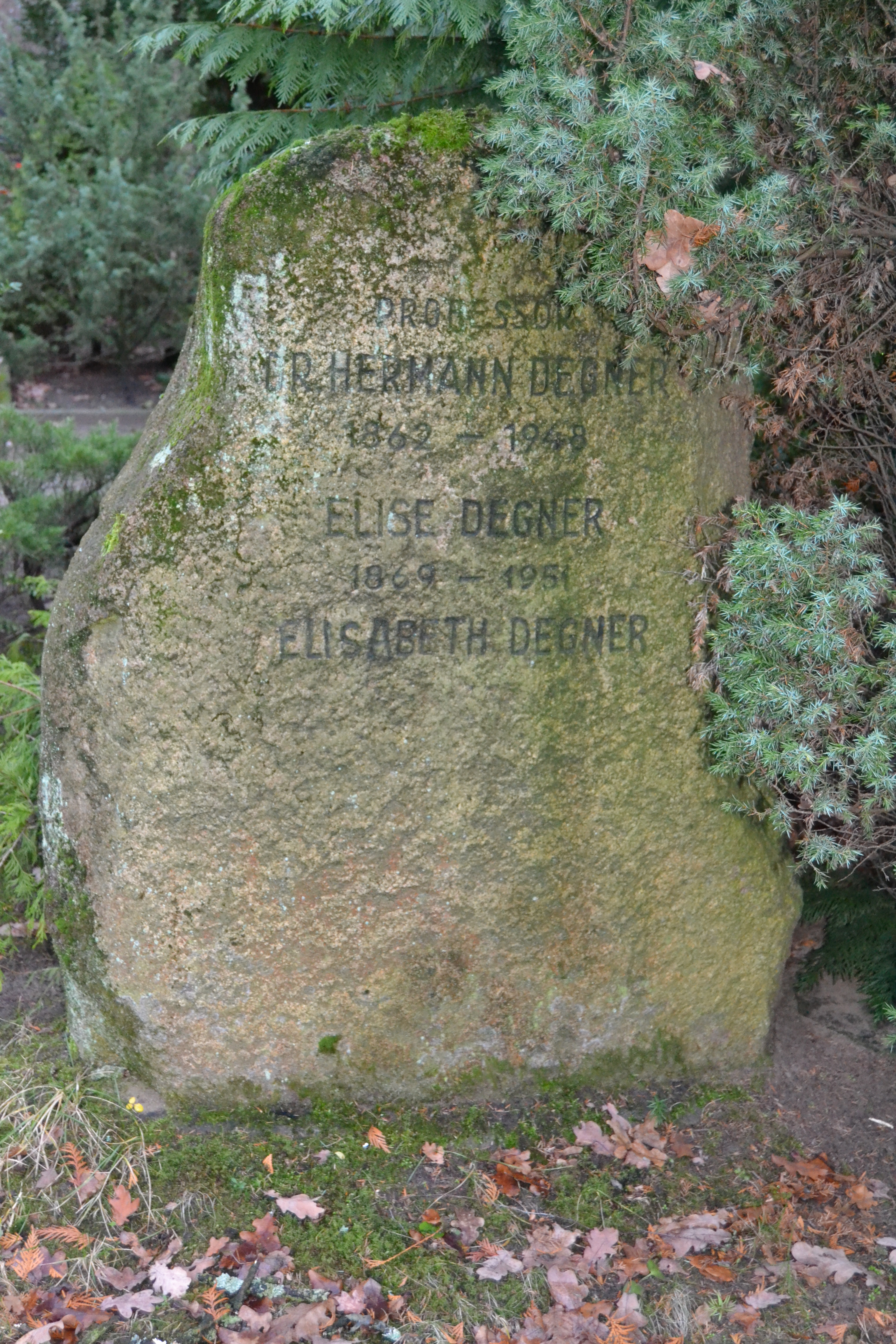
Grab des Kartographen Professor Hermann Degner
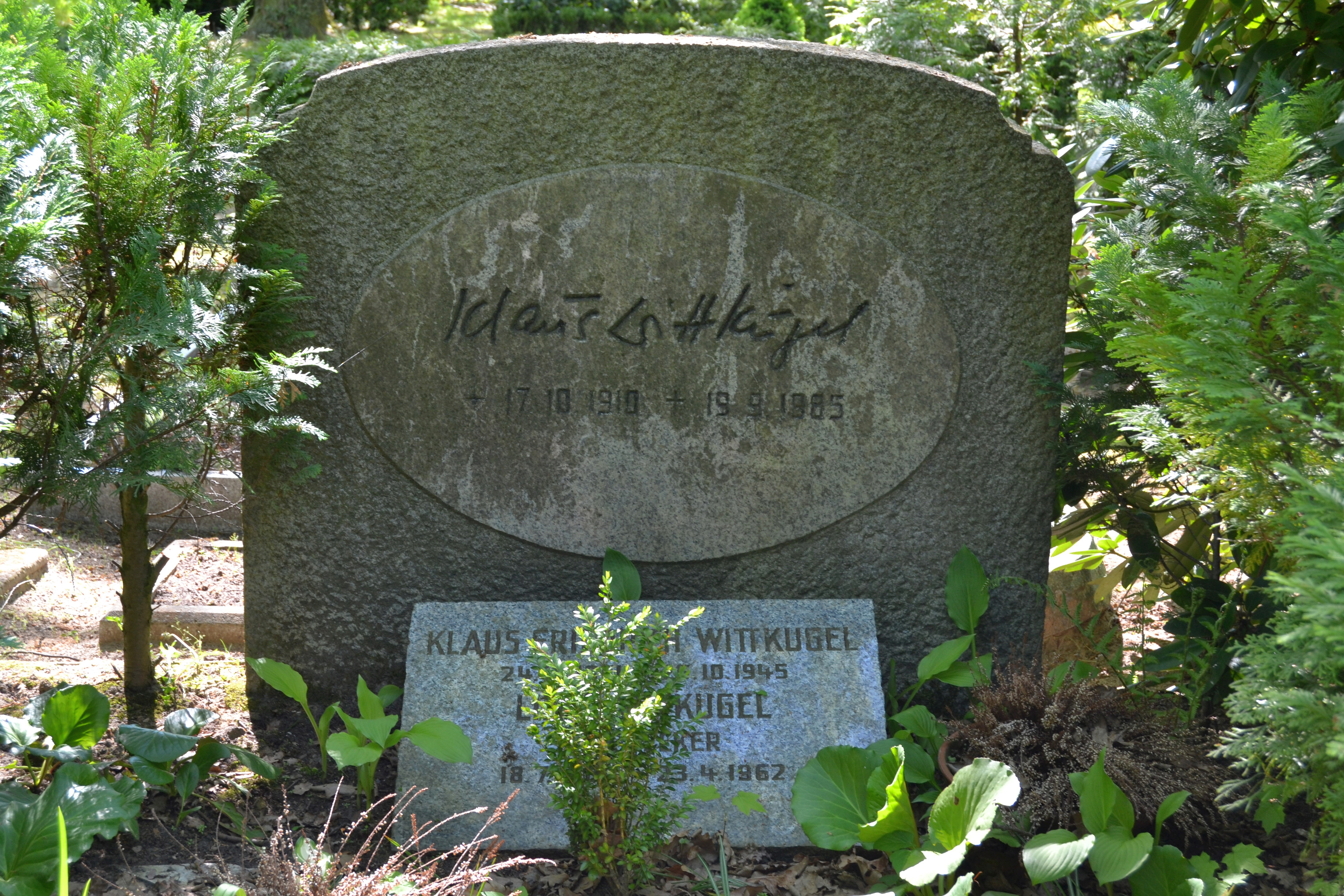
Grab des Grafikers Professor Klaus Wittkugel
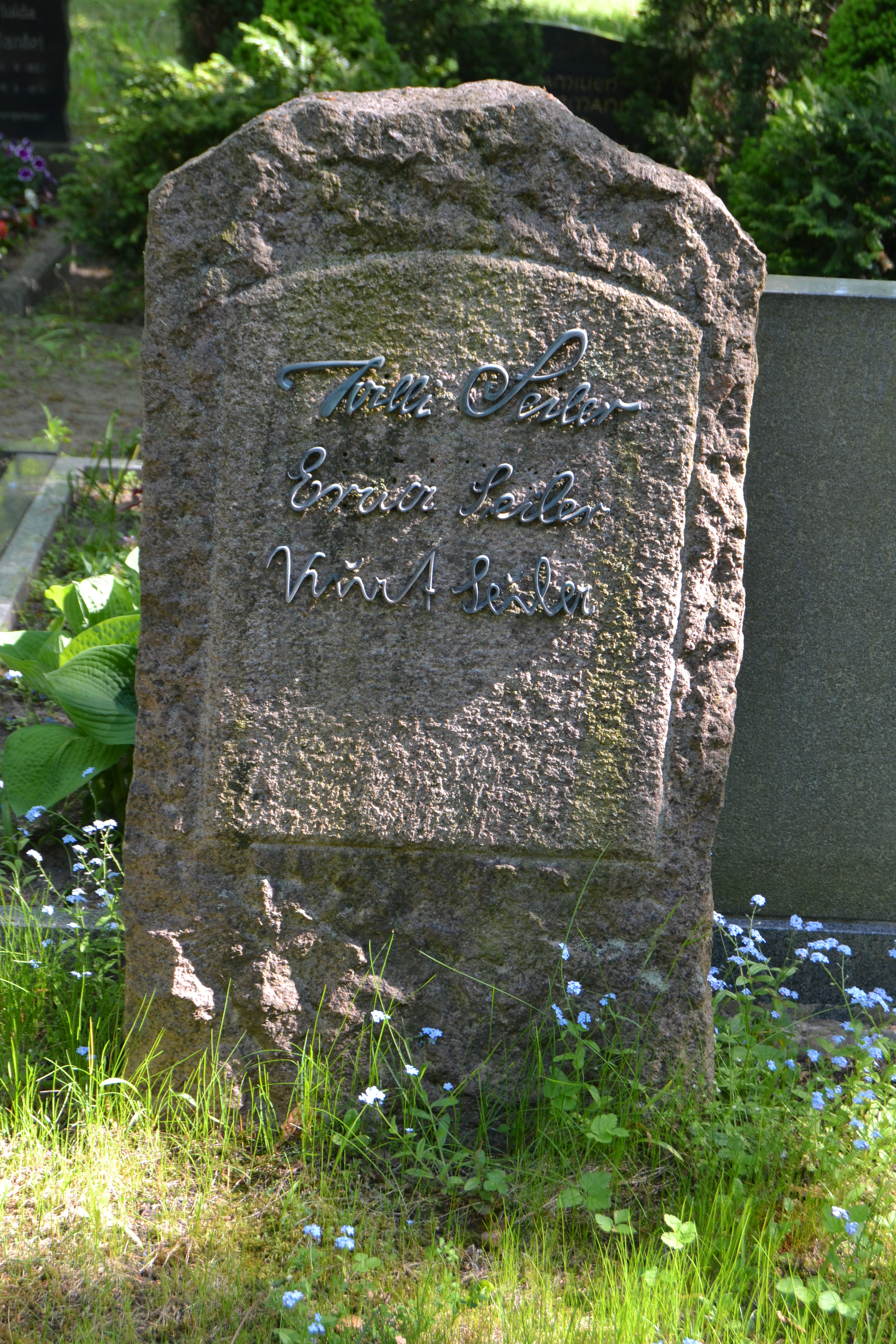
Familiengrab Seiler – die Gießerei Seiler ist eine bedeutende Bronze-Kunstgießerei
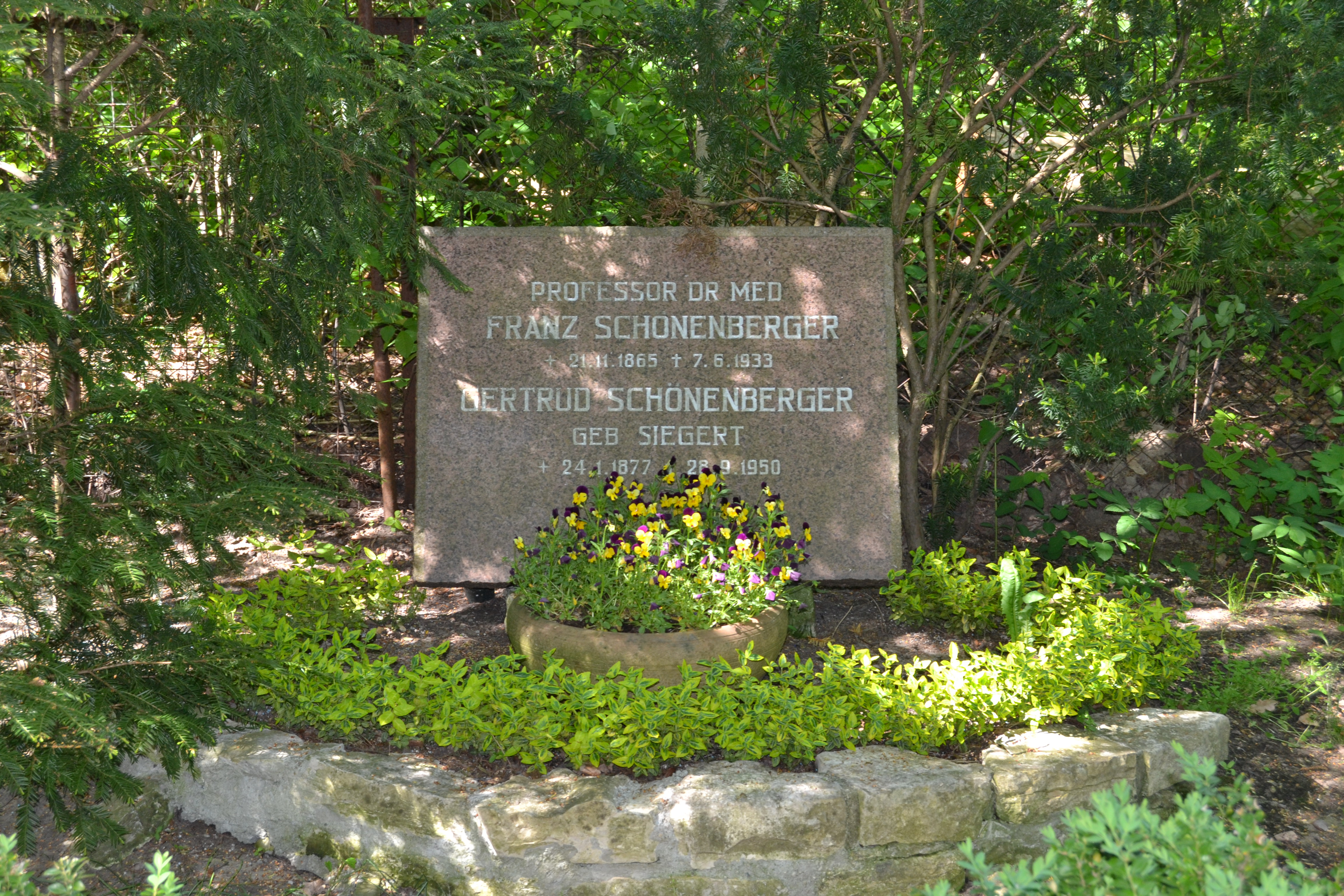
Grab des Mediziners Franz Schönenberger Professor an der Charité
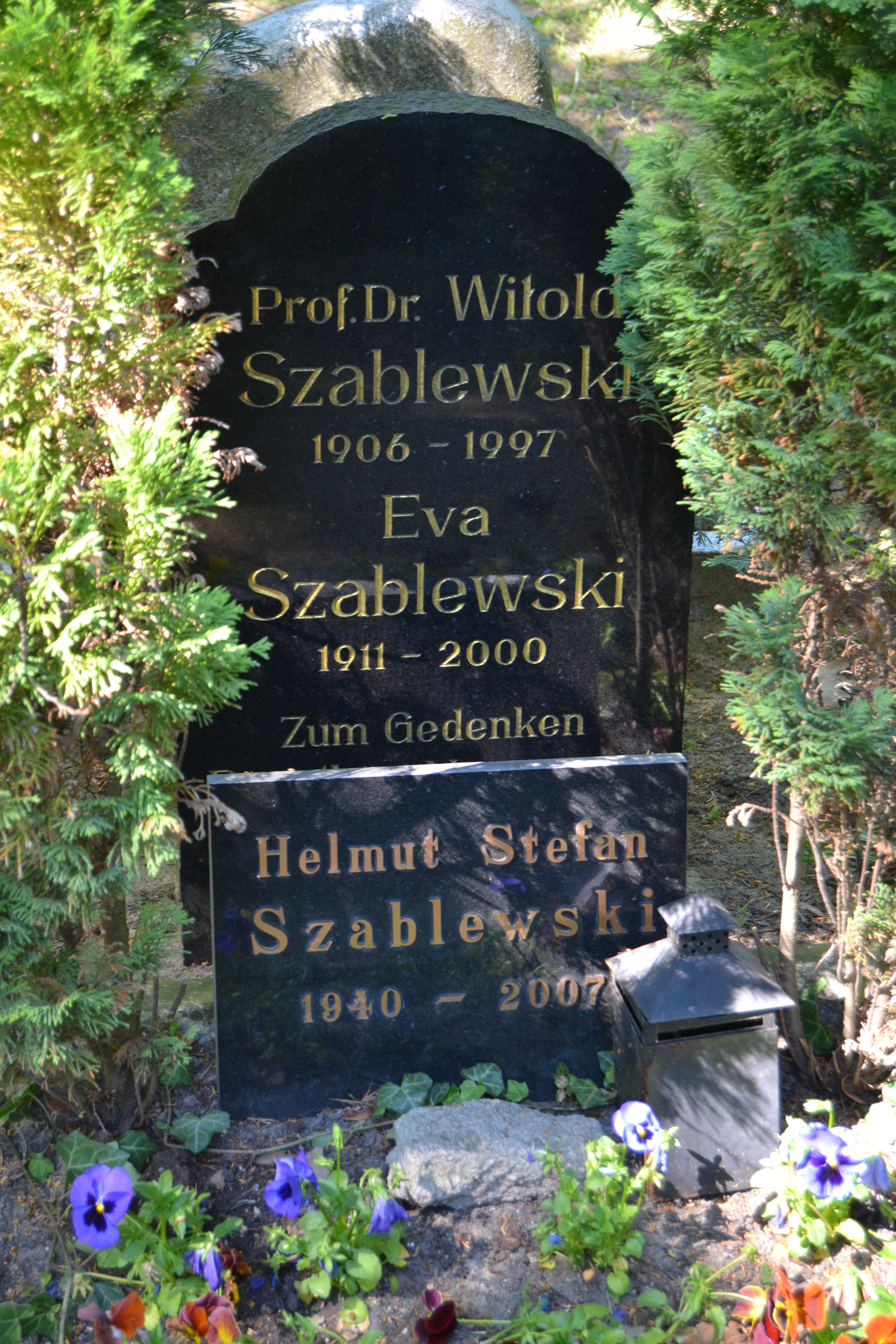
Grab des Mediziners Professor Witold Szablewski
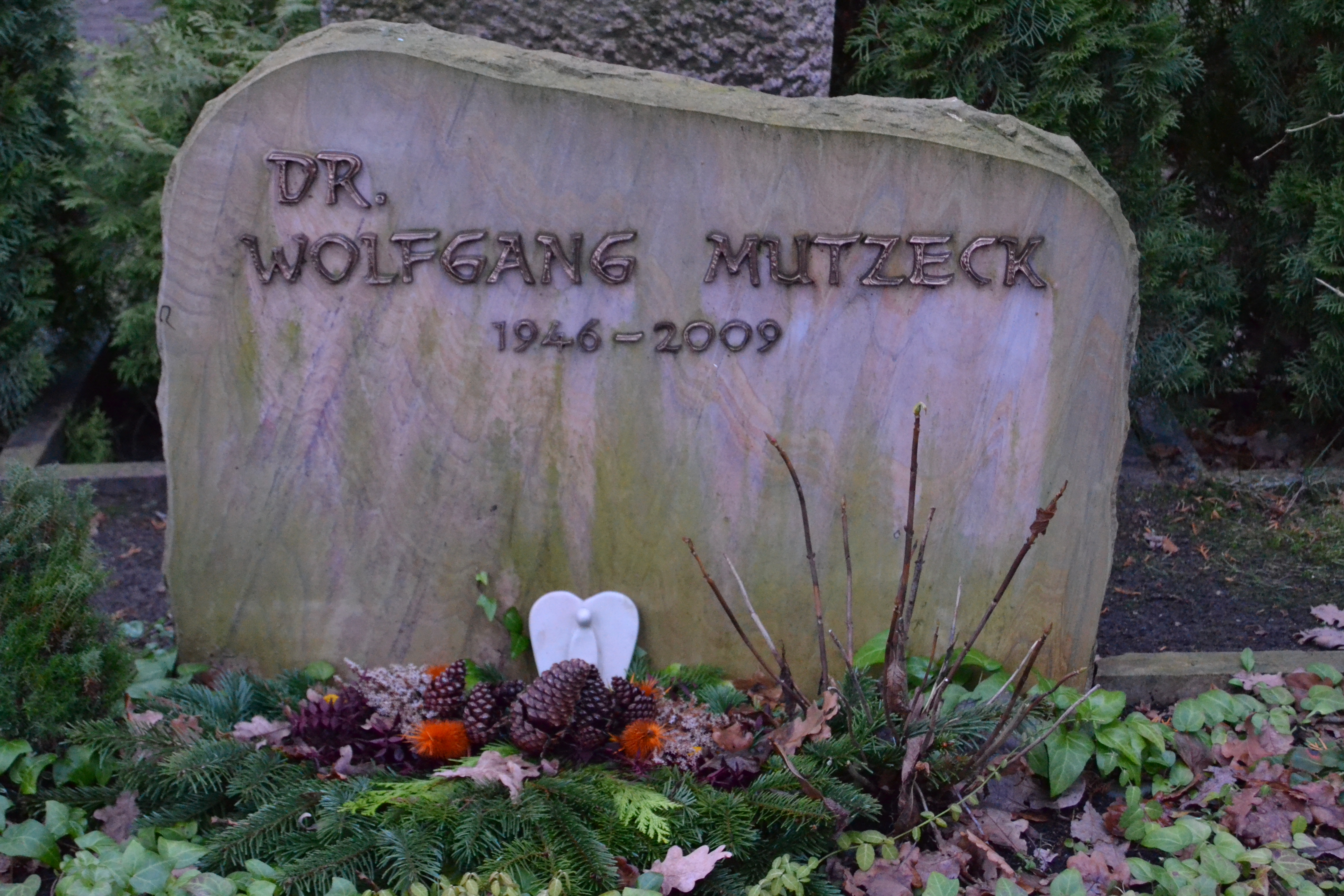
Grab des Professors für Verhaltensgestörten- und Lernbehindertenpädagogik Wolfgang Mutzeck
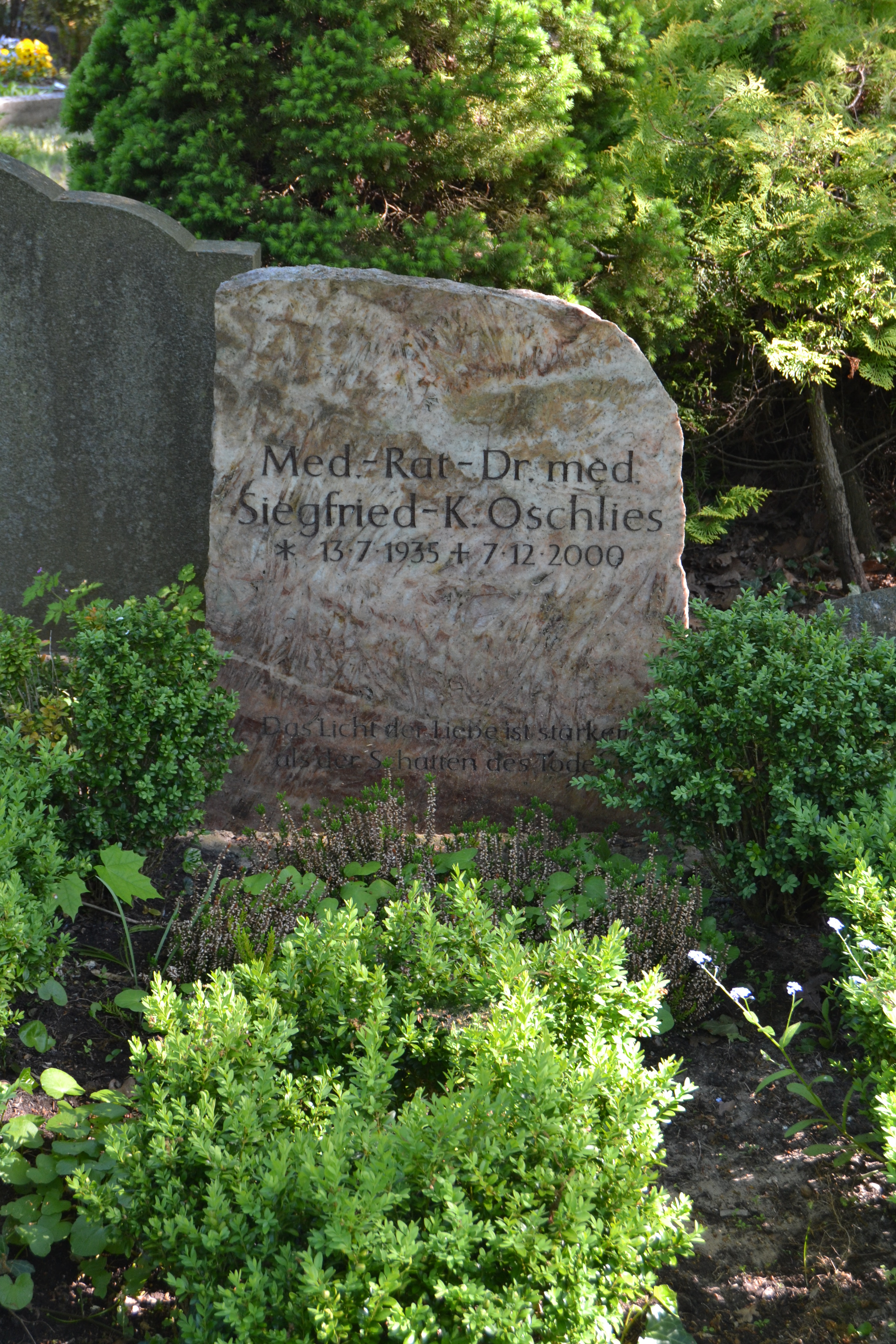
Grab des Medizinalrates Siegfried Oschlies
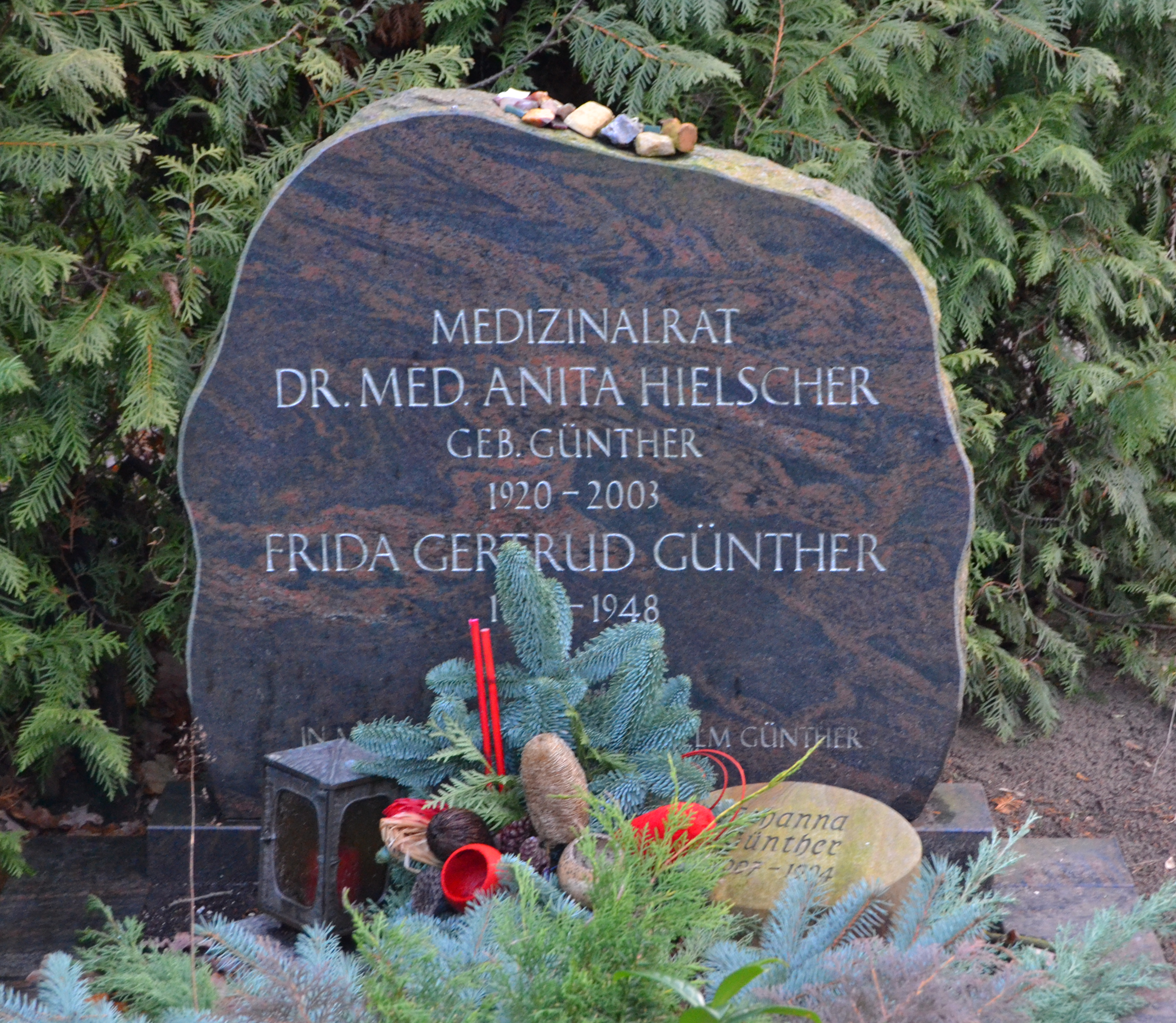
Grab der Medizinalrätin Anita Hielscher
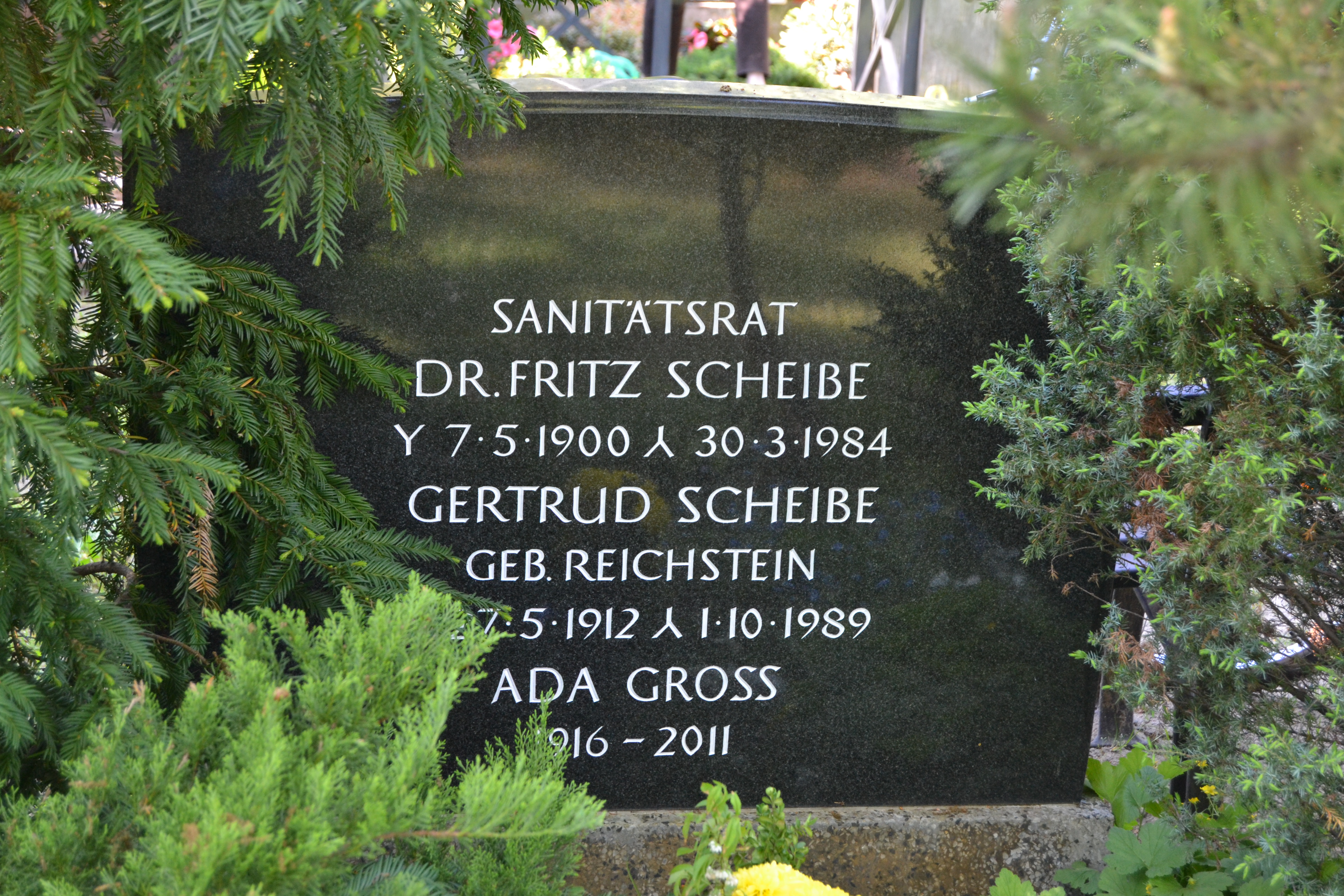
Grab des Sanitätsrates Fritz Scheibe
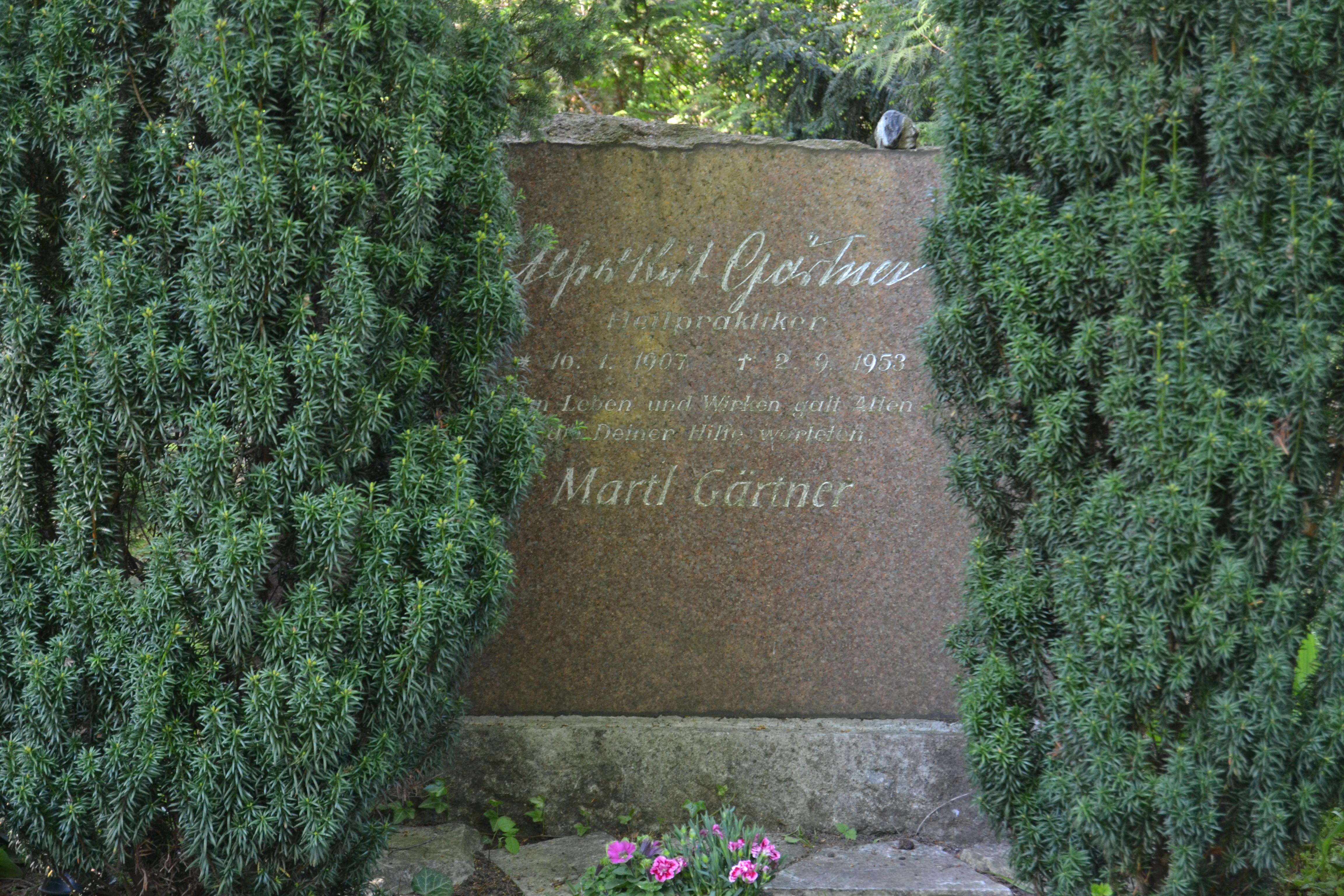
Grab des Heilpraktikers Alfred Kurt Gärtner
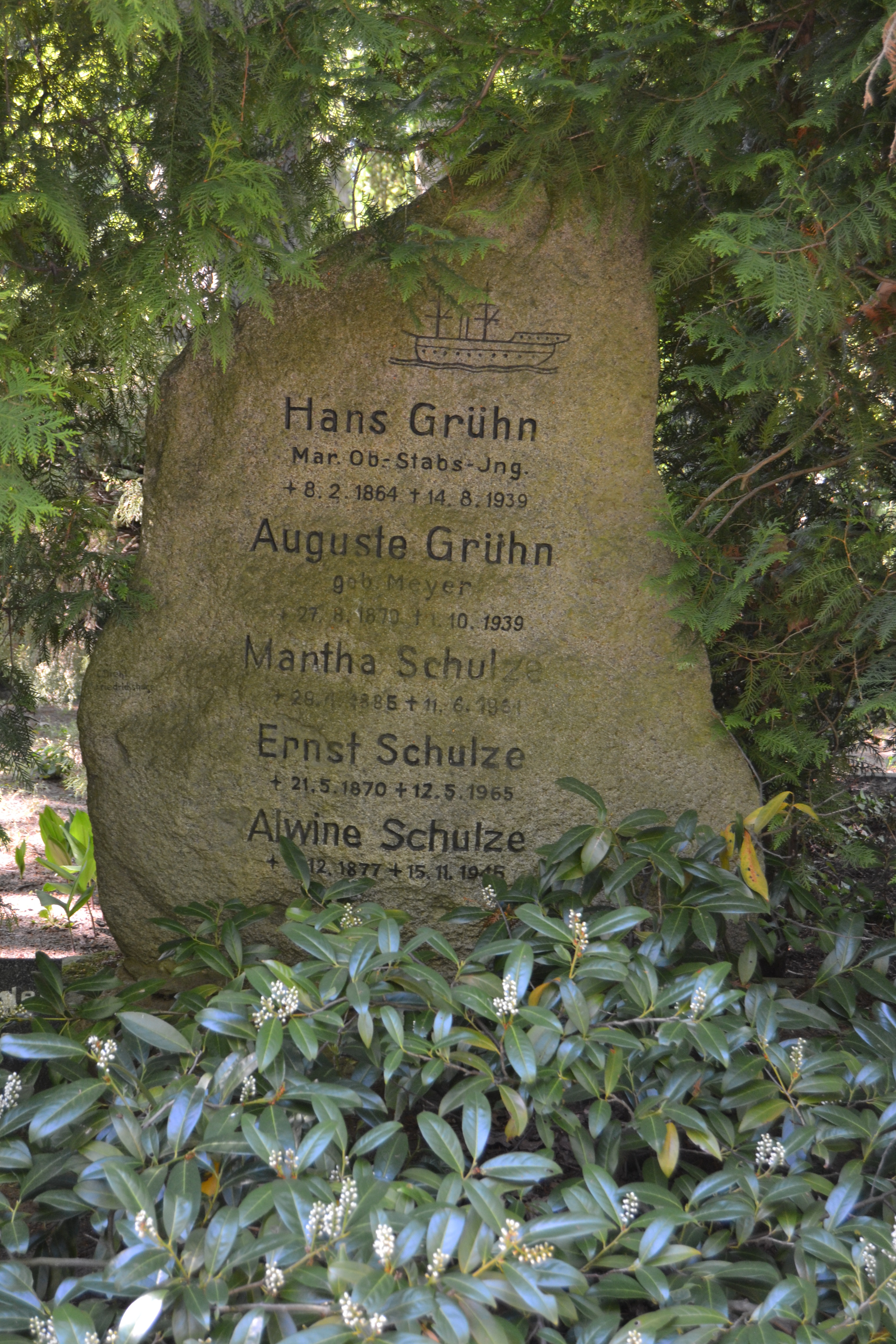
Grab unter anderem des Marine-Oberstabsingeniers Hans Grühn
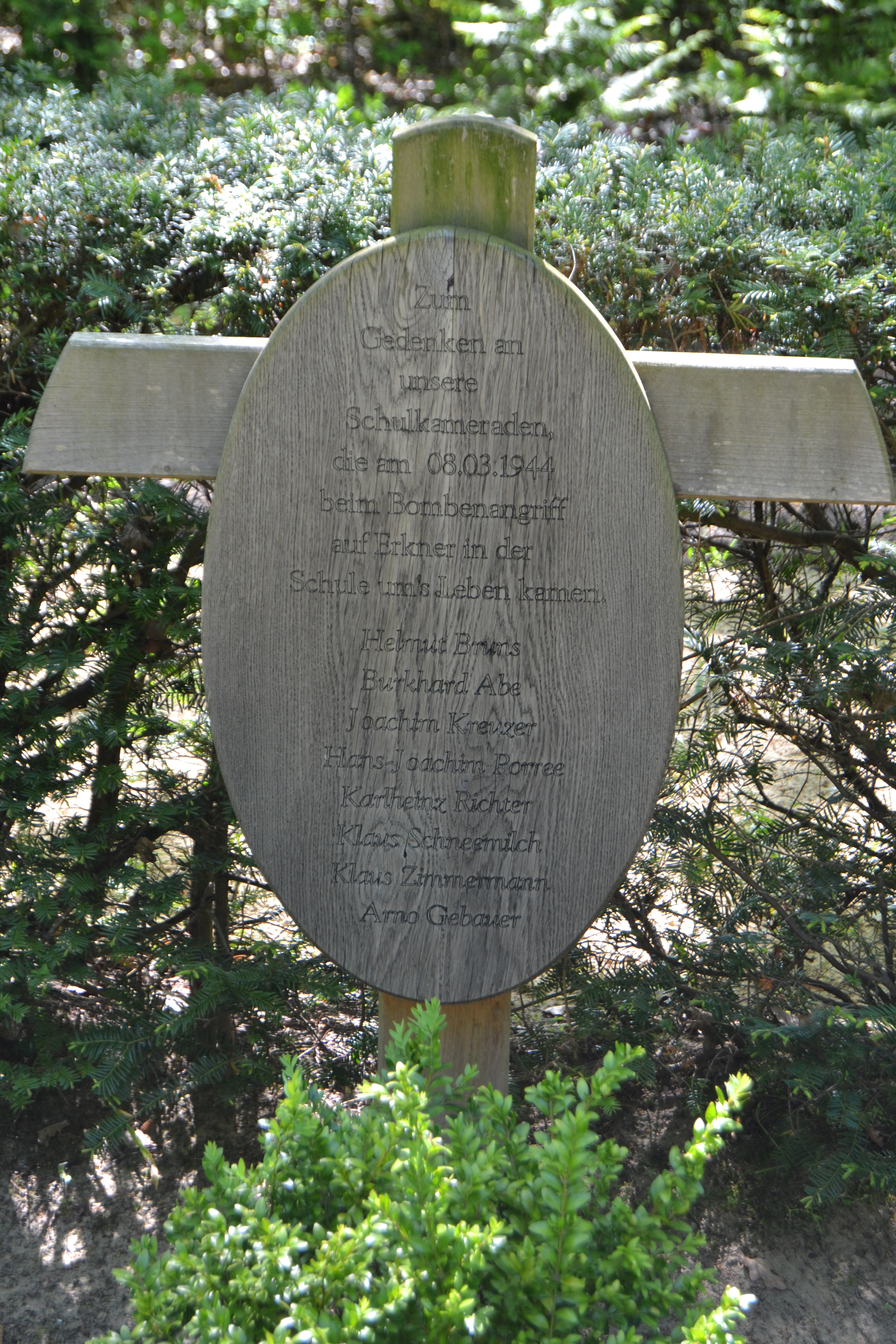
Gemeinschaftsgrab für sieben Schöneicher Oberschüler, die 1944 bei einem Luftangriff auf Erkner getötet wurden
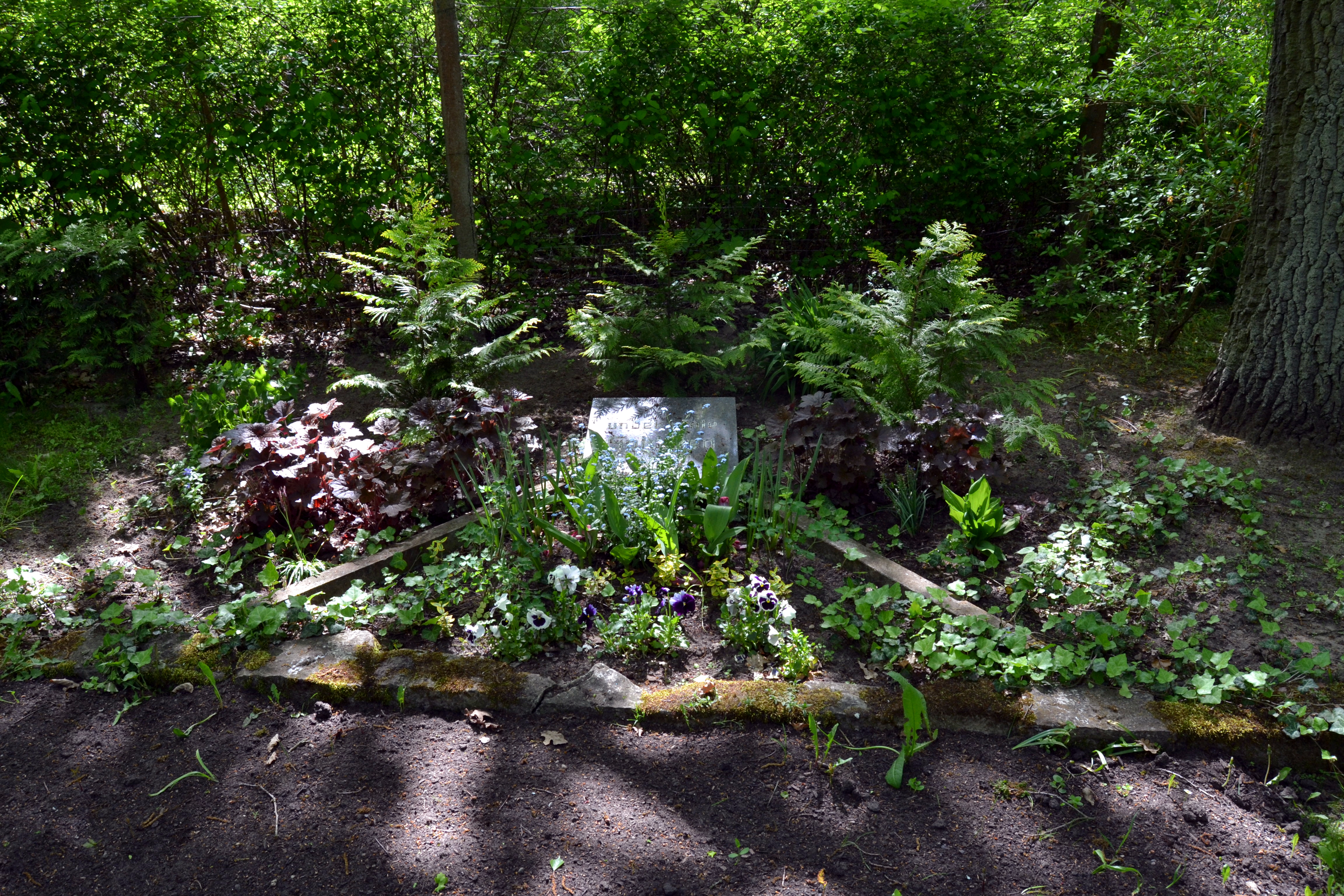
Gemeinschaftsgrab unbekannter Soldaten, die gegen Kriegsende 1945 gefallen sind

Nicht mehr erhalten ist das Grab des Schriftstellers Wilhelm Spohr.

## Friedhof Friedensaue

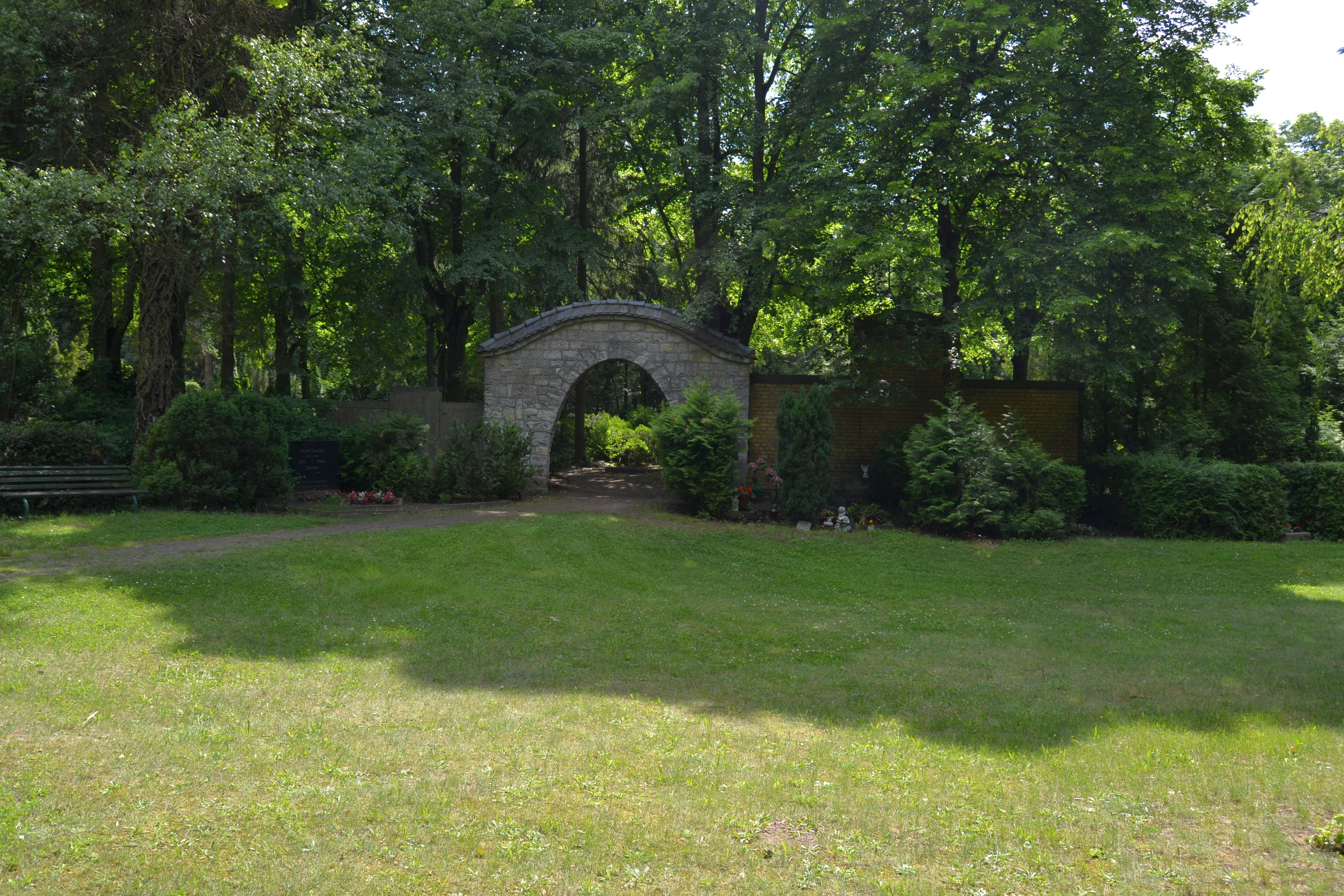
Wiese im neuen Teil des Friedhofs mit Blick auf den Torbogen zum älteren Teil

Der Friedhof Friedensaue Schöneiche ist der größte wie auch der jüngste Friedhof von Schöneiche. Nachdem Schöneiche und die Kolonie Fichtenau gegen Ende des 19. Jahrhunderts parzelliert wurde, gab es in Schöneiche und dem damals noch selbstständigen Dorf Kleinschönebeck zwischen 1885 und 1910 ein starkes Bevölkerungswachstum. Um das Jahr 1900 wurde ein neuer, konfessionsloser Friedhof mit Landschaftsparkcharakter für die Gemeinde angelegt. 1939 erhielt der Architekt Helmut Pust den Auftrag, den mittlerweile nicht mehr ausreichenden Friedhof zu erweitern, was er bis 1944 direkt im Norden des älteren Teils ausführte. Der ältere Friedhofsteil ist heute von einem über 100 Jahre alten Baumbestand gekennzeichnet und vorwiegend von geschwungenen Wegen durchzogen, der neuere Teil ist um eine große Wiese angeordnet. Vor allem im neueren Teil gibt es viele Wiesen- und Freiflächen. Beide Teile werden durch einen gemauerten Bogendurchgang aus Kalkstein verbunden.
Es gibt nur wenige Erbbegräbnisse, von denen das der Industriellenfamilie Geschwister Eichholz herausragt. Insgesamt sind auf dem Friedhof lange Zeit vor allem die einfachen Bürger Schöneiches beerdigt worden, Gräber bekannter Personen finden sich vergleichsweise wenige und sind dann meist mit der DDR-Gesellschaft oder der Arbeiterbewegung verbunden. Wie üblich in der Region zwischen Oder und Berlin findet sich auch hier ein Grab bekannter und unbekannter Soldaten, die während der Schlacht um Berlin umkamen. Zum Friedhof gehört eine Halle für Trauerfeiern.

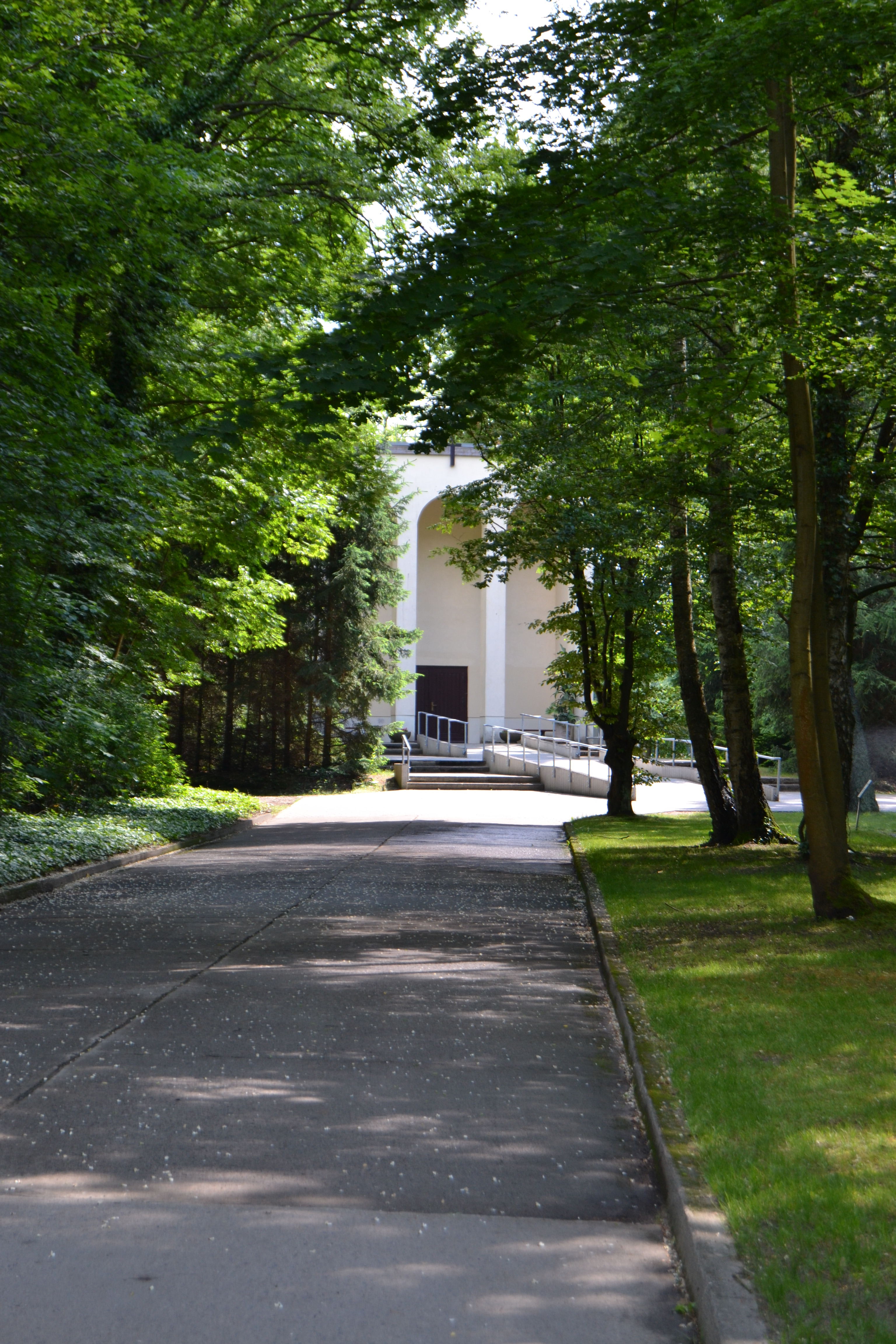
Trauerhalle
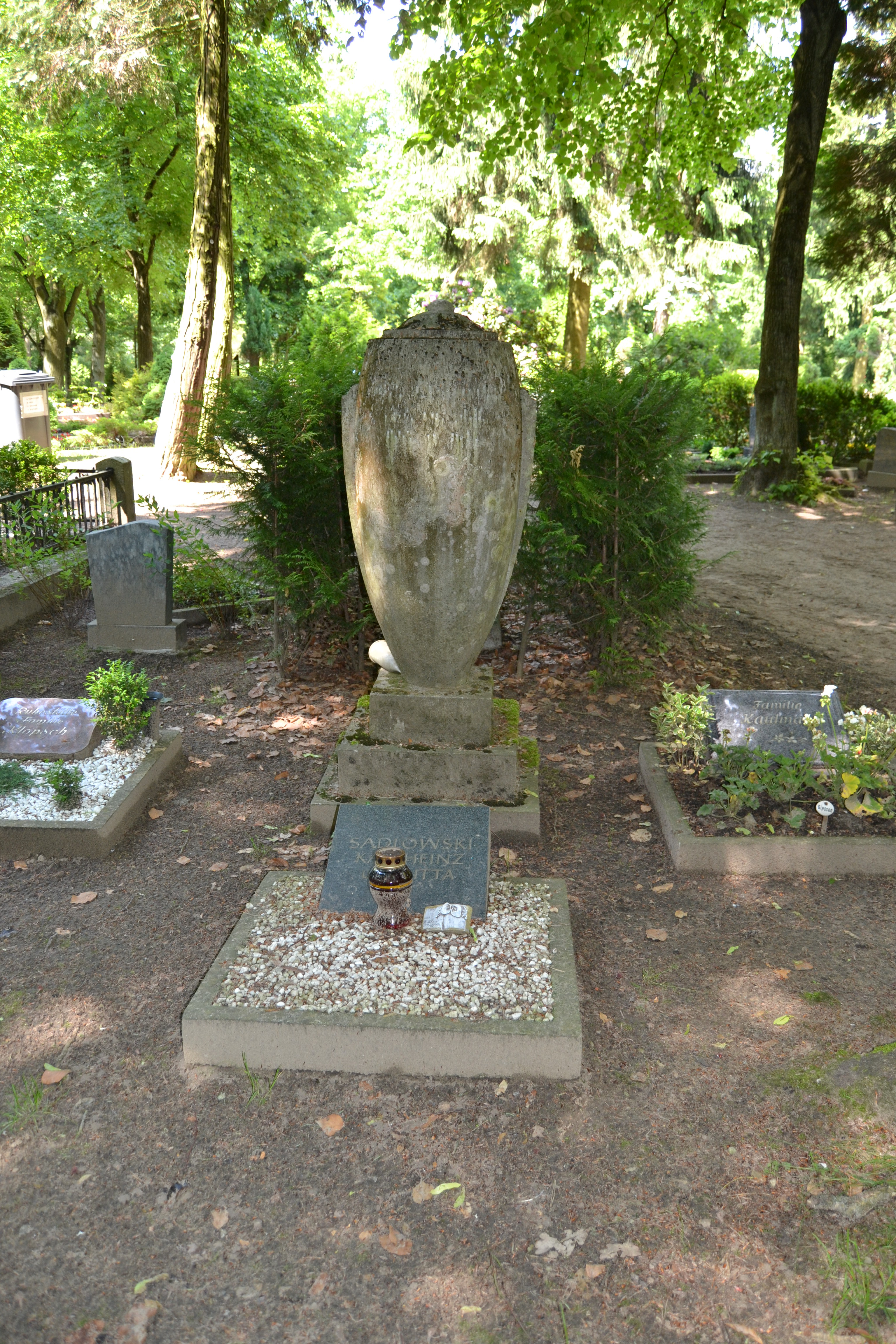
Urne, Meisterstück eines Bildhauers, die heute als Schmuckelement nahe der Urnengräber dient
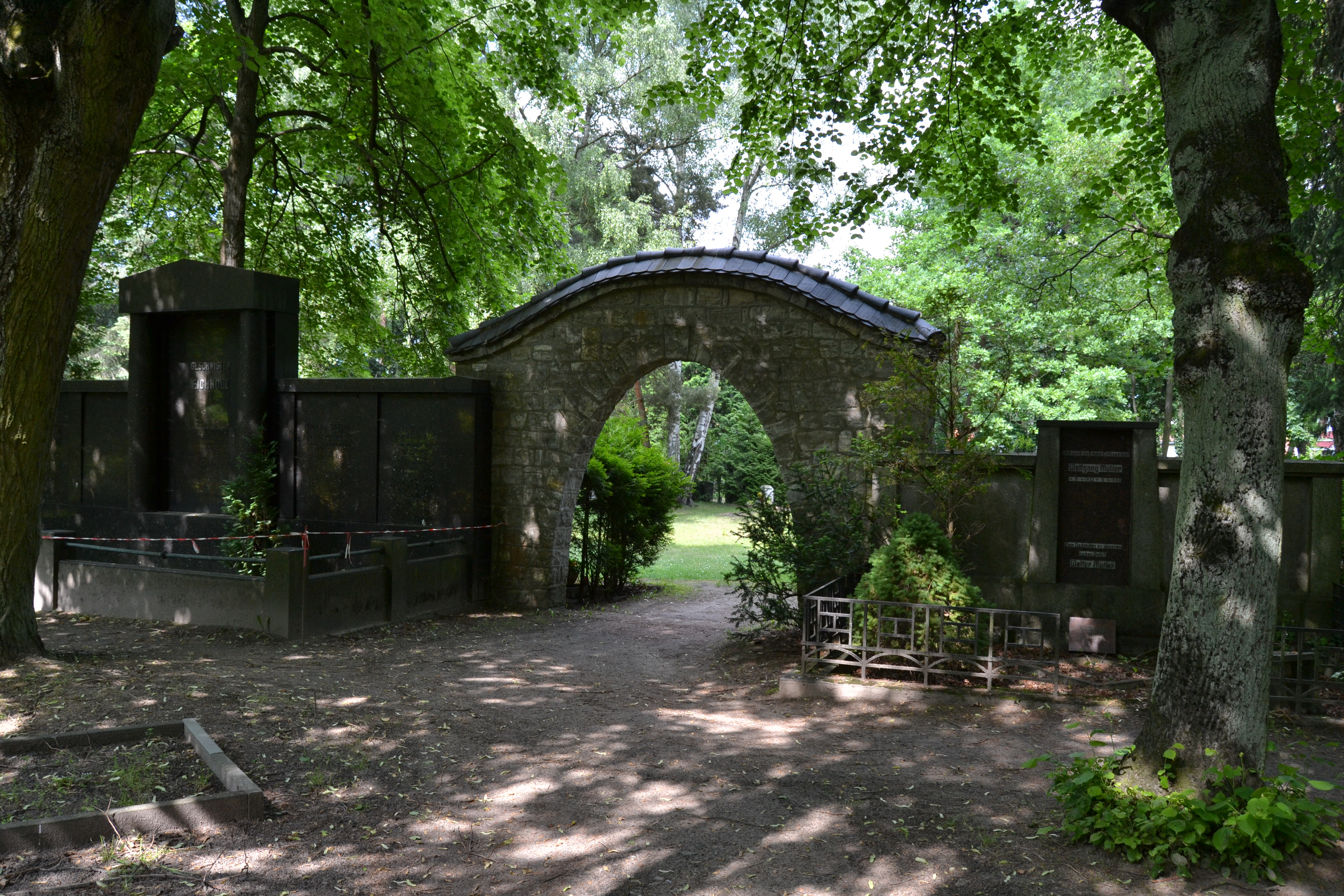
Bogendurchgang
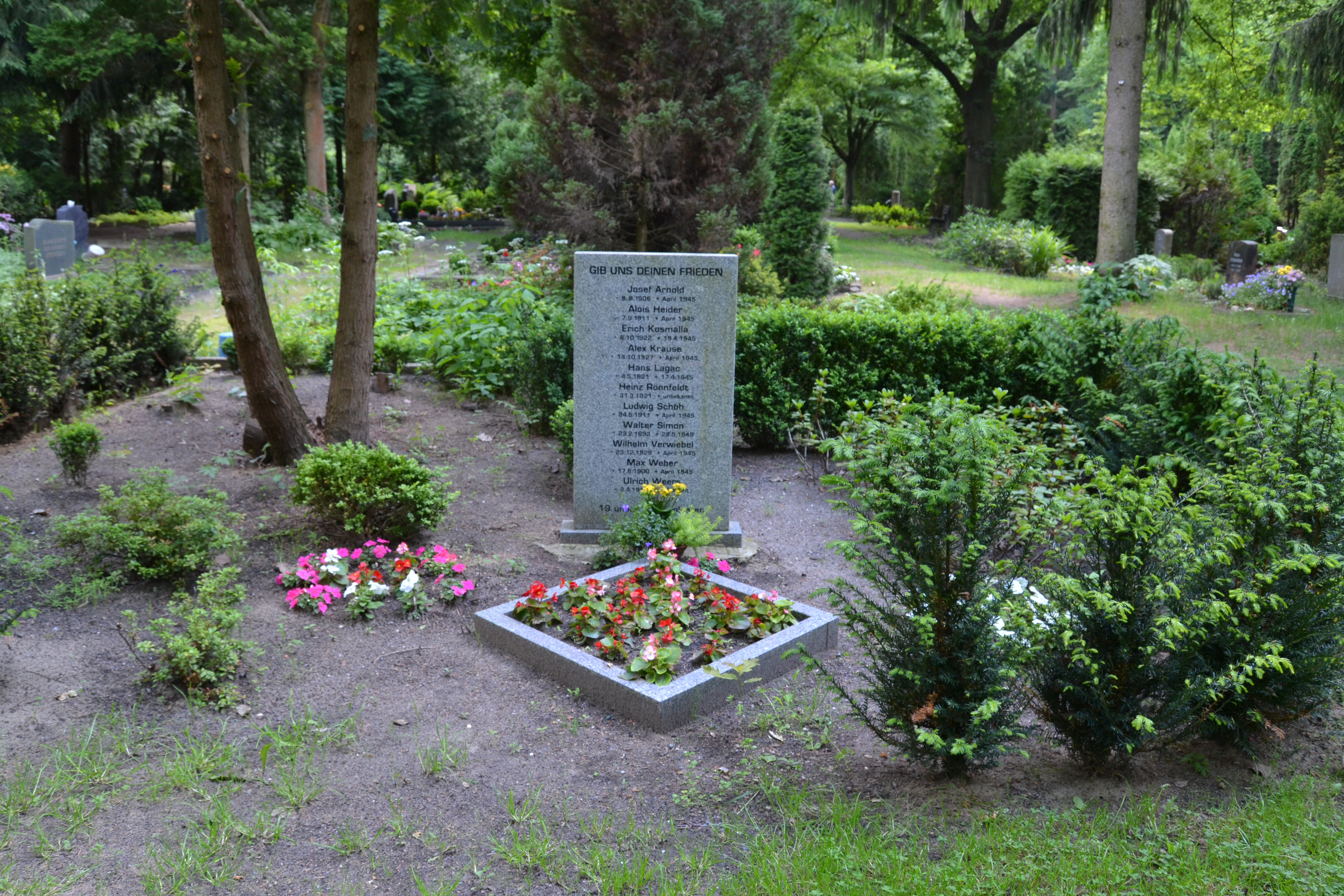
Gemeinschaftsgrab bekannter und unbekannter Soldaten
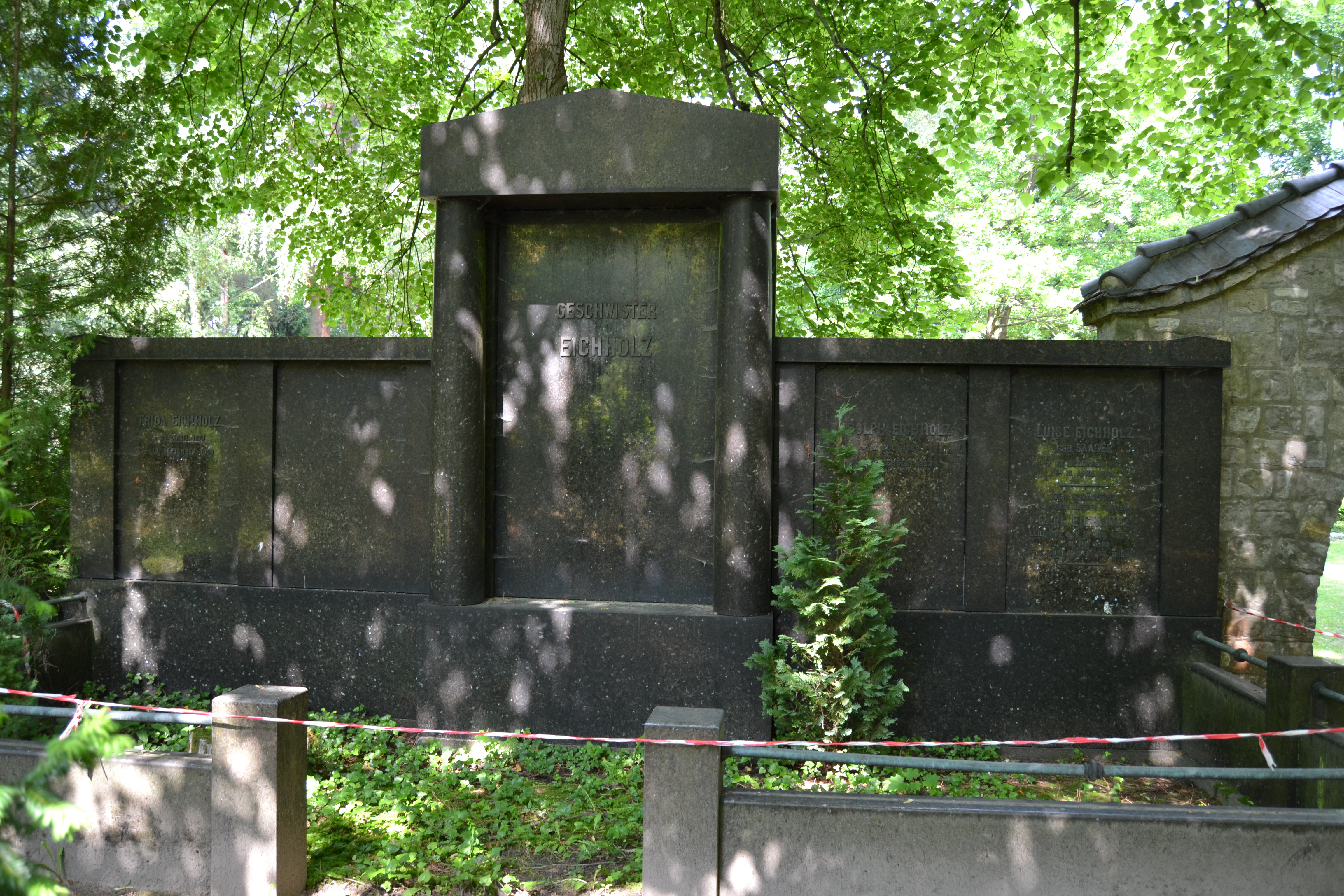
Erbbegräbnis der Geschwister Eichholz aus schwarzem schwedischen Marmor
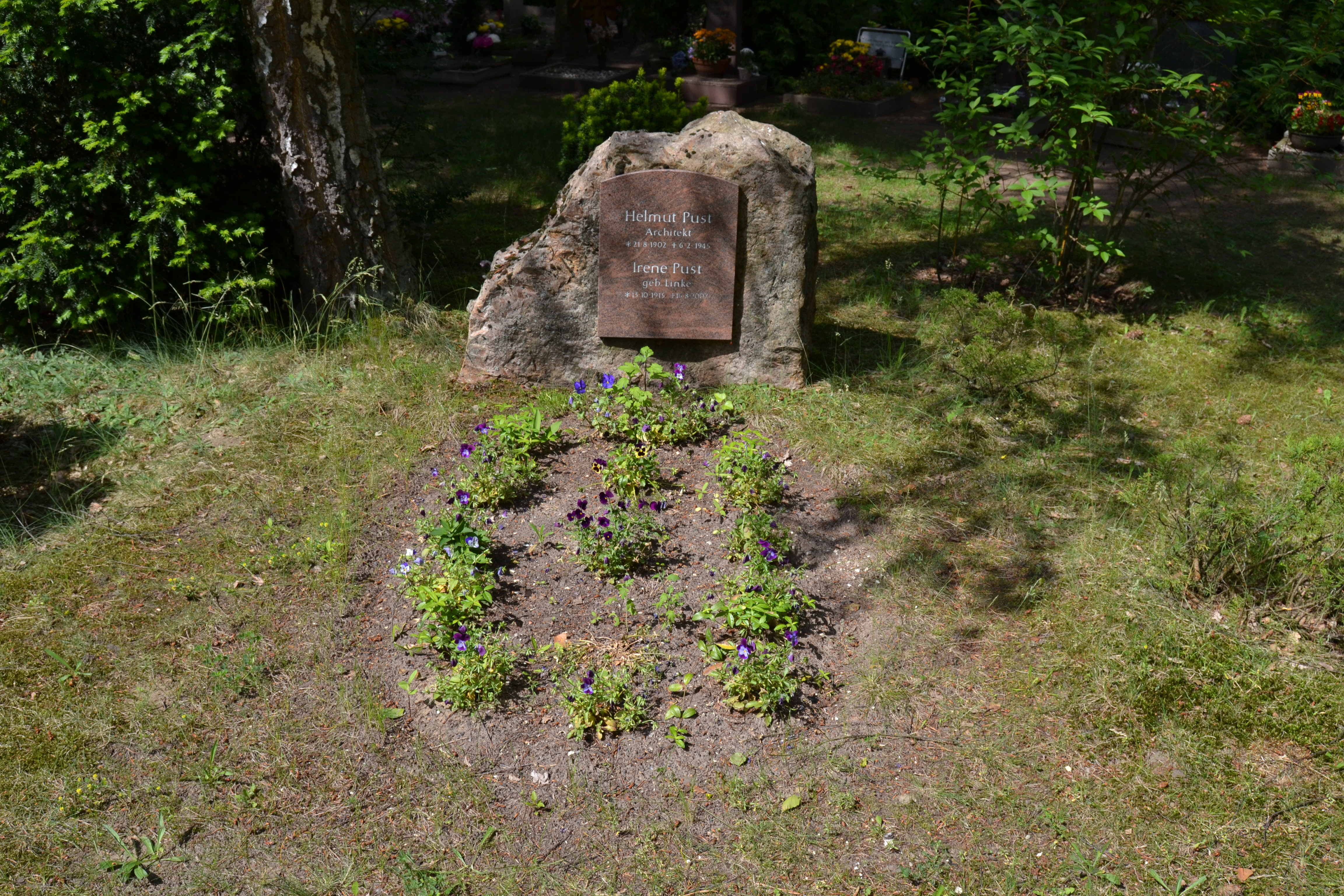
Grab des Architekten der Erweiterung, Helmut Pust, der bei einem Bombentreffer in sein Haus im Februar 1945 getötet wurde
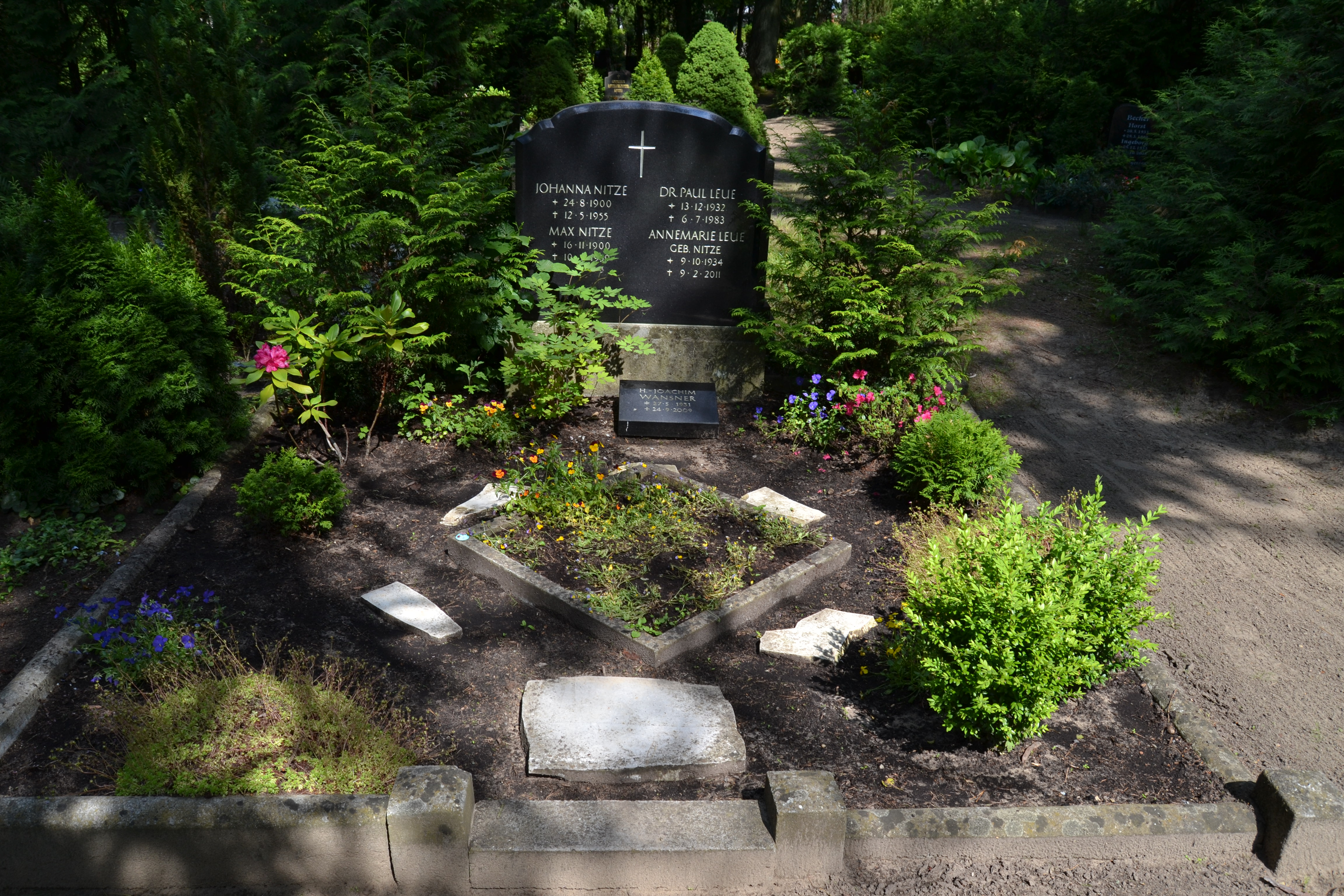
Grab des Wasserwirtschaftlers Dr. Paul Leue
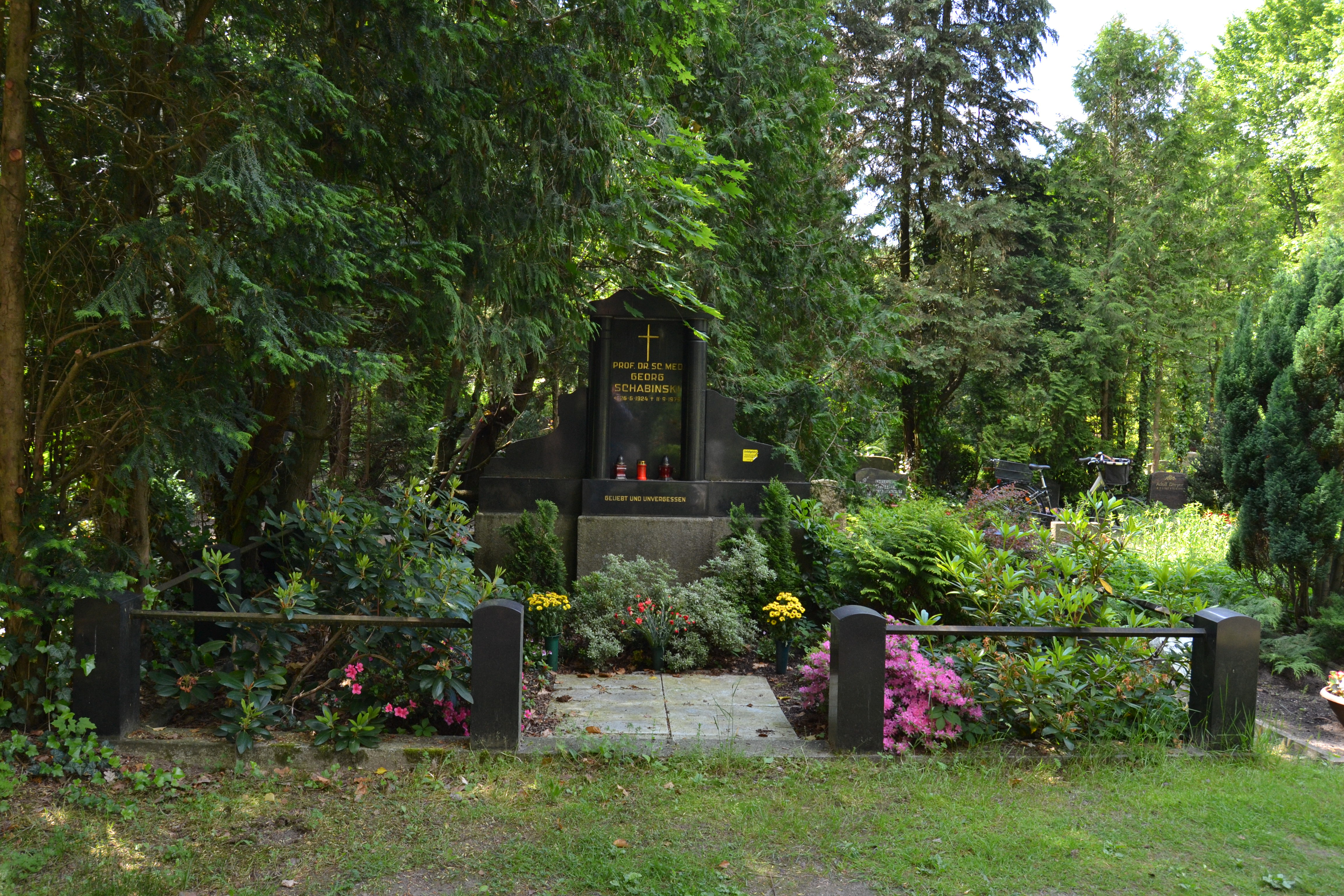
Grab des Biomediziners Professor Georg Schabinski
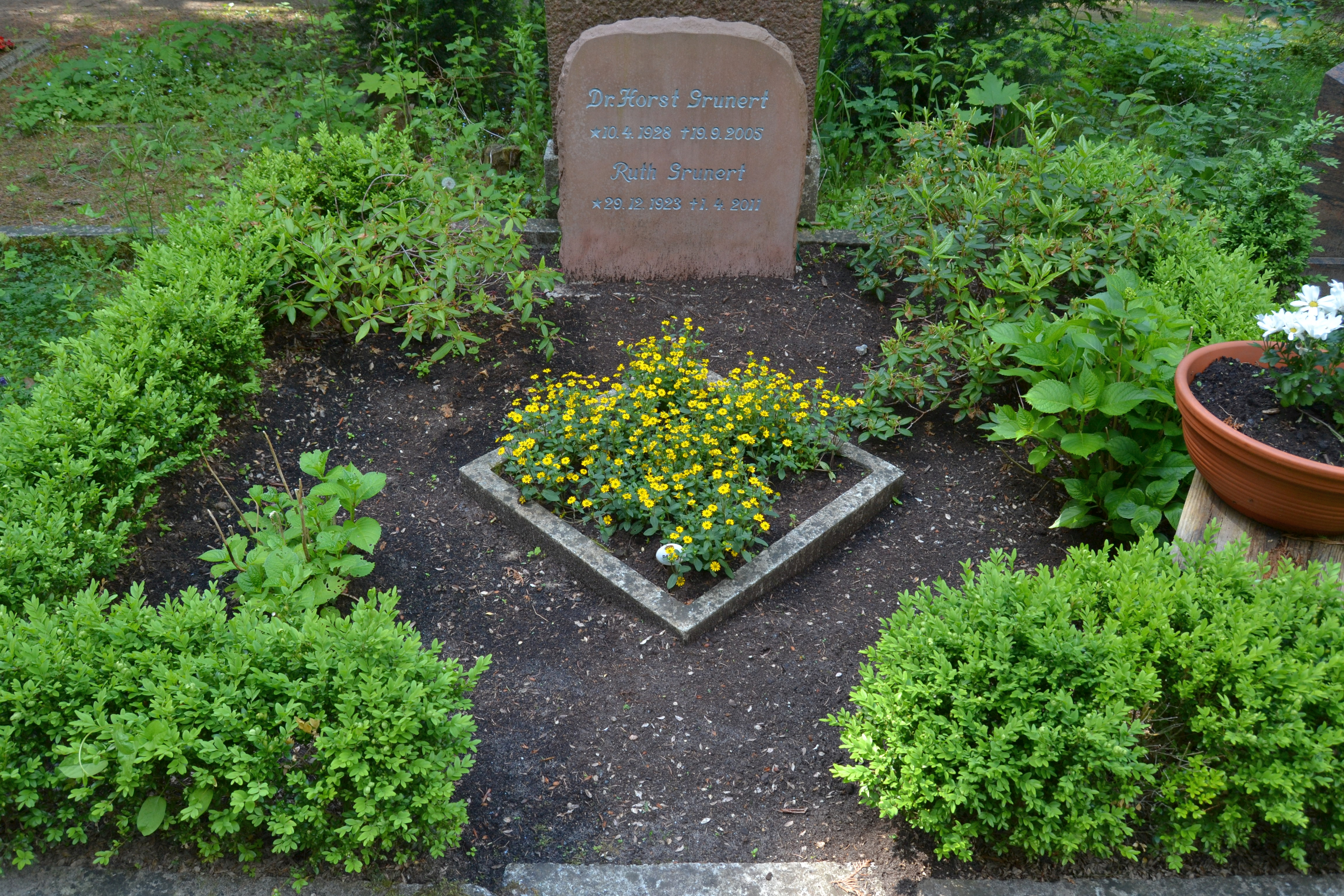
Grab des Diplomaten Horst Grunert
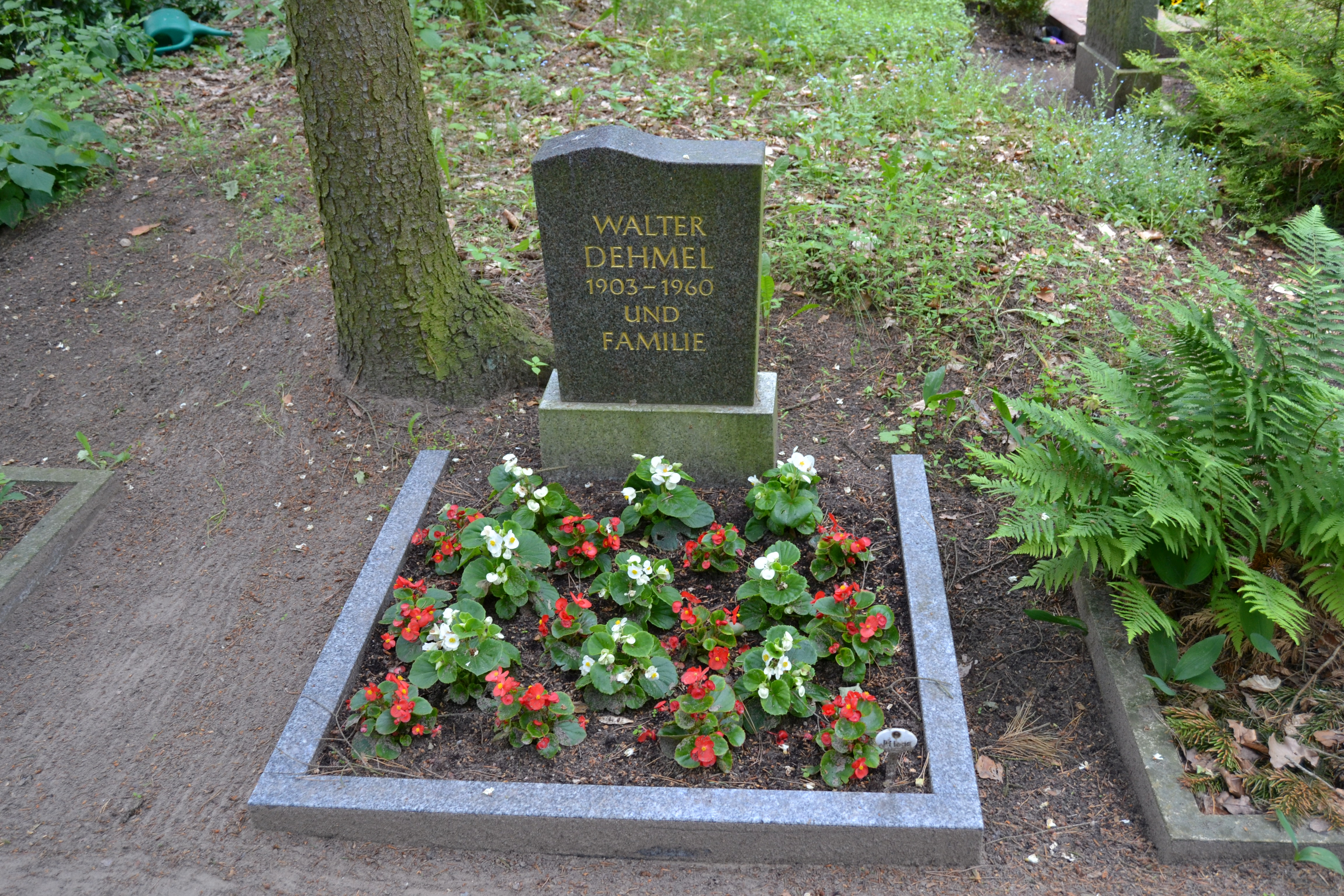
Grab des Dichters Walter Dehmel
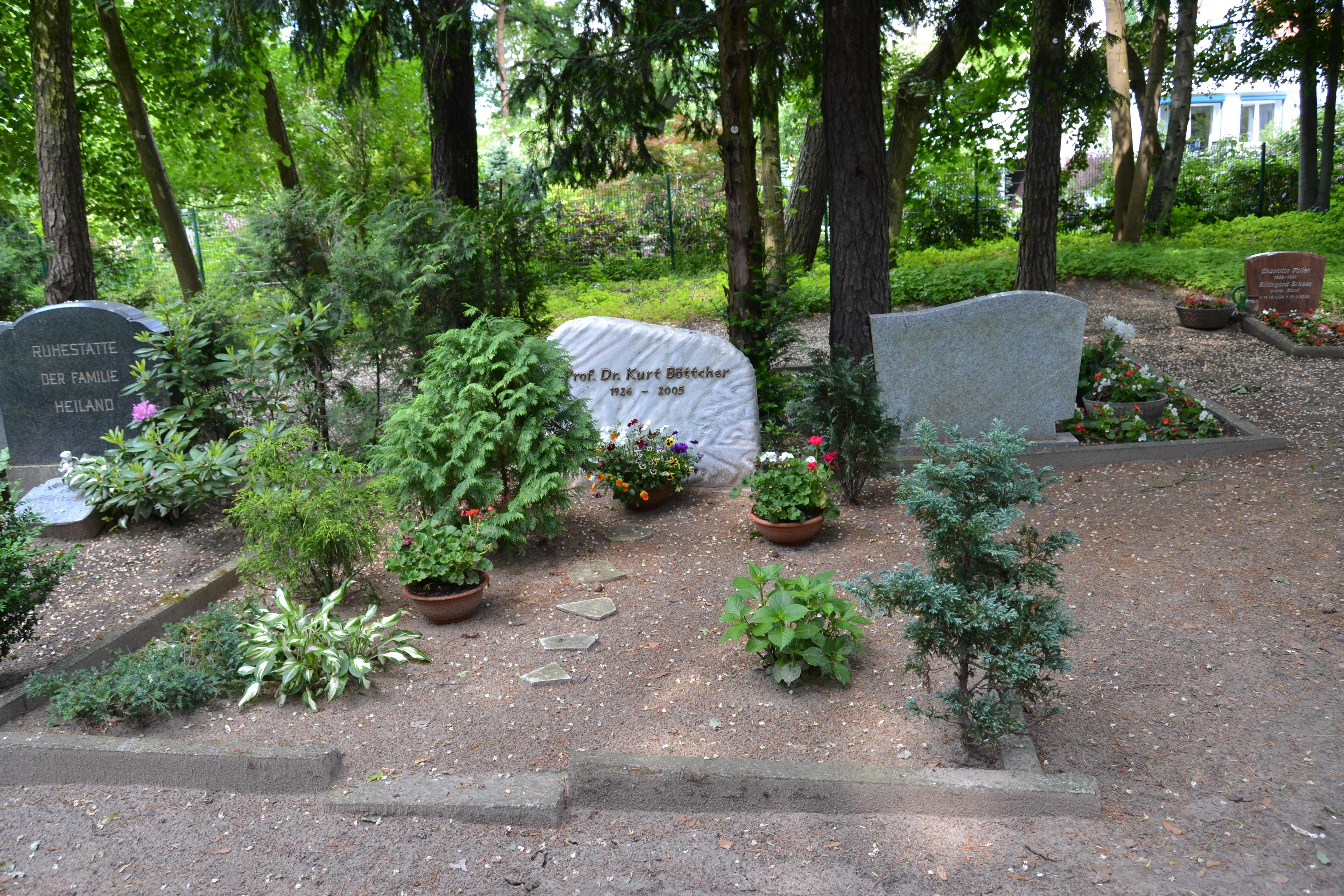
Grab des Germanisten Professor Kurt Böttcher, Chef-Lektor des Verlages Volk und Wissen

## Weitere Grabstätten

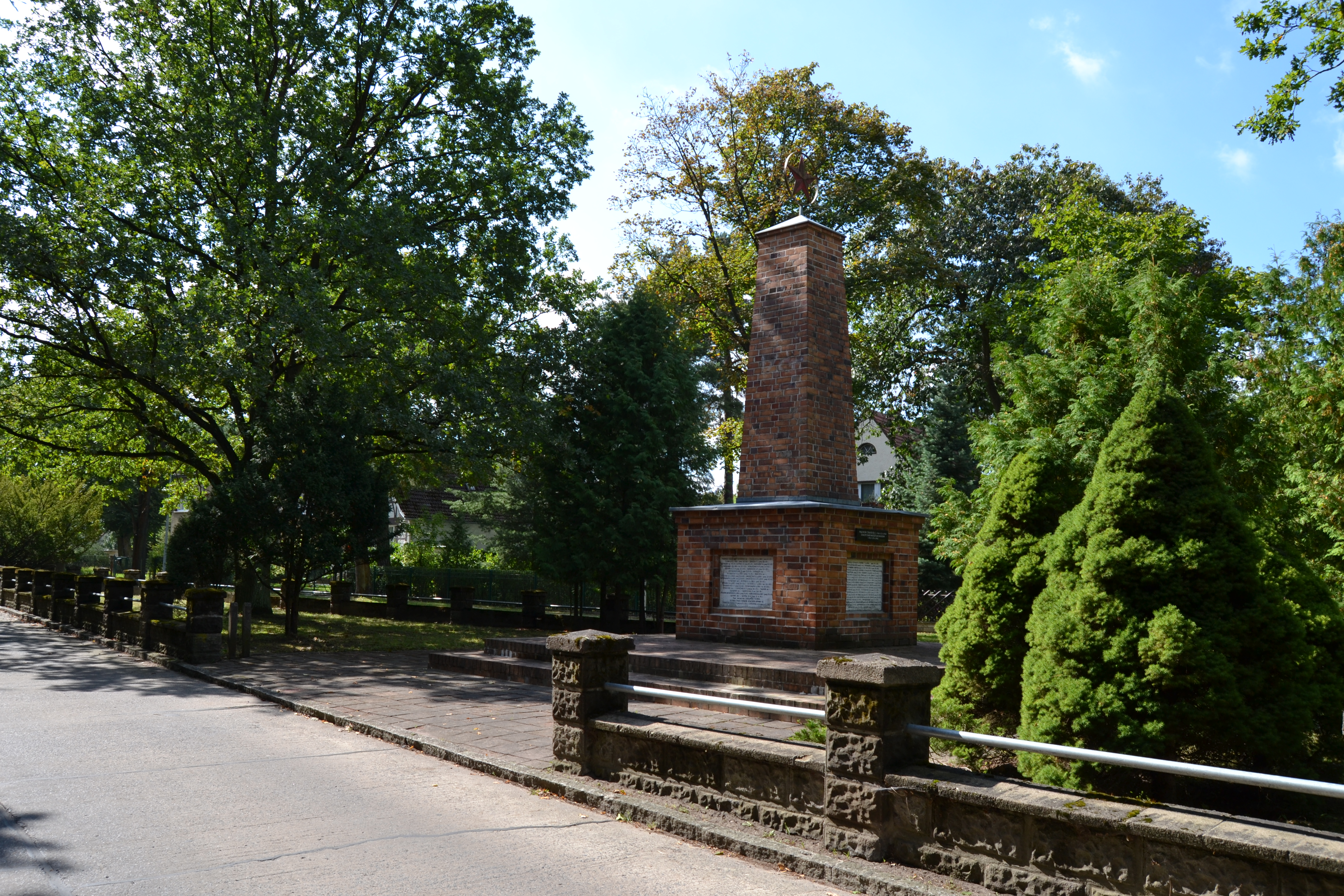
Sowjetisches Ehrenmal

Neben den vier aufgeführten Friedhöfen sind noch zwei weitere historische Begräbnisorte im Ort von Bedeutung. Der älteste Friedhof des Gutsdorfes Schöneiche war an der alten Dorfkirche, der heutigen Schlosskirche. Als diese zu einer barocken Kirche umgebaut wurde, wurde der Friedhof an den Rand des Dorfes, auf den Gutsfriedhof verlegt. Heute zeugen vom alten Friedhof nur noch einige Reste, die auf dem Kirchhof liegen und in die Ummauerung eingelassen wurden. Zudem finden sich in der mittlerweile profanierten Kirche Grabmale früherer Besitzer des Guts, darunter Grabplatten mehrerer Mitglieder der Familie Krummensees und das von Johann Gottfried Schadow geschaffene Grabmal Friedrich Wilhelm Schützes. In der Schlosskirche finden sich die ältesten Zeugnisse von Grabstätten im Ort, abgesehen von im Heimathaus aufbewahrten Urnen der Lausitzer Kultur aus der Mittleren Bronzezeit, die am Weidensee gefunden wurden.
Hinzu kommt das 1950 errichtete Sowjetische Ehrenmal mit dort bestatteten sowjetischen Opfern des Kampfes um Berlin.

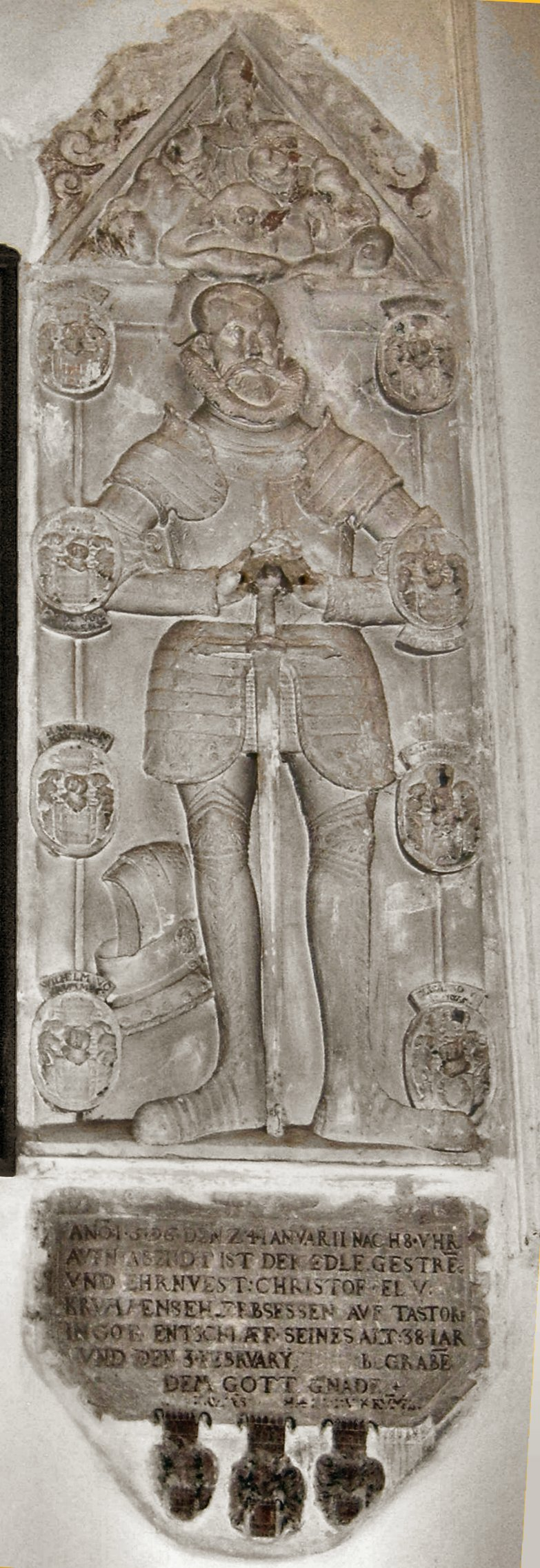
Grabmal Christoffel von Krummensees aus dem 16. Jahrhundert
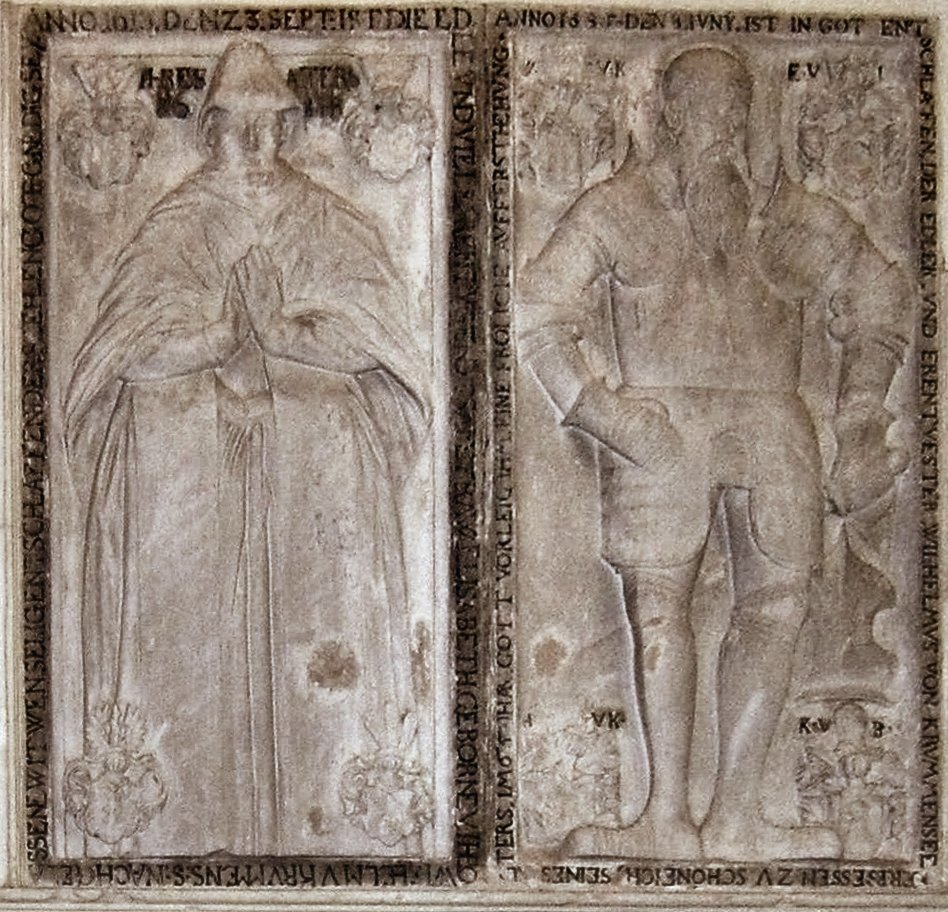
Grabmäler Elisabeth und Wilhelm von Krummensee aus dem 17. Jahrhundert
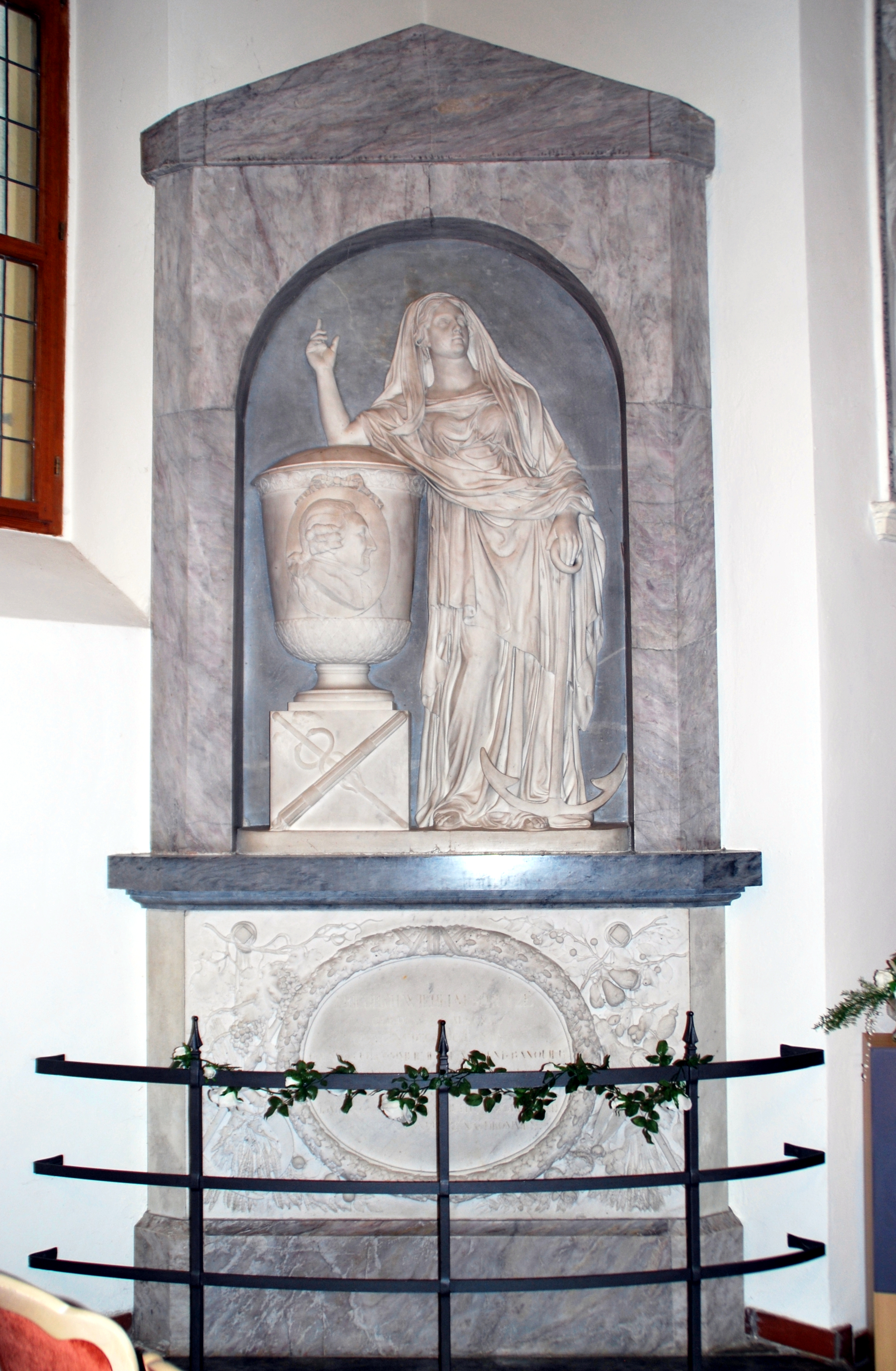
Schütze-Grabmal Schadows
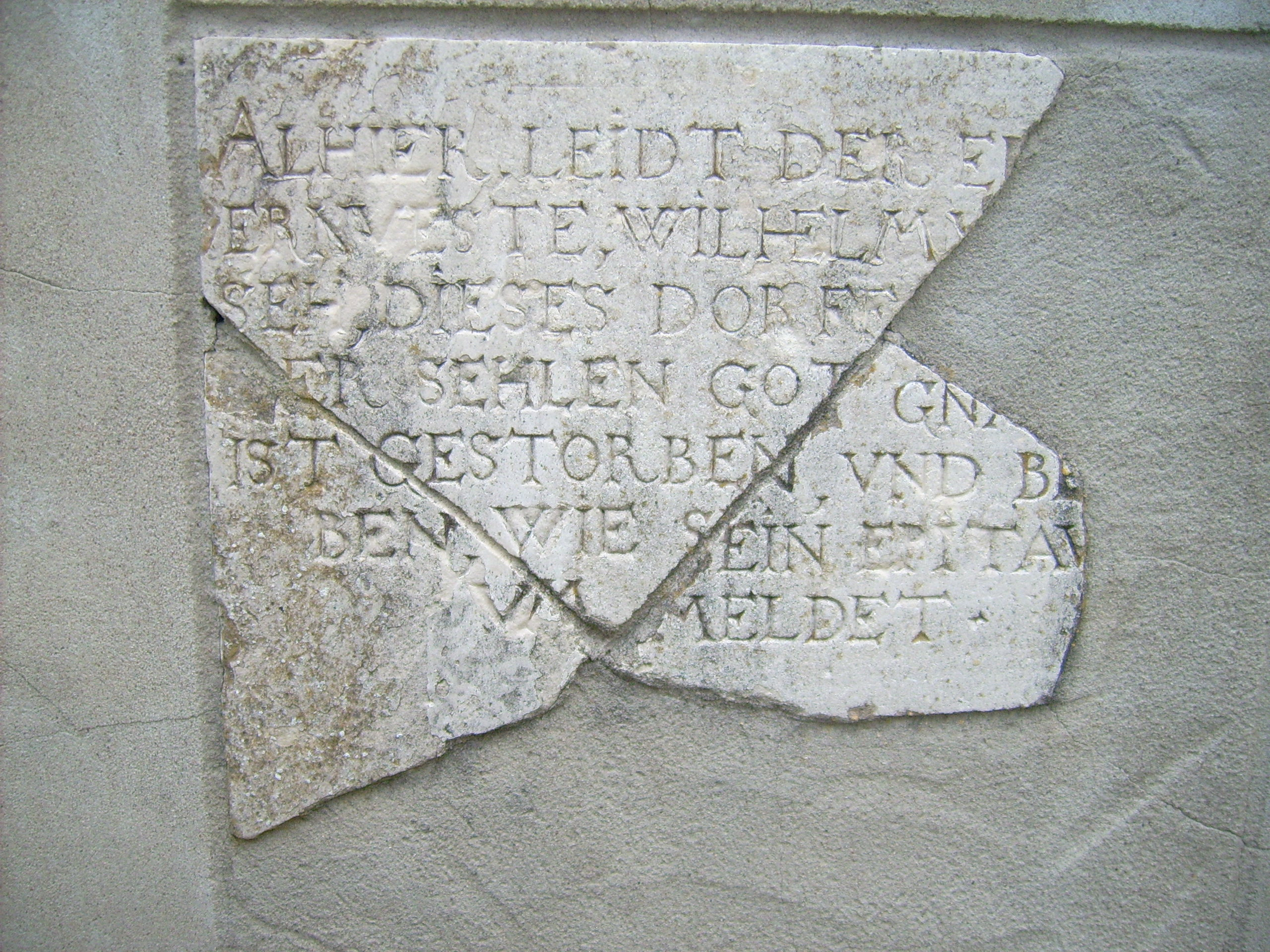
alter, in die Ummauerung eingefasster Grabstein
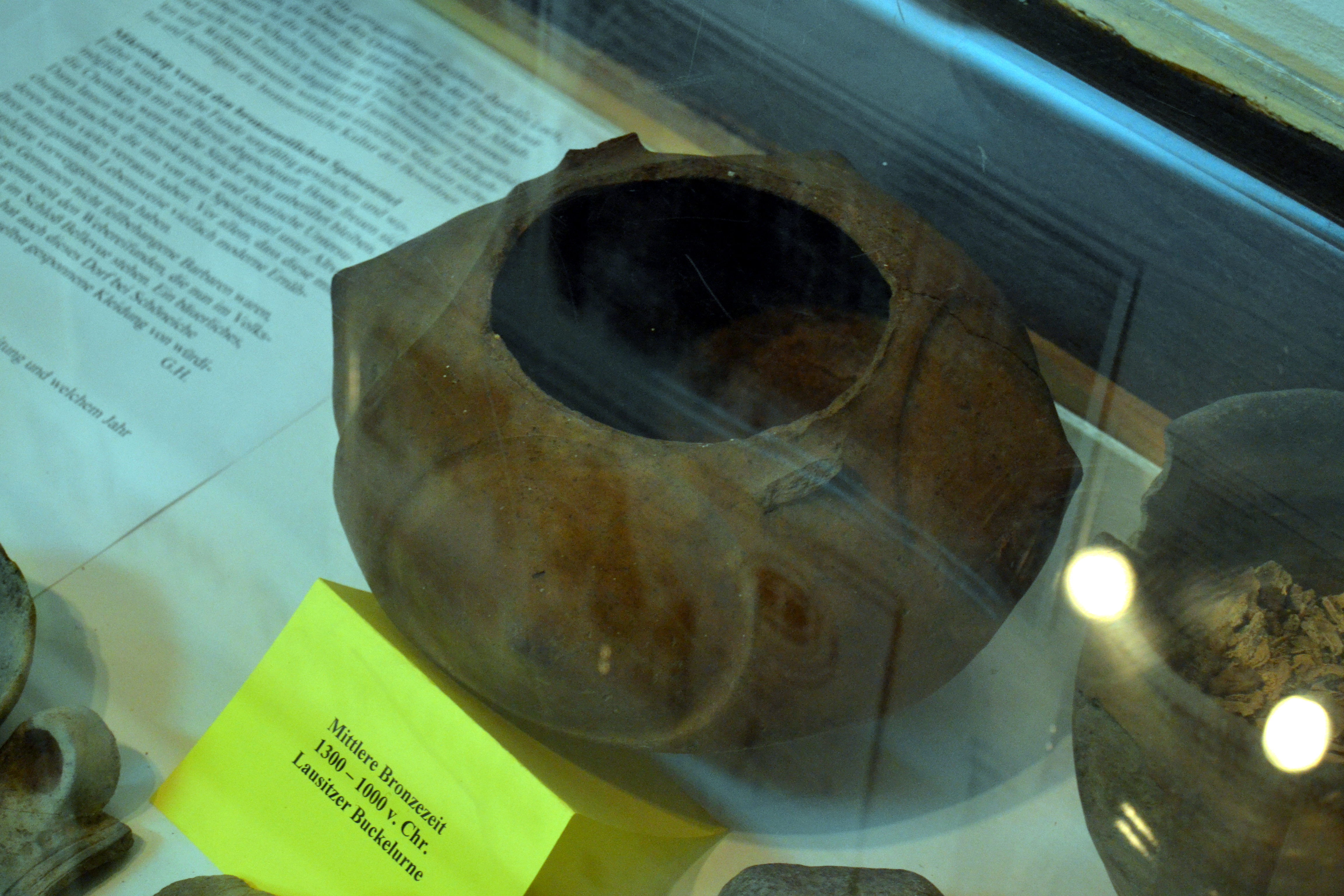
Urne vom Weidensee, Lausitzer Kultur, im Heimathaus; um 1300 bis 1000 v. Chr.